# 国家美术馆 (伦敦)
国家美术馆（英語：National Gallery，又譯為國家画廊、國立美術館、國家藝廊等），是一座位于英國伦敦市中心特拉法加广场北侧的美術館。成立於1824年，收藏了13世紀中葉至1900年的 2,300 多幅畫作。
国家美术馆是免稅慈善機構，也是數位、文化、媒體和體育部的非政府部門公共機構。它的藏品代表英國公眾和屬於政府，並免費對外參觀。
與歐洲大陸的同類型博物館不同，國家美術館不是通過將現有的皇家或王室藝術收藏品國有化而形成的。它是在 1824 年英國政府從約翰·朱利葉斯·安格斯坦的繼承人購買了38幅畫作時成立的。在最初的購買之後，畫廊主要由其早期董事，尤其是洛克·伊斯雷特爵士以私人捐款建立，這些捐款現在佔收藏的三分之二。因此藏品也比許多歐洲國家畫廊要小，但範圍很廣；西方繪畫的最重大發展則是從喬托·迪·邦多納到保罗·塞尚的重要作品最為代表。

## 美術館歷史

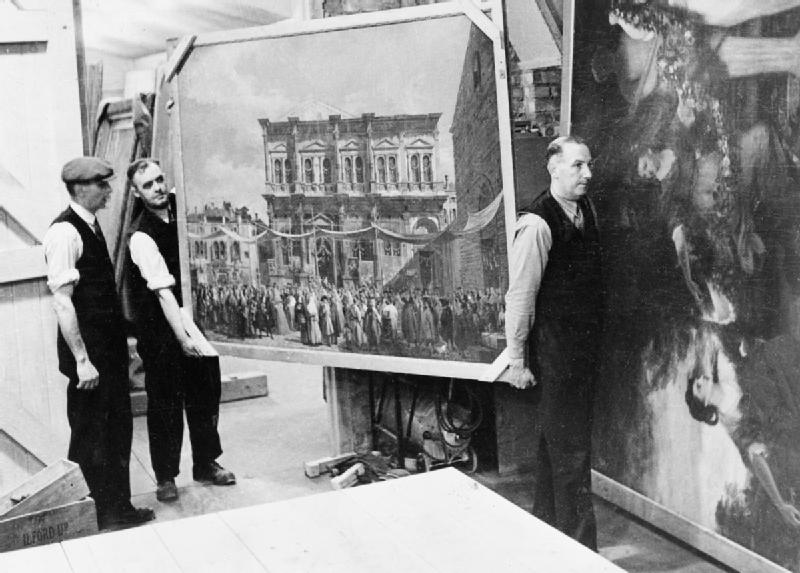
二戰時期正在遷移至安全地點的畫作

18世紀末，歐洲國家相繼出現將皇室收藏國有化的浪潮，其中以1779年向公眾開放的老繪畫陳列館（原巴伐利亞王室收藏）以及1789年左右開放的烏菲茲美術館（原美第奇家族藏品）為代表，英國在這段時間也有許多有志之士提倡此想法，雖然獲得皇室支持，但仍因一系列原因遲遲無法實現，也錯失了許多珍貴收藏收購的機會。
1823年時，市場上出現一批待售藝術品，是由俄裔旅居英國的富商約翰·朱利葉斯·安格斯坦所收藏的，其中包括拉斐爾及威廉·賀加斯的真跡，輝格黨政治家第一代多佛男爵喬治·阿加-埃利斯於1823年7月1日向下議院提出收購此一藏品的提案，從男爵喬治·博蒙特爵士呼籲這項提案並附帶兩個條件：政府將收購全部38幅畫作並且需要找到合適的建築將他們安置，而在此時奧地利意外地償還了之前戰爭的賠款，首相第二代利物浦伯爵羅伯特·詹金遜並順勢利用此筆賠款，花費57,000英鎊將其收購，喬治·博蒙特爵士也捐贈其數量不多(16幅)但皆為珍品的收藏，這些收藏成了美術館最早一批藏品，當時館舍位於帕摩爾街100號，並於1824年5月10日正式開館。
美術館開幕後的幾年陸續收購了許多名家作品，館藏空間變得壅擠，於1832年開始計畫在特拉法加廣場北面建造一座新的館舍，該建築是由威廉·威爾金斯設計建造，並於1838年完工由維多利亞女王宣布啟用。
在第二次世界大戰發生初期，館藏被移動到威爾斯的彭林城堡、班哥大學及亞伯里斯威爾大學等地，隨著戰事發展，亦有考慮過將館藏移至加拿大避難，但遭到當時首相邱吉爾的強烈反對，最後畫作藏匿於北威爾斯一個採石場內。戰後由於館舍遭到破壞必須修繕，館方藉此時間對藏品進行大規模修復。
美術館主體建築於20世紀初開始進行擴建，並於1911年完成了主建築西側的擴建，後續仍不斷有翻修工程，並於1975年完成北翼的修建，最後一次大規模翻修則是90年代，由罗伯特·文丘里和丹尼絲·斯科特·布朗設計在原有館舍向西擴展–即塞恩斯柏里翼樓（The Sainsbury Wing），這要感謝約翰·塞恩斯柏里及其兄弟們於1985年的5,000萬英鎊捐款，塞恩斯柏里翼樓是英國後現代主義建築的重要例子，該翼樓主要收藏文藝復興時期的畫作。

## 館藏歷史
美術館作品以1260年至1900年之間為主。國家美術館分為東南西北四個側翼，接年代序展出，館藏包含文藝復興早期名家如馬薩喬、保羅·烏切洛、皮耶羅·德拉·弗朗切斯卡以及波提且利、文藝復興三傑全部人的作品，也收藏威尼斯畫派如提香、丁托列托、保羅·委羅內塞以及羅倫佐·洛托等名家作品。其他畫家如卡拉瓦喬、林布蘭、楊·維梅爾以及法蘭西斯科·哥雅亦有收藏，目前總藏品約2,300件。
館藏中原本有各式畫派的畫作，其中不乏許多英國畫派的作品，但由於館藏空間的不足，於1897年將大多數英國畫家作品移至泰德不列顛美術館展出，僅留下少部分英國畫家作品。
19世紀末20世紀初期，因為農業危機導致許多貴族被迫拋售其收藏，而此時美國因商致富的眾多收藏家用高價購買這些畫作，這擠壓到國家美術館的收購行動，感受到危機的英國政府遂於1903年成立藝術基金會，成立之初的目的即是防止藝術品流入美國，而後透過基金會的運作，持續協助美術館收購畫作。
原本館藏中較缺乏18、19世紀到印象派的法國畫家作品，因為就到底要不要將其納入館藏不斷有所爭議，一直到1917年美術館獲得了休·蘭恩爵士遺贈的39幅畫作，彌補了這段時間的空白。
二戰過後由於國家正在進行恢復，百廢待興，美術館的收購變得更加困難，不過還好有著公眾的大力支持，得以協助美術館持續收購名作，如達文西的《聖母子與聖安妮、施洗者聖約翰》便是此時期收購。1985年，美術館從政府獲得的補助被凍結，但好在於同年獲得保羅·蓋蒂家族的5,000萬美元捐款，使許多購買得以持續。
1999年，美術館獲得了丹尼斯·馬洪的26幅義大利巴洛克畫作，其中包括一幅圭尔奇诺的作品，該作品於1945年遭到美術館委託人以巴洛克藝術已過時為由拒絕以200英鎊的價格從馬洪手中購買，但於2003年，該畫作估值為400萬英鎊。
進入21世紀，美術館舉行過三場大型募款活動，其中之一於2004年，花費3,488萬英鎊從第十二代諾森伯蘭公爵拉爾夫·珀西手中購得拉斐爾的《粉紅聖母》，另外為與蘇格蘭國家畫廊共同出資，分別於2008年及2011，年花費9,500萬英鎊從第七代薩瑟蘭公爵弗朗西斯·艾金頓手中購得的提香《黛安娜與阿克泰翁》以及《黛安娜與卡利斯托》。

## 主要館藏列表

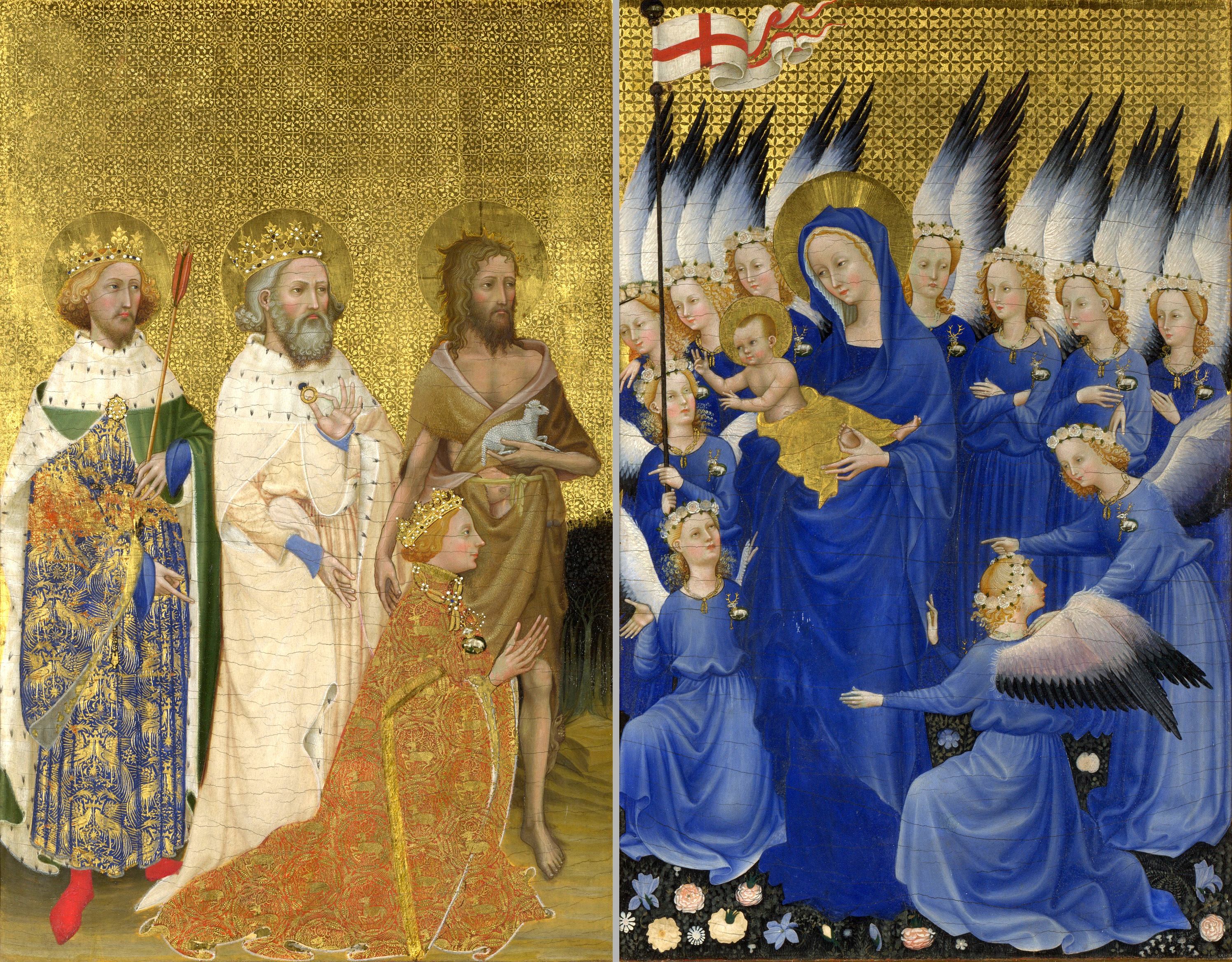
英國或法國畫派的《威爾頓雙聯畫（英语：Wilton Diptych）》，53 × 37cm，約作於1395-1399年，自1929年起收藏
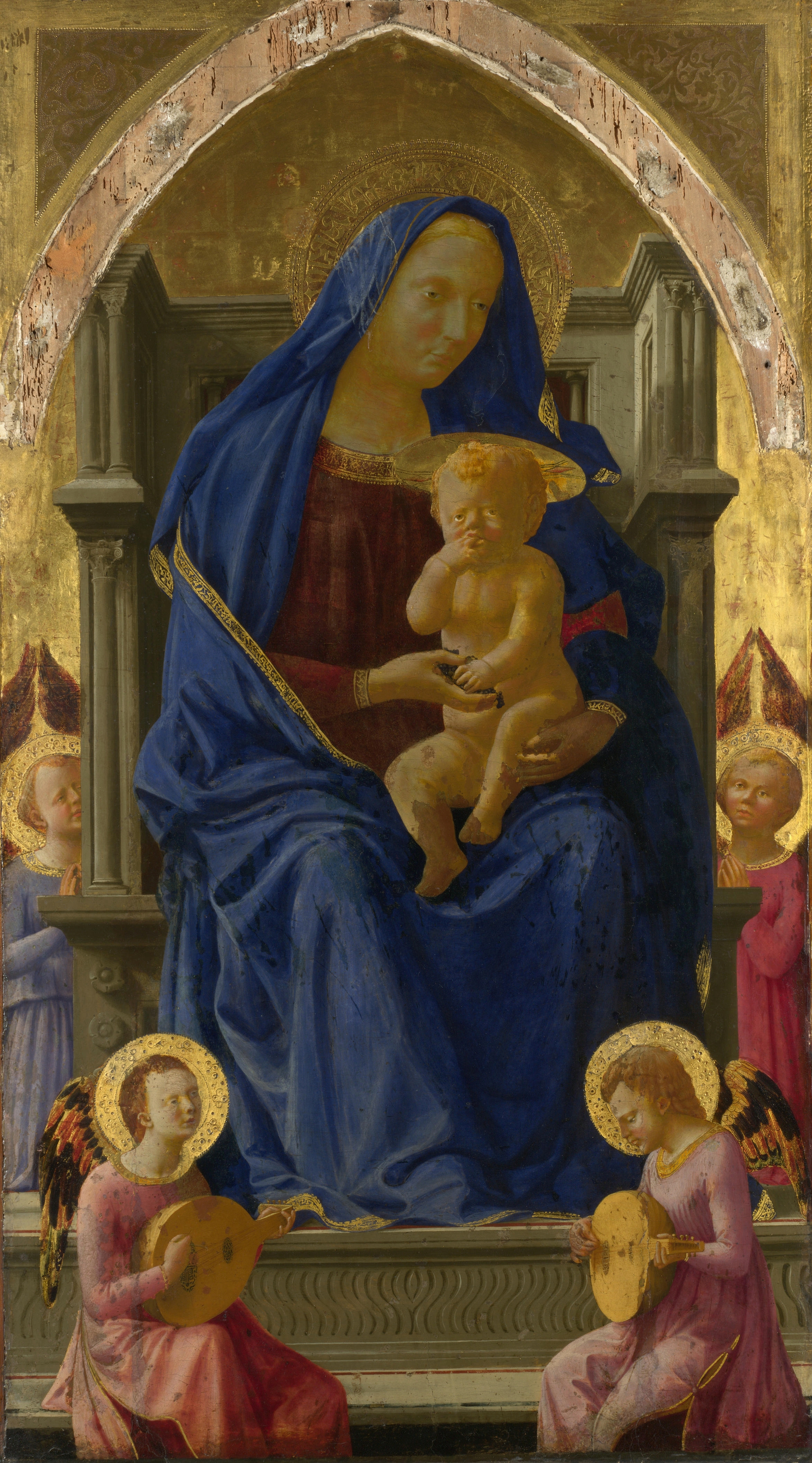
馬薩喬的《聖母與聖子（英语：Pisa Altarpiece）》，135.5 × 73cm，約作於1426年，自1916年起收藏
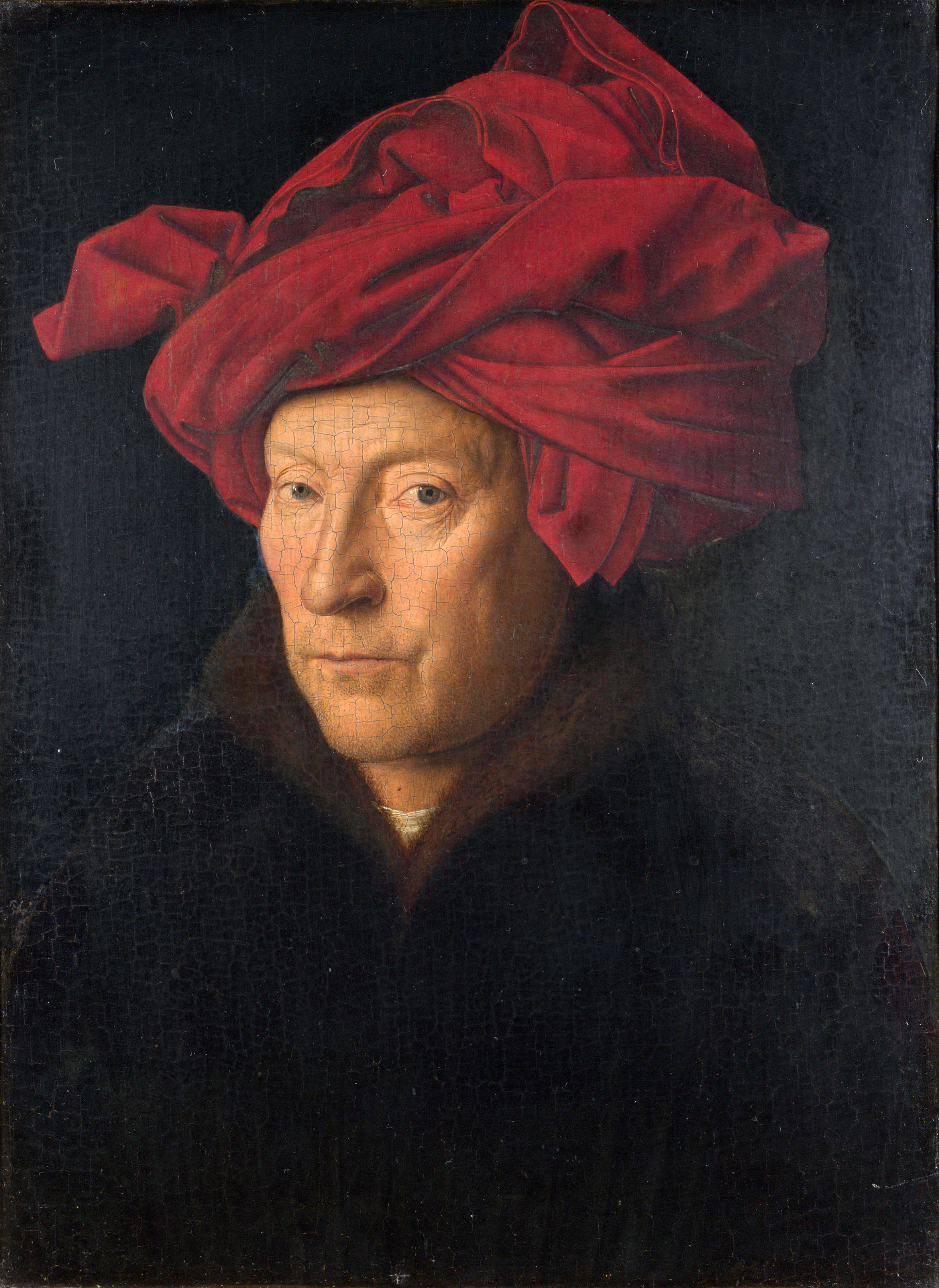
揚·范艾克的《男人肖像畫 (或自畫像)（英语：Portrait of a Man (Self Portrait?)）》，33 × 26cm，約作於1433年，自1851年起收藏
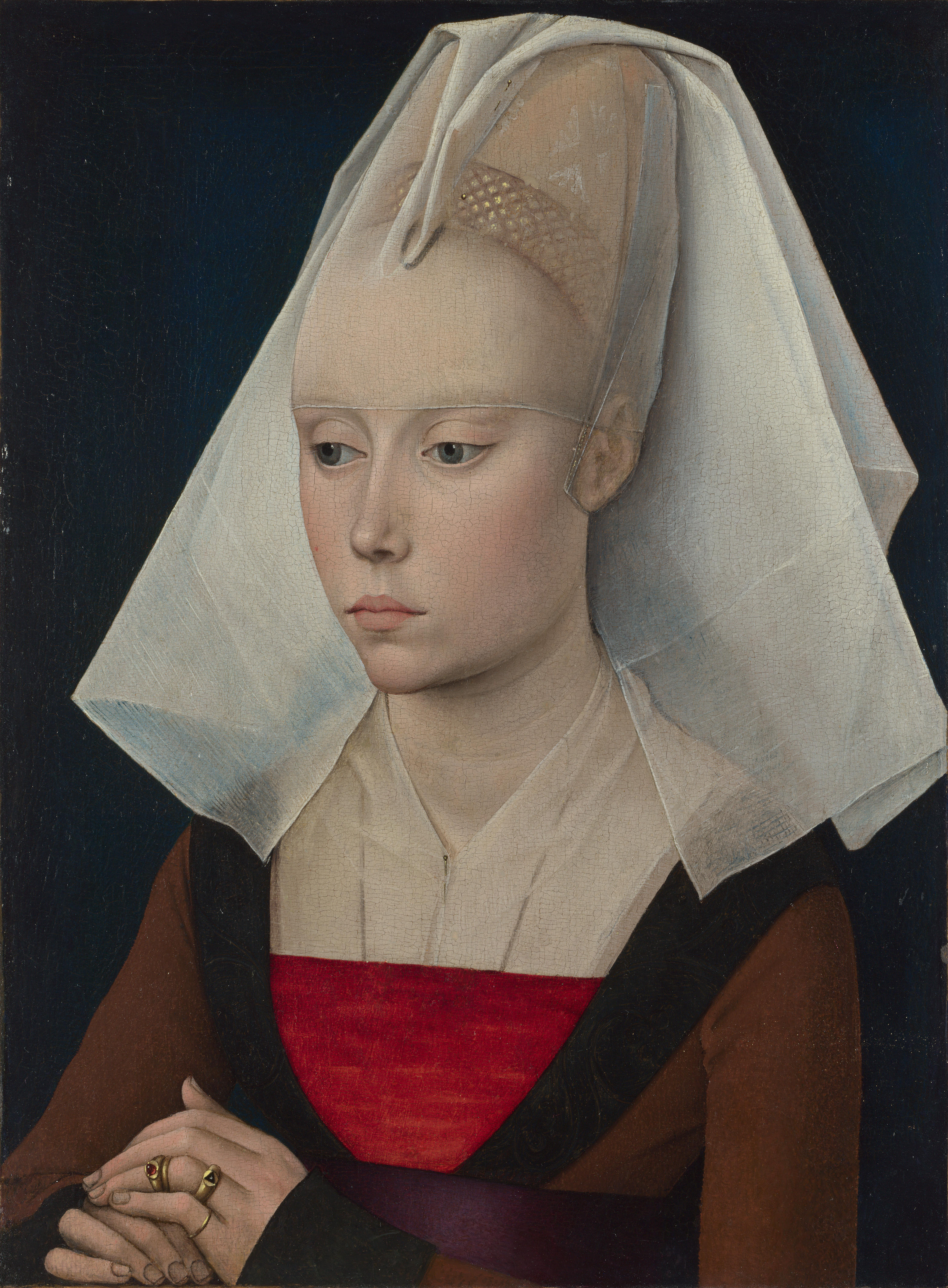
羅希爾·范德魏登或工作室的《貴婦肖像畫》（Portrait of a Lady），36 × 27.6cm，約作於1460年，自1895年起收藏
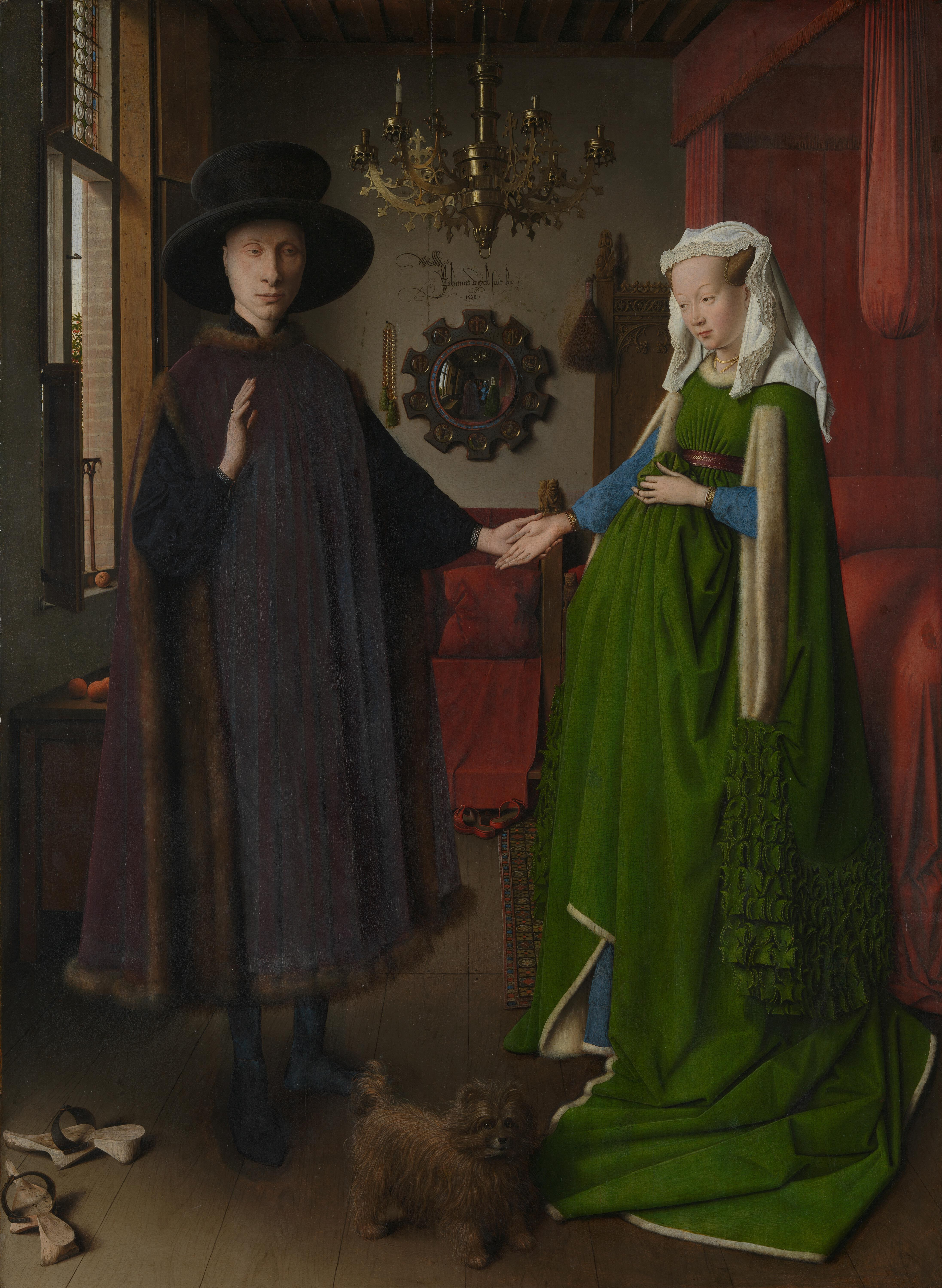
揚·范艾克的《阿諾菲尼的婚禮》，81.8 × 59.7cm，約作於1434年，自1842年起收藏
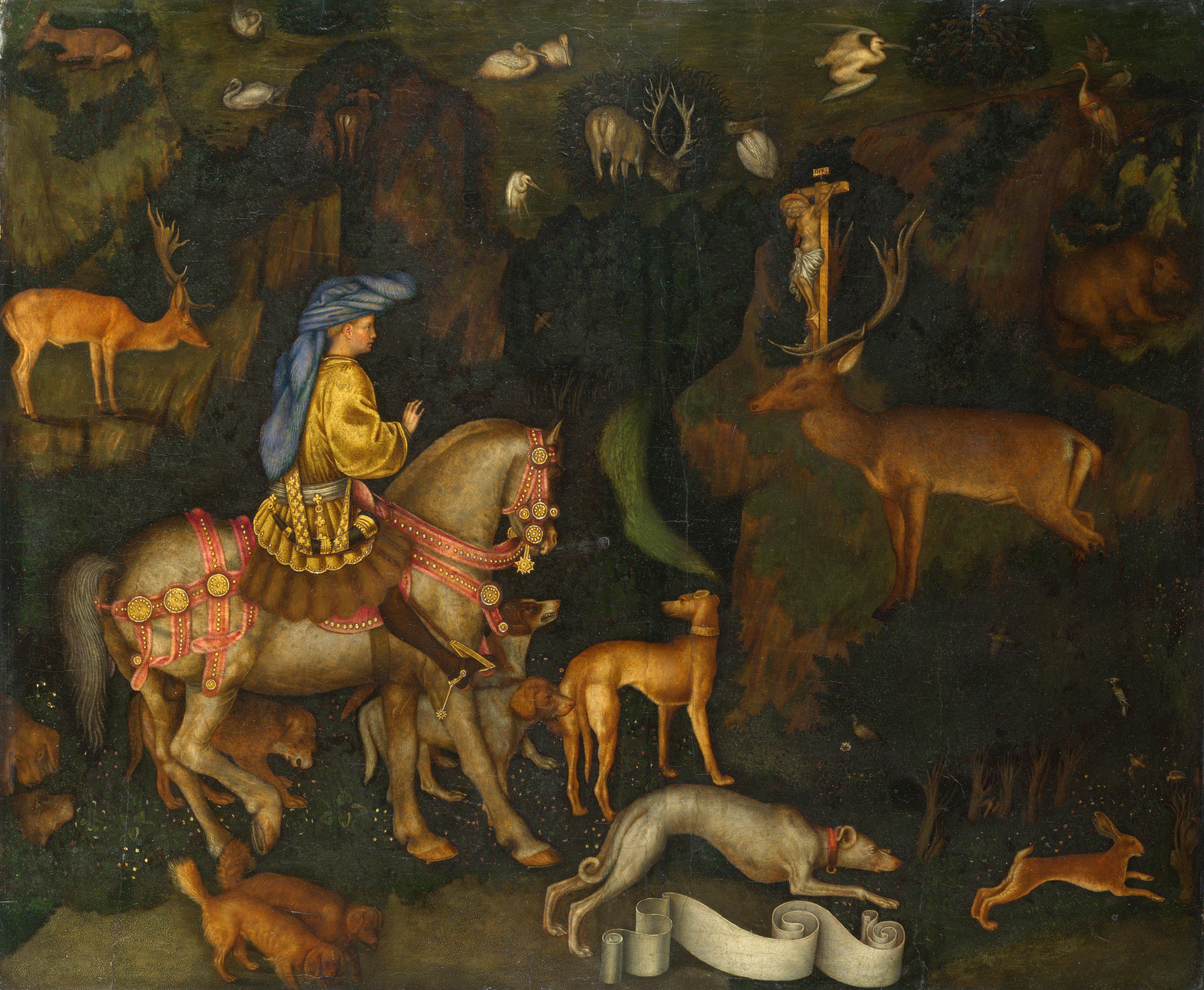
皮薩內羅（英语：Pisanello）的《聖尤斯塔斯的異象（英语：The Vision of Saint Eustace）》，54.5 × 65.5cm，約作於1435年，自1895年起收藏
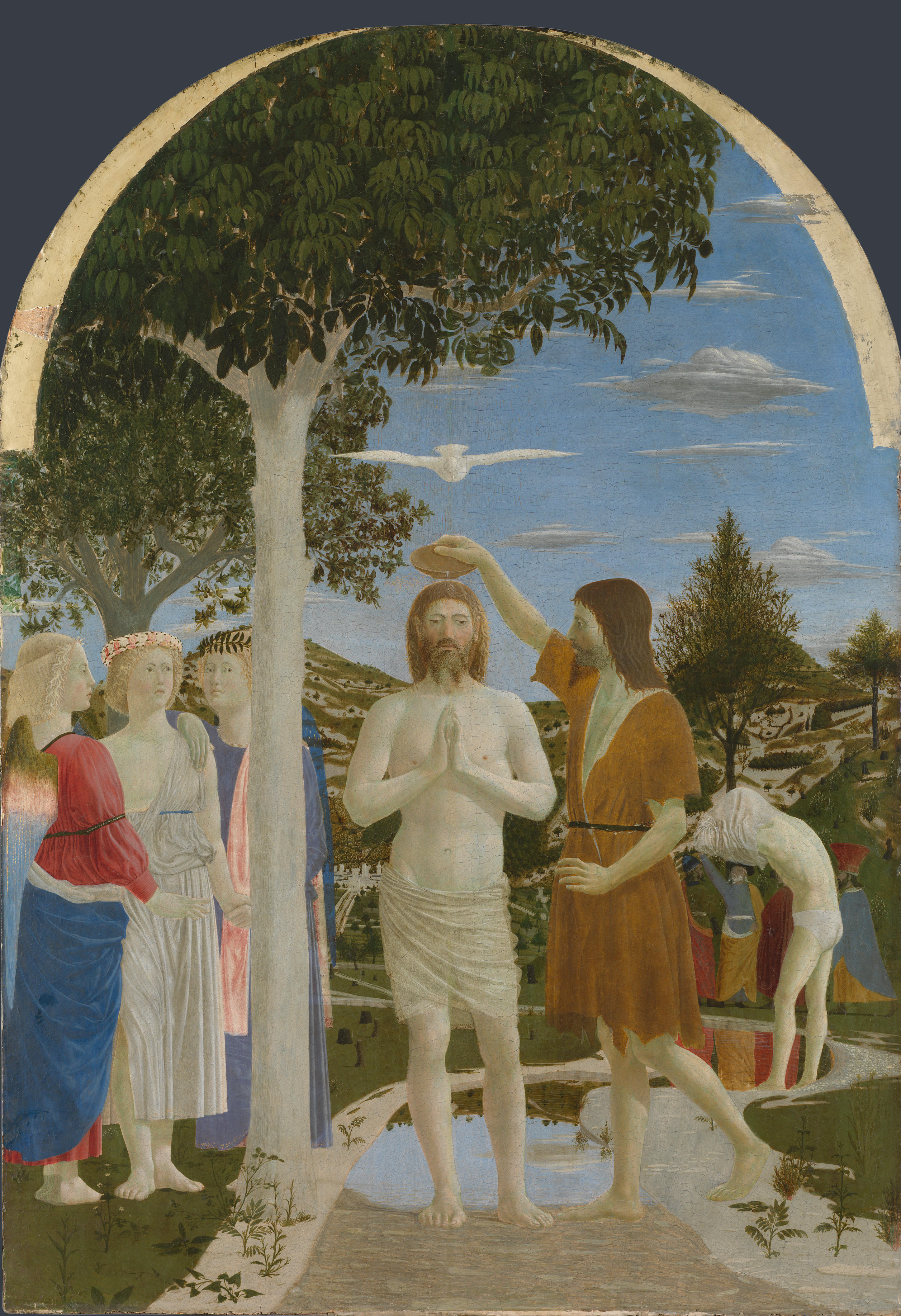
皮耶羅·德拉·弗朗切斯卡的《耶穌受洗（英语：The Baptism of Christ (Piero della Francesca)）》，167 × 116cm，約作於1450年，自1861年起收藏
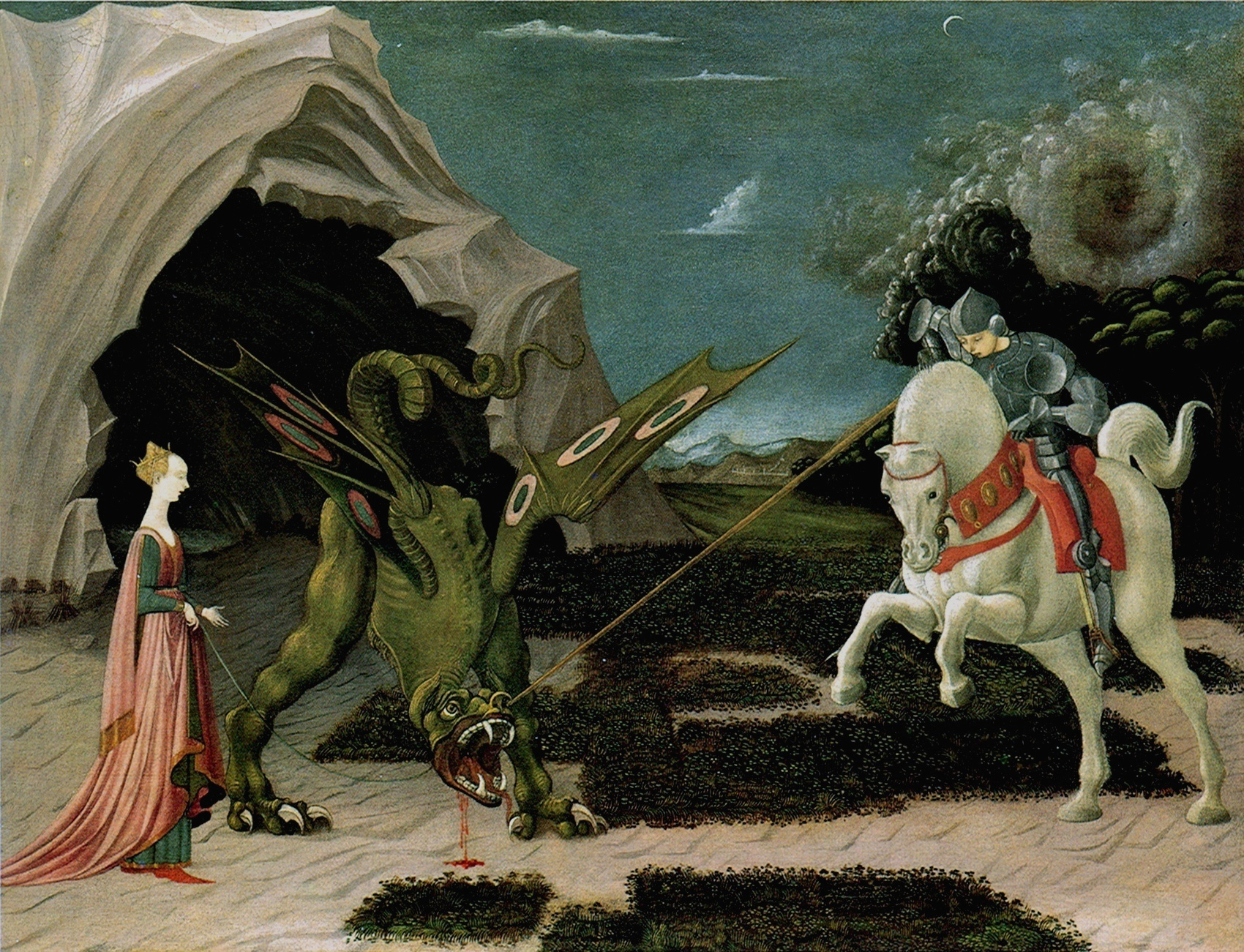
保羅·烏切洛的《聖喬治與龍（英语：Saint George and the Dragon (Uccello)）》，56.5 × 74cm，約作於1455或1470年，自1959年起收藏
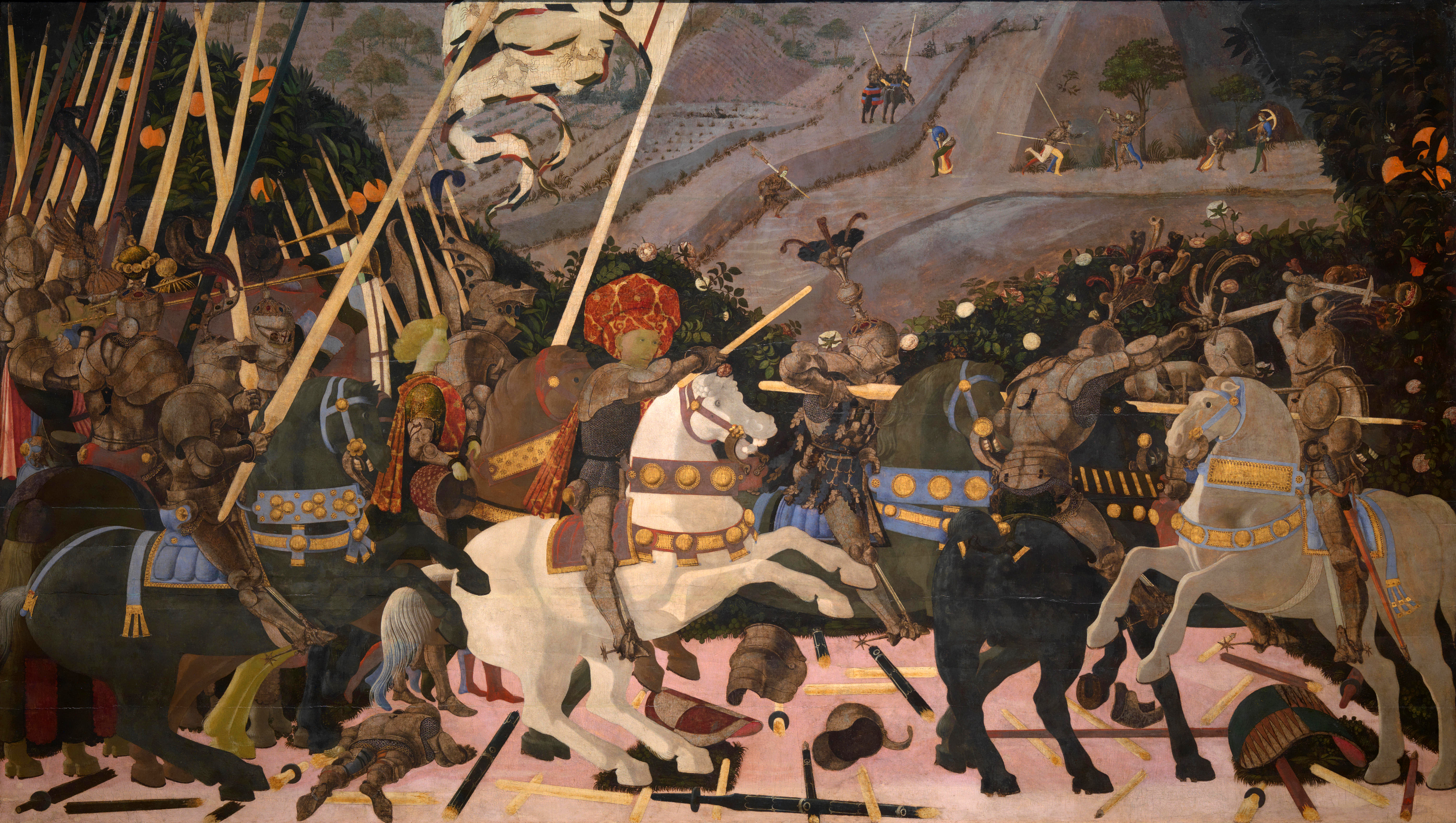
保羅·烏切洛的《聖羅馬諾之戰》，182 × 320cm，約作於1455-1460年，自1857年起收藏
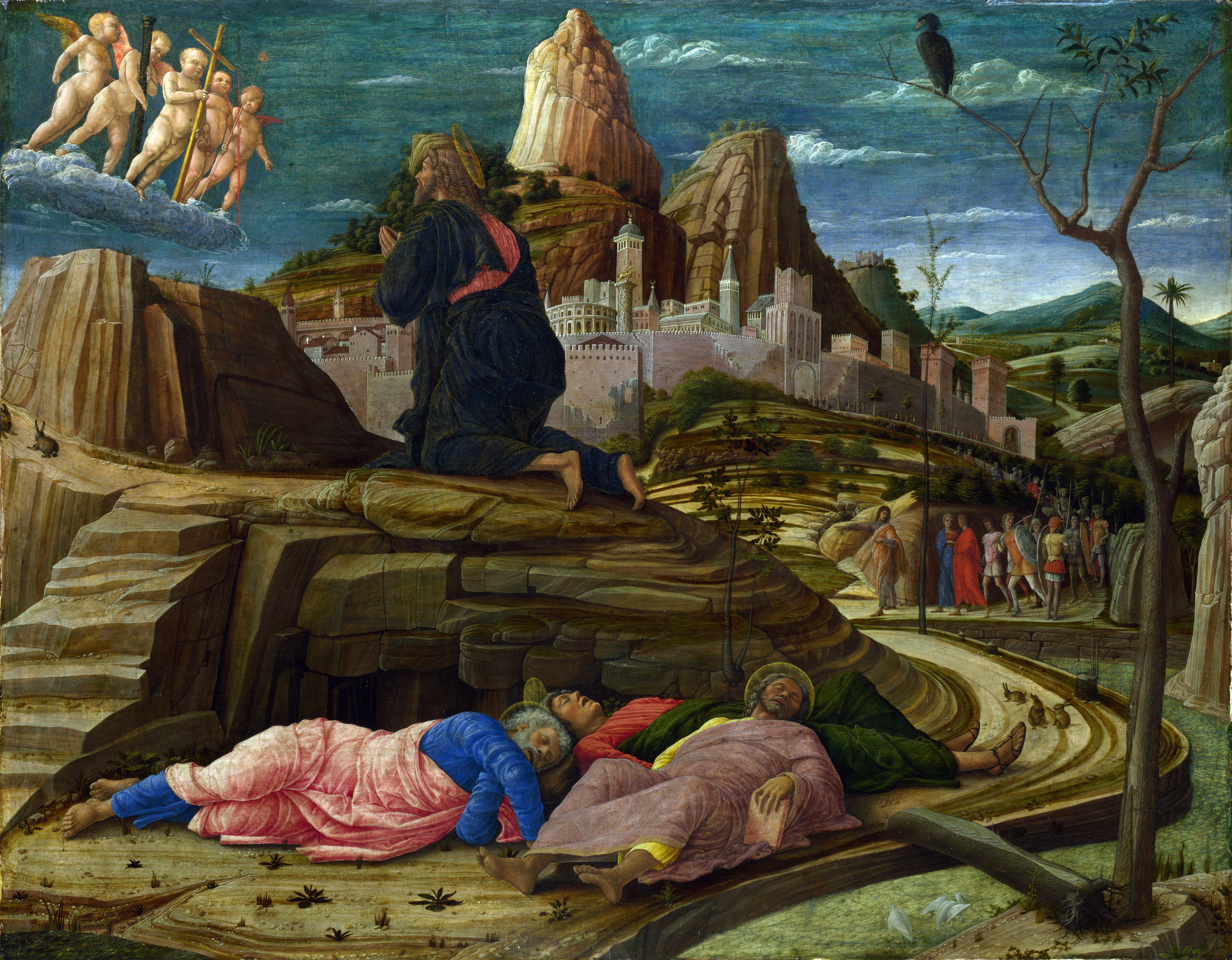
安德烈亞·曼特尼亞的《園中祈禱（英语：Agony in the Garden (Mantegna, London)）》，63 × 80cm，約作於1460年，自1894年起收藏
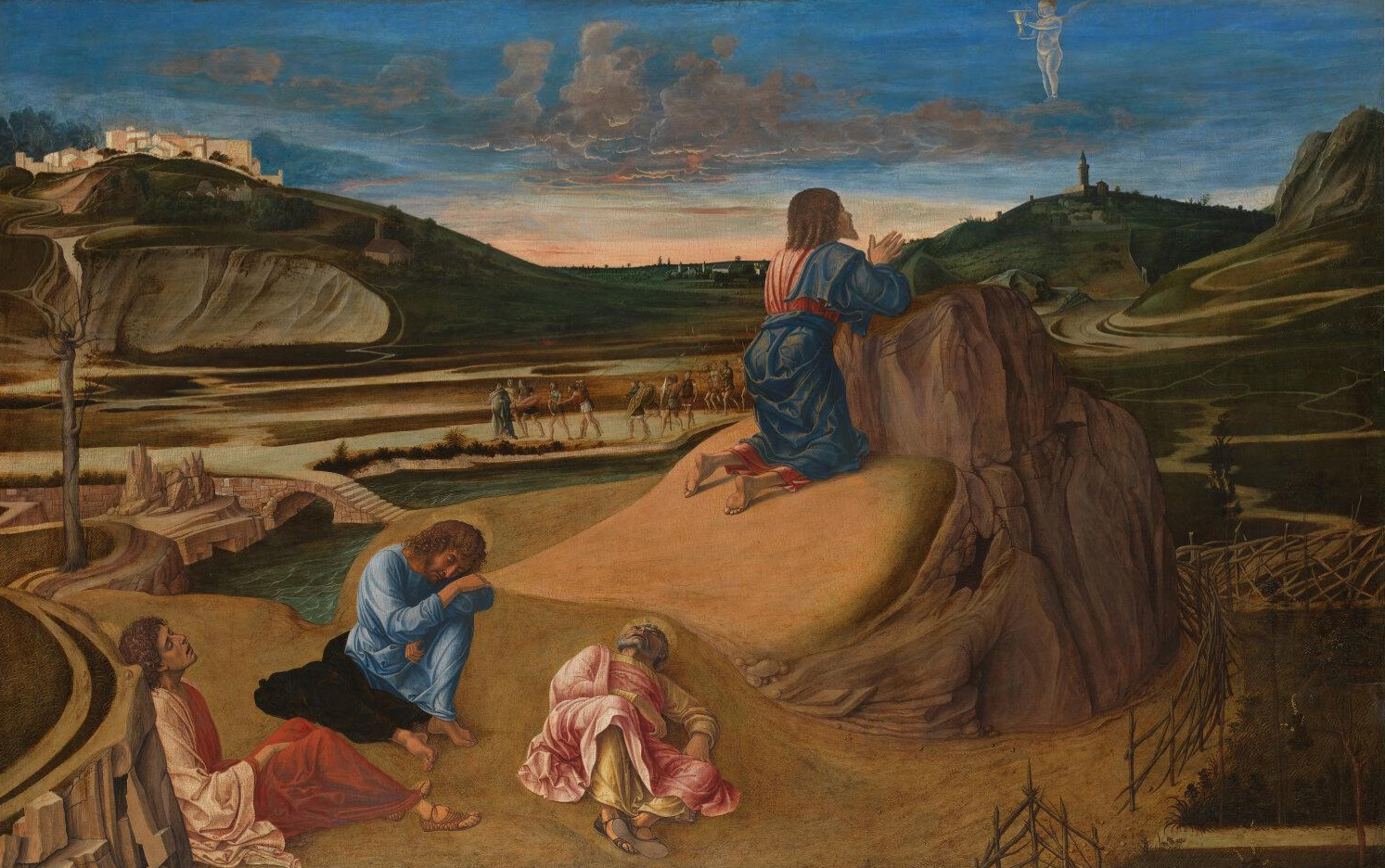
喬瓦尼·貝利尼的《園中祈禱（英语：Agony in the Garden (Bellini)）》，81 × 127cm，約作於1465-1470年，自1863年起收藏
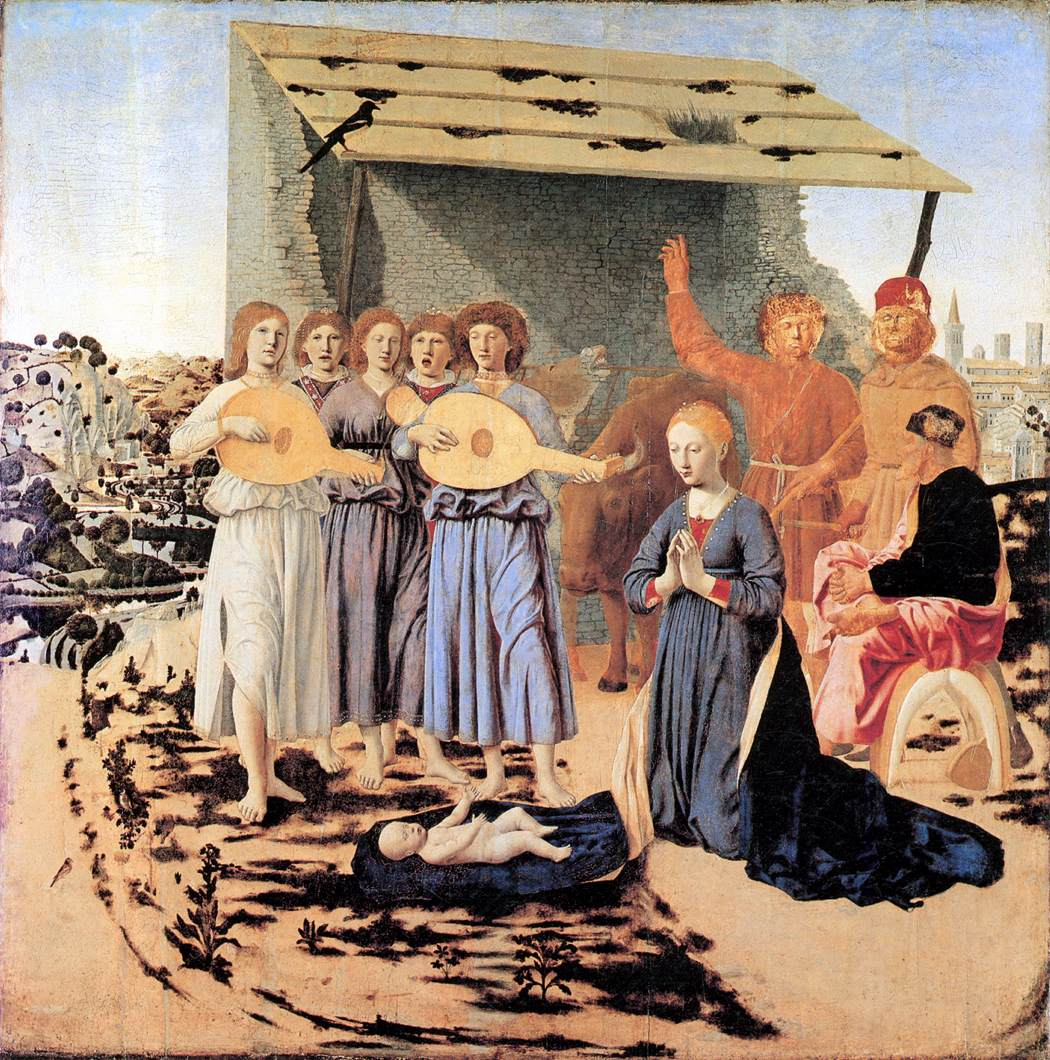
皮耶羅·德拉·弗朗切斯卡的《耶穌降生（英语：The Nativity (Piero della Francesca)）》，124 × 123cm，約作於1470-1475年，自1874年起收藏
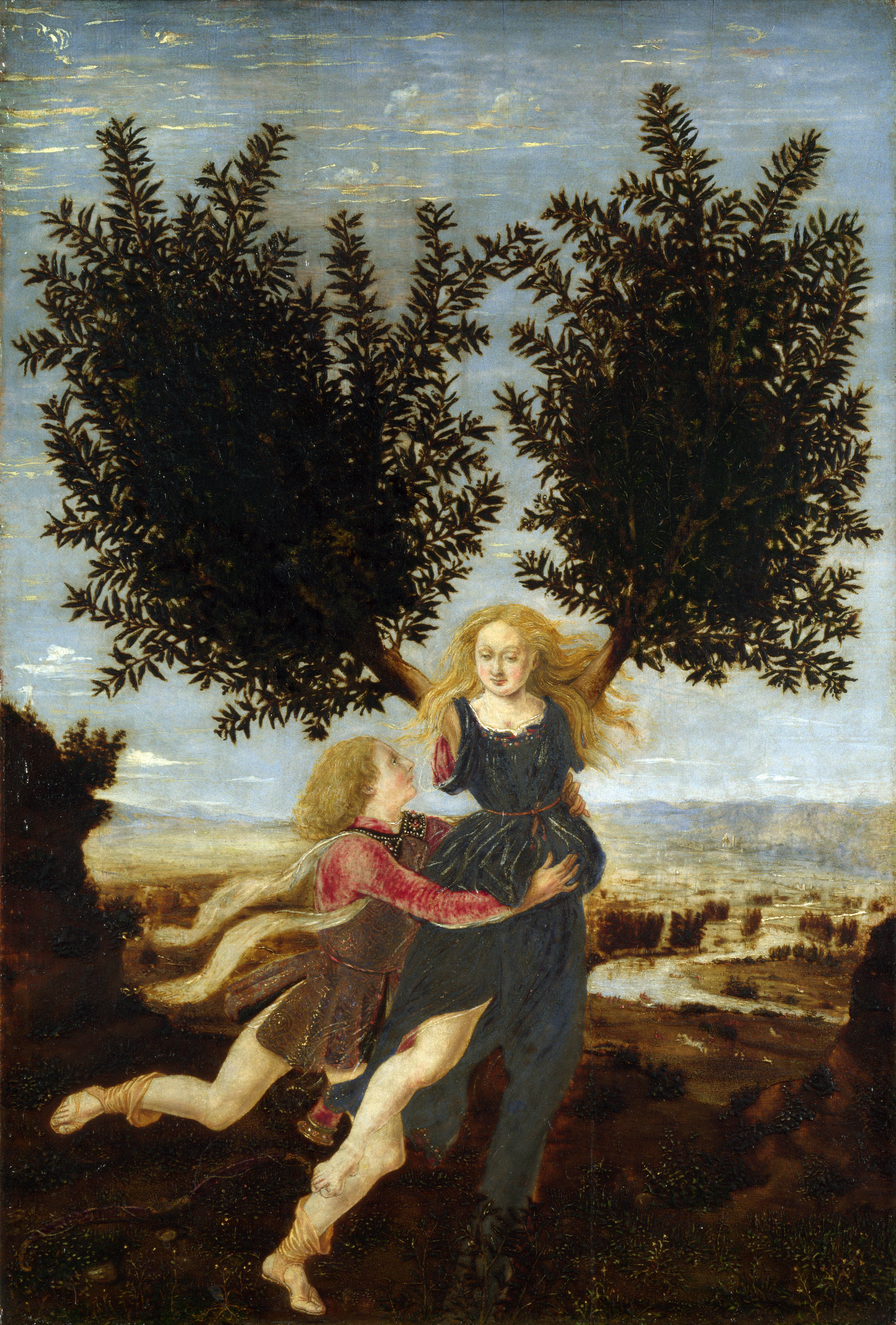
皮埃羅·德爾·波拉約洛（英语：Piero del Pollaiuolo）或/以及安東尼奧·德爾·波拉約洛的《阿波羅與達芙妮（英语：Apollo and Daphne (Pollaiuolo)）》，29.5 × 20cm，約作於1470-1480年，自1874年起收藏
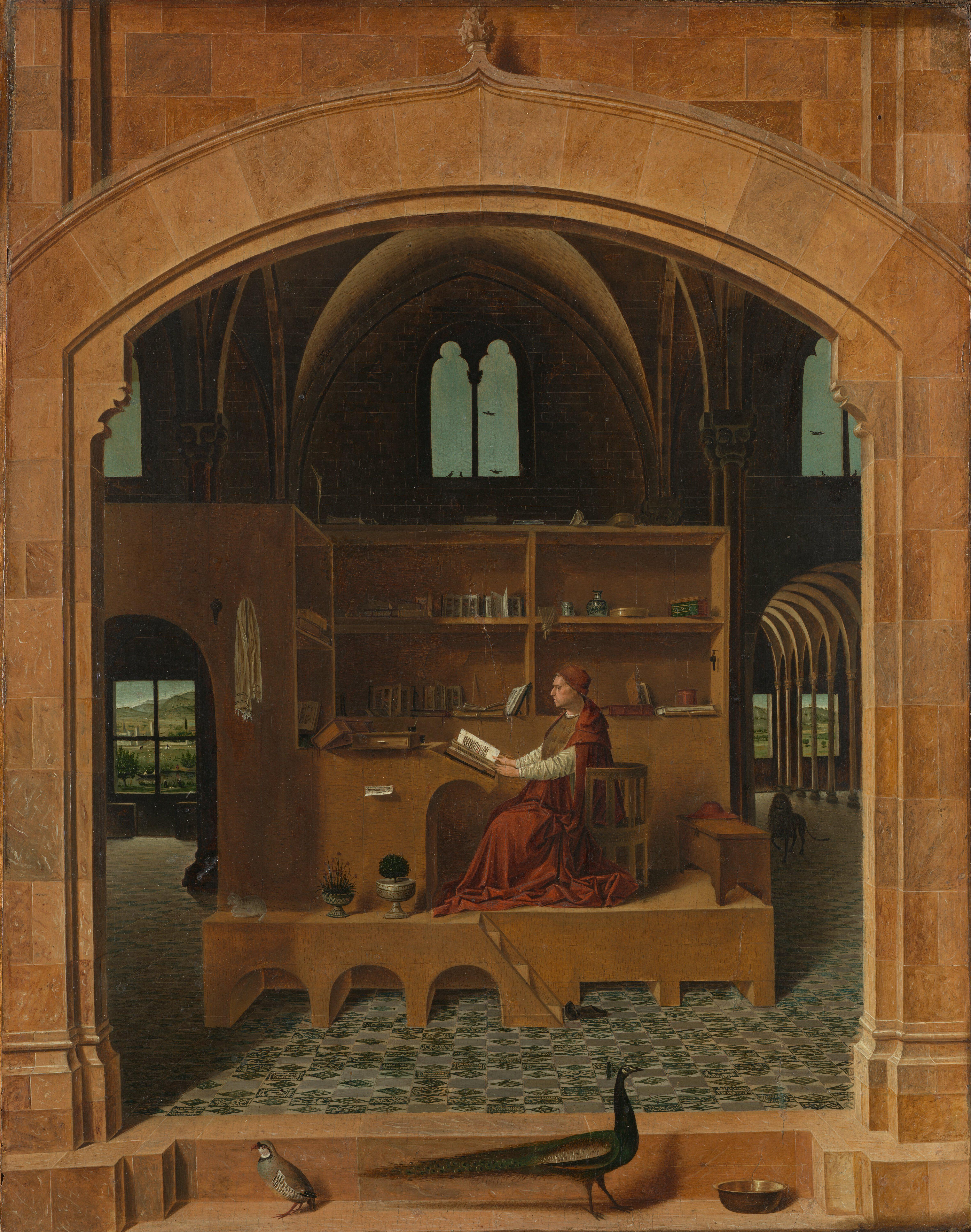
安托內羅·達·梅西那的《書房中的聖傑洛姆》，45.7 × 36.2cm，約作於1475年，自1894年起收藏
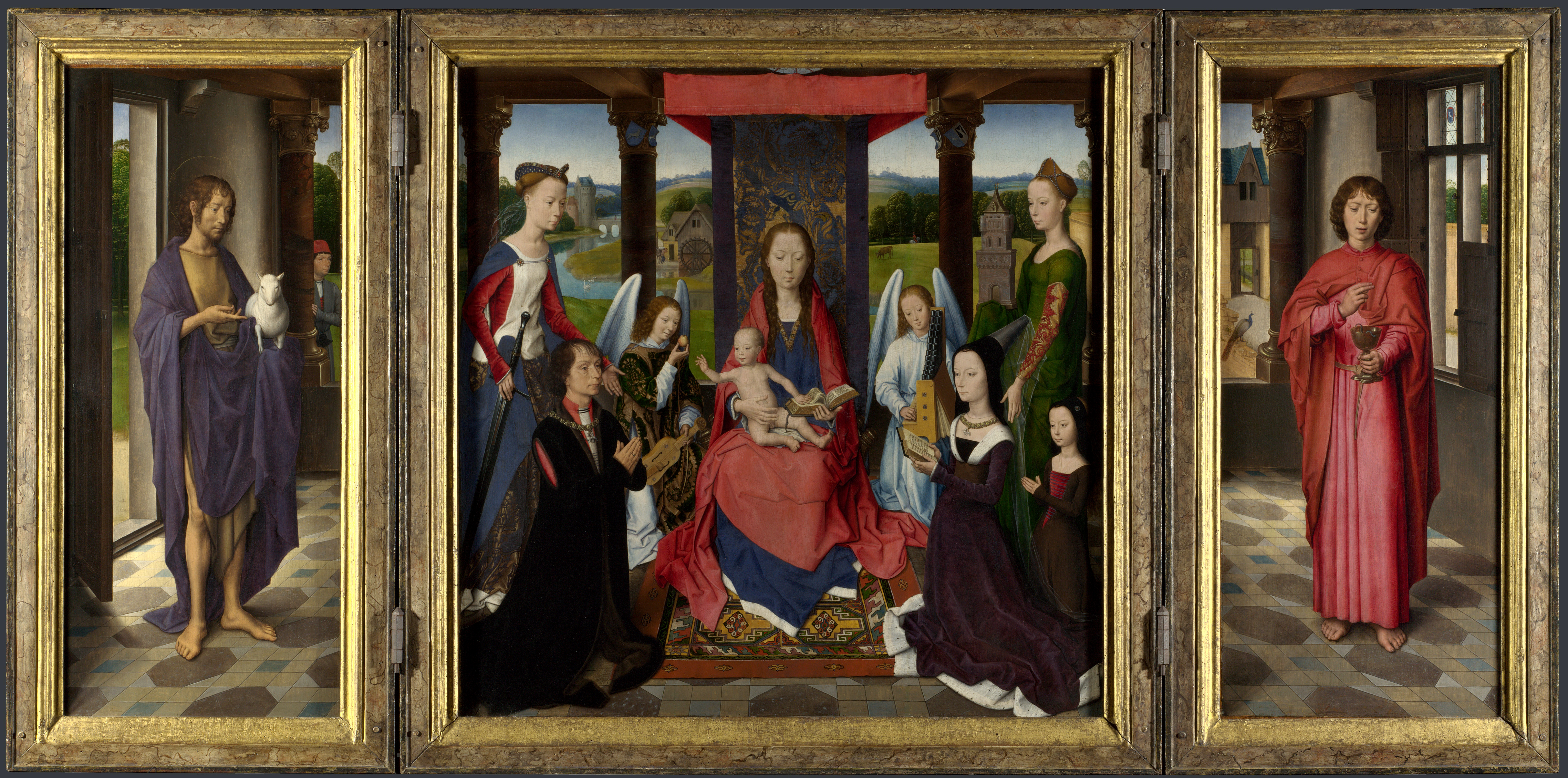
漢斯·梅姆林的《多恩三聯畫（英语：Donne Triptych）》，中央畫板 71 × 70cm，兩側畫板 71 × 30cm，約作於1475-1480年，自1957年起收藏
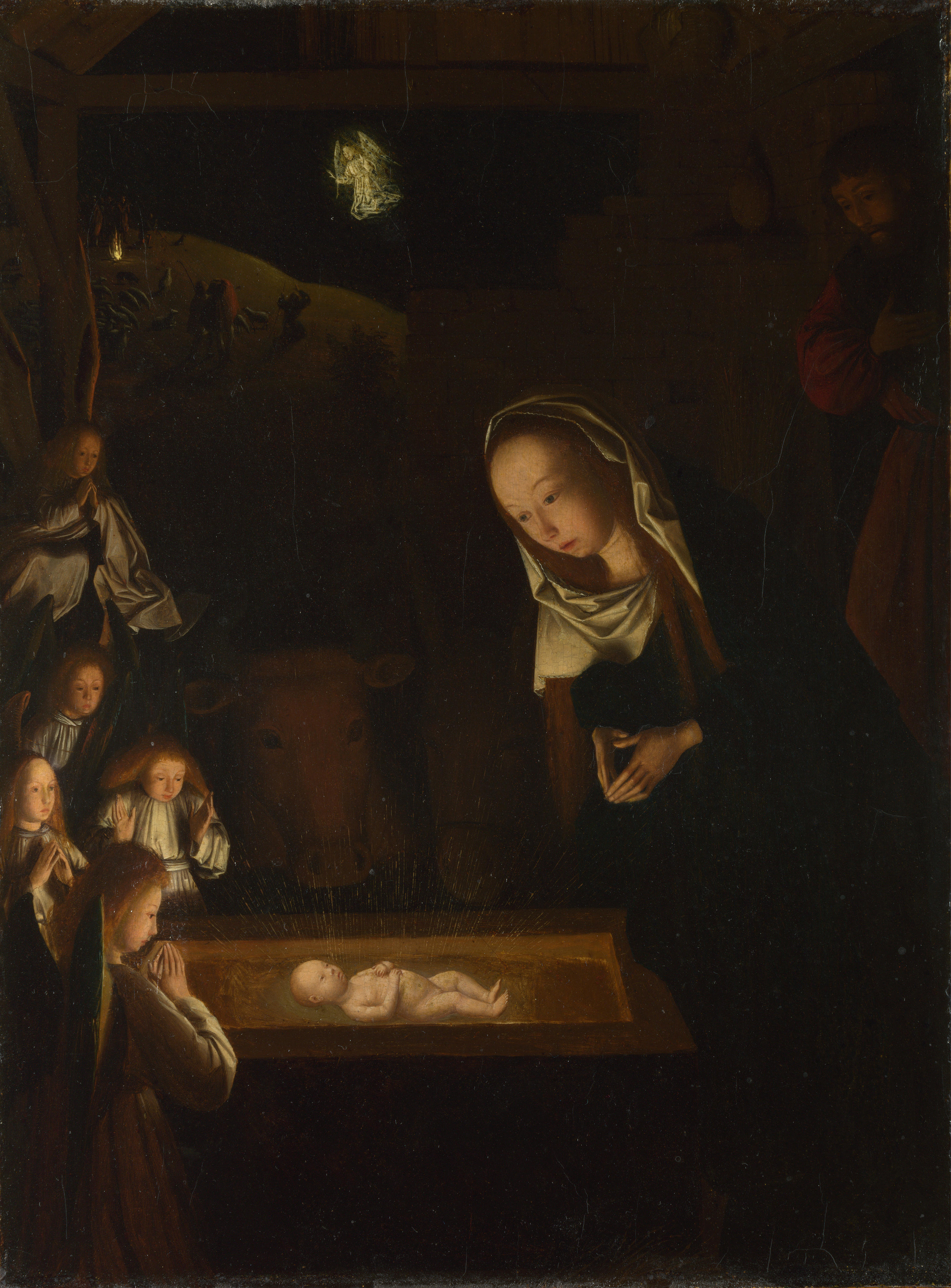
海特亨·托特·聖揚斯的《耶穌降生在夜晚（英语：Nativity at Night）》，34 × 25cm，約作於1480年，自1925年起收藏
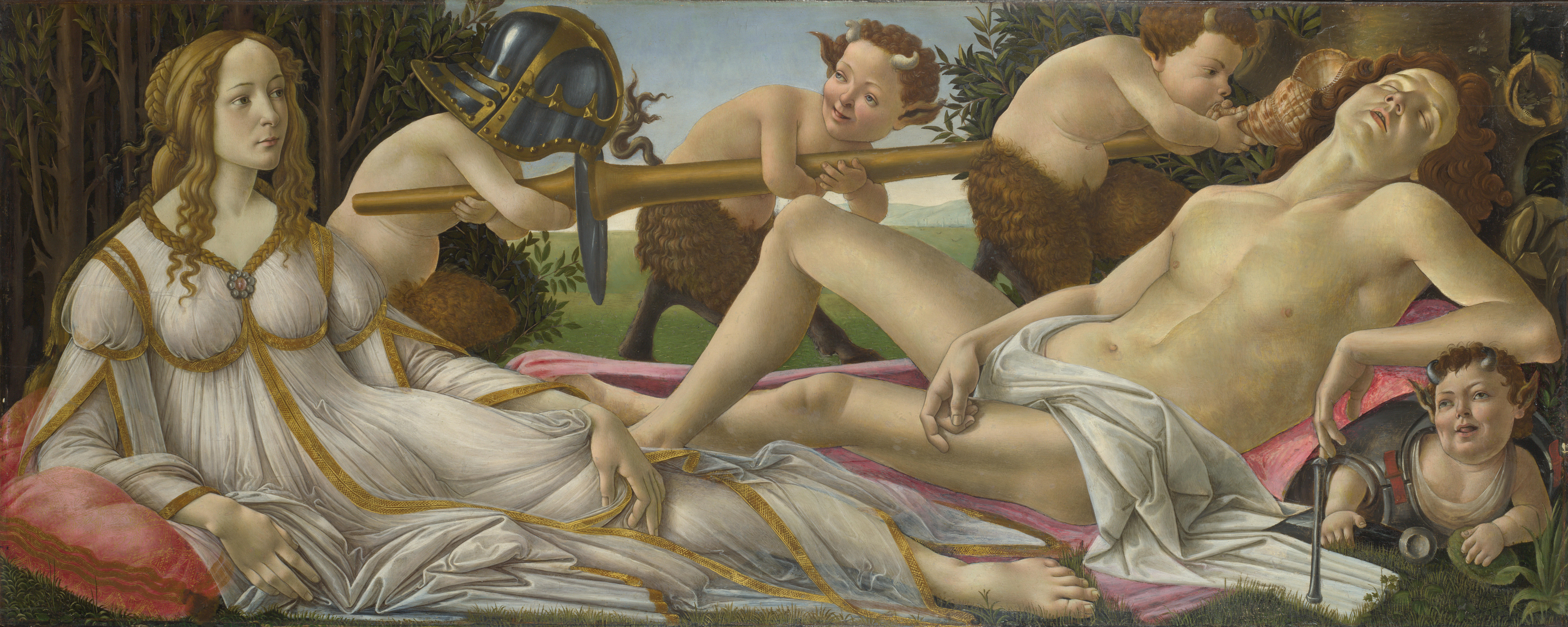
山德羅·波提且利的《維納斯與戰神》，69 × 173cm，約作於1485年，自1874年起收藏
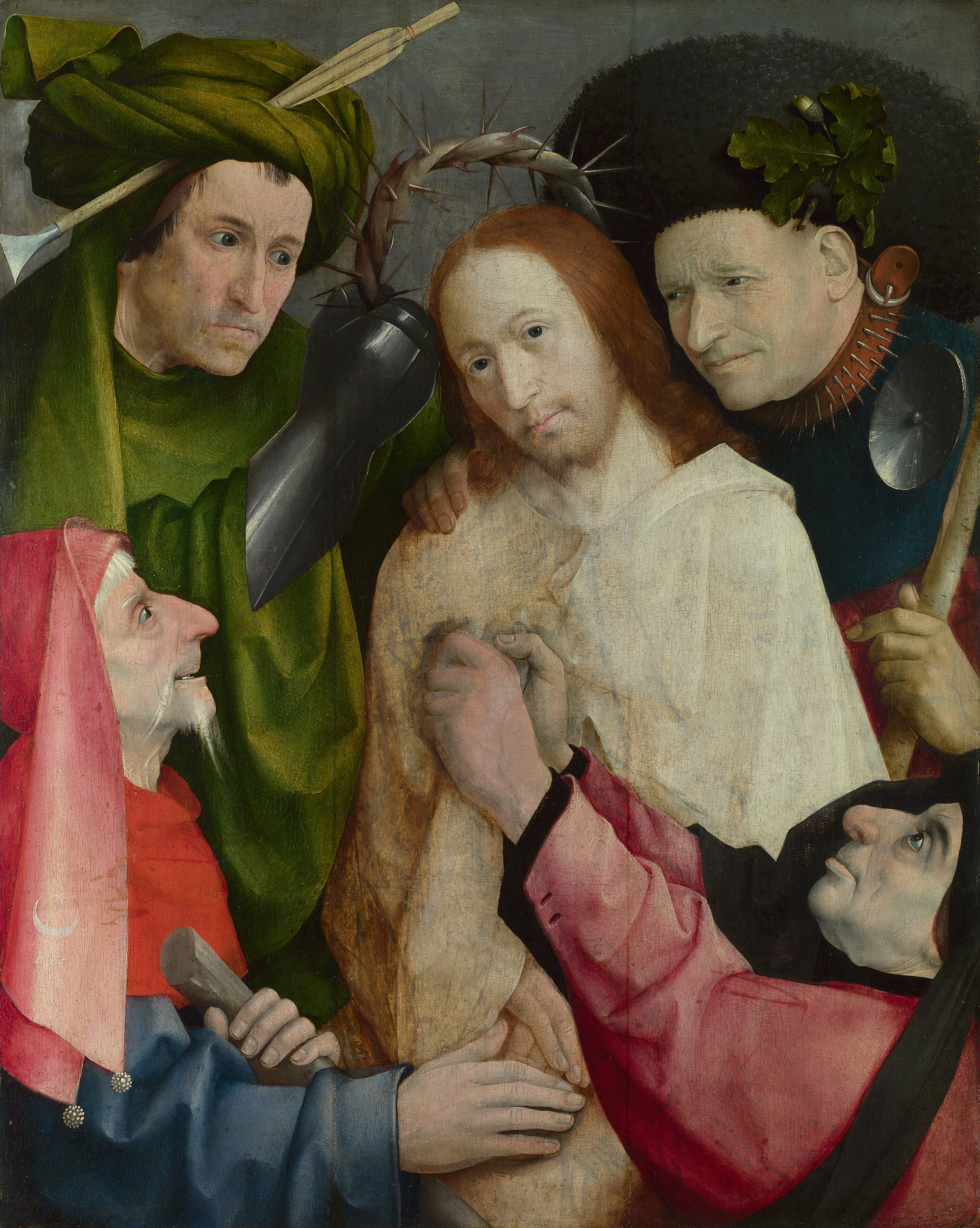
耶羅尼米斯·波希的《頭戴荊棘王貫的基督（英语：Christ Crowned with Thorns (Bosch, London)）》，73.5 × 59cm，約作於1490-1500年，自1934年起收藏
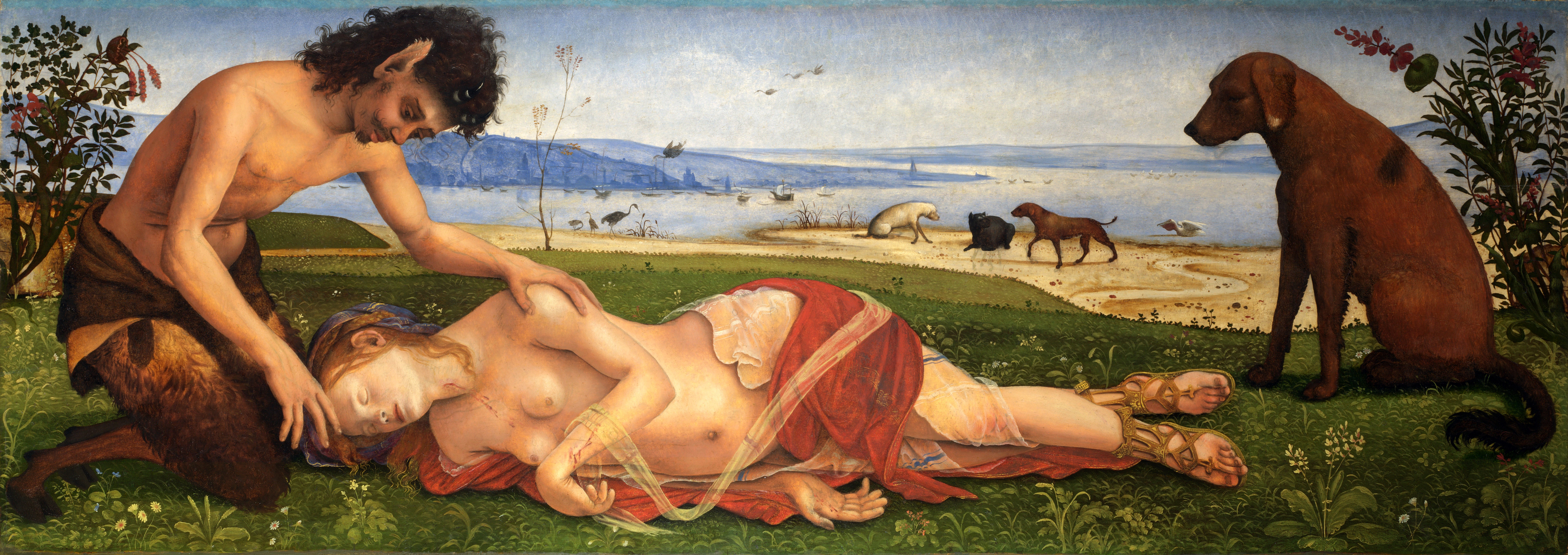
皮耶羅·迪·科西莫的《普洛克莉絲之死（英语：The Death of Procris）》，65 × 184cm，約作於1495年，自1862年起收藏
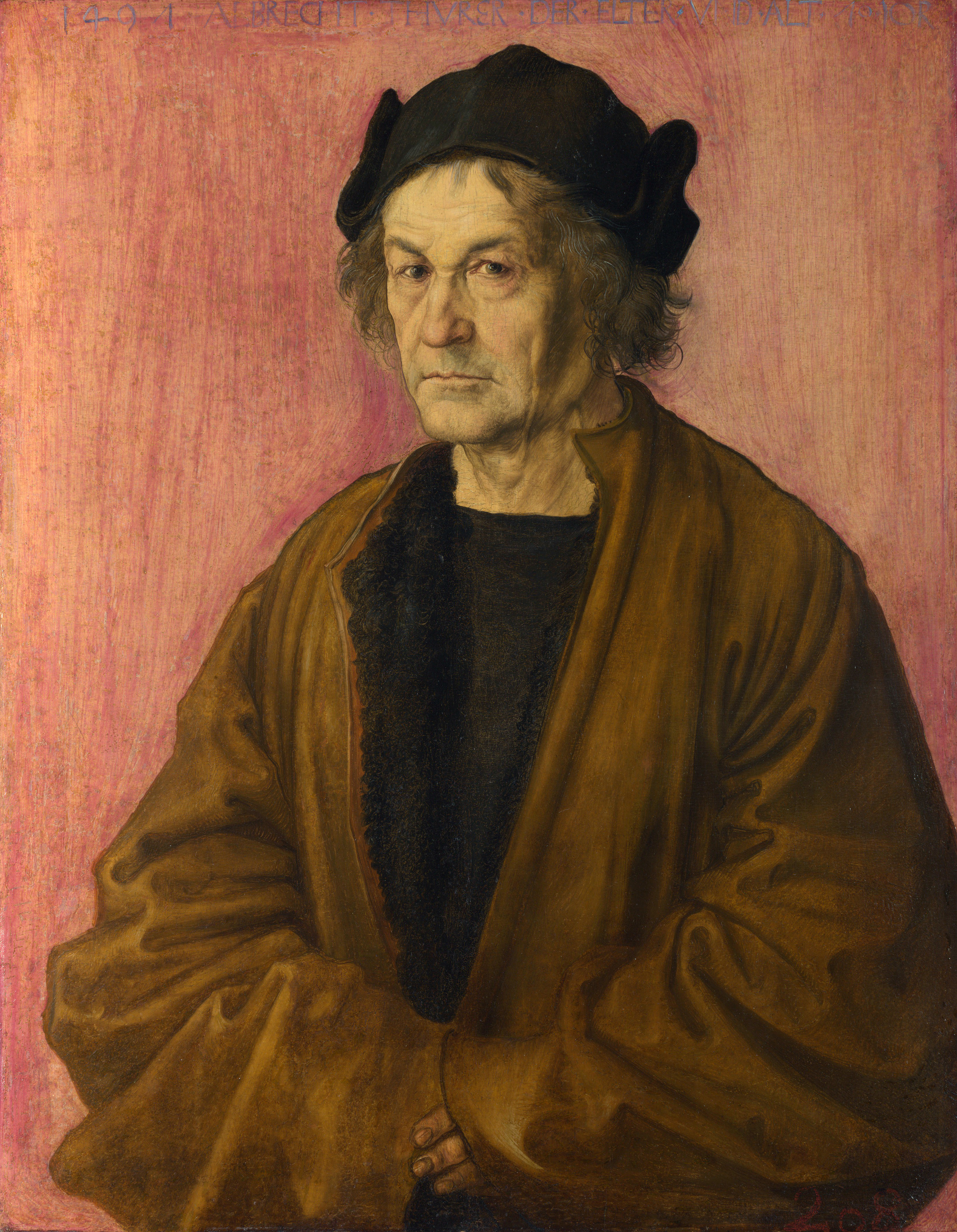
阿爾布雷希特·杜勒的《70歲的杜勒父親肖像畫（英语：Portrait of Dürer's Father at 70）》，51 × 40.3cm，約作於1497年，自1904年起收藏
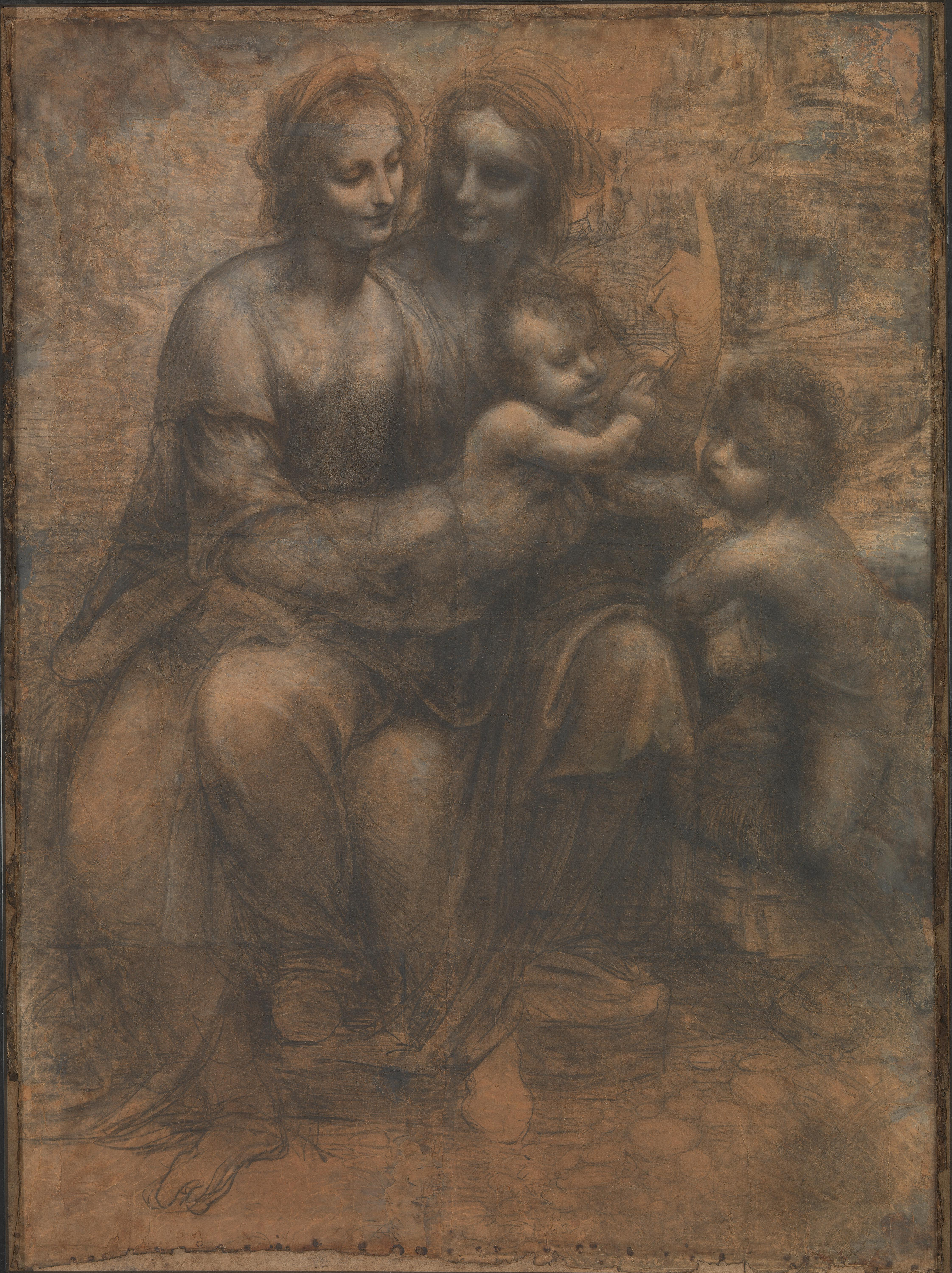
李奧納多·達文西的《聖母子與聖安妮、施洗者聖約翰》，141.5 × 104cm，約作於1962年，自1962年起收藏
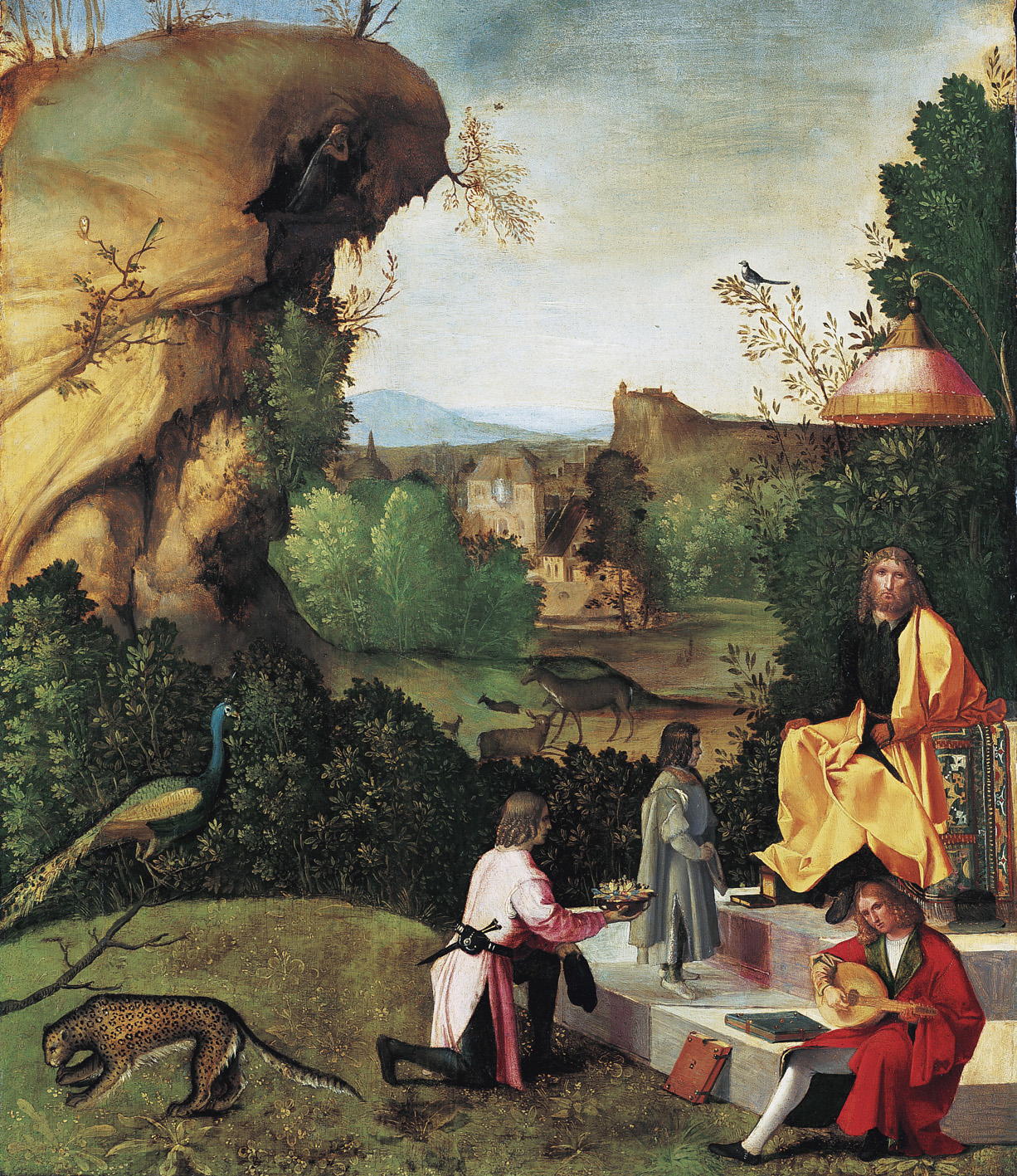
喬爾喬內（?）的《悼念詩人（意大利语：Omaggio a un poeta）》，60 × 49cm，約作於1500年，自1885年起收藏
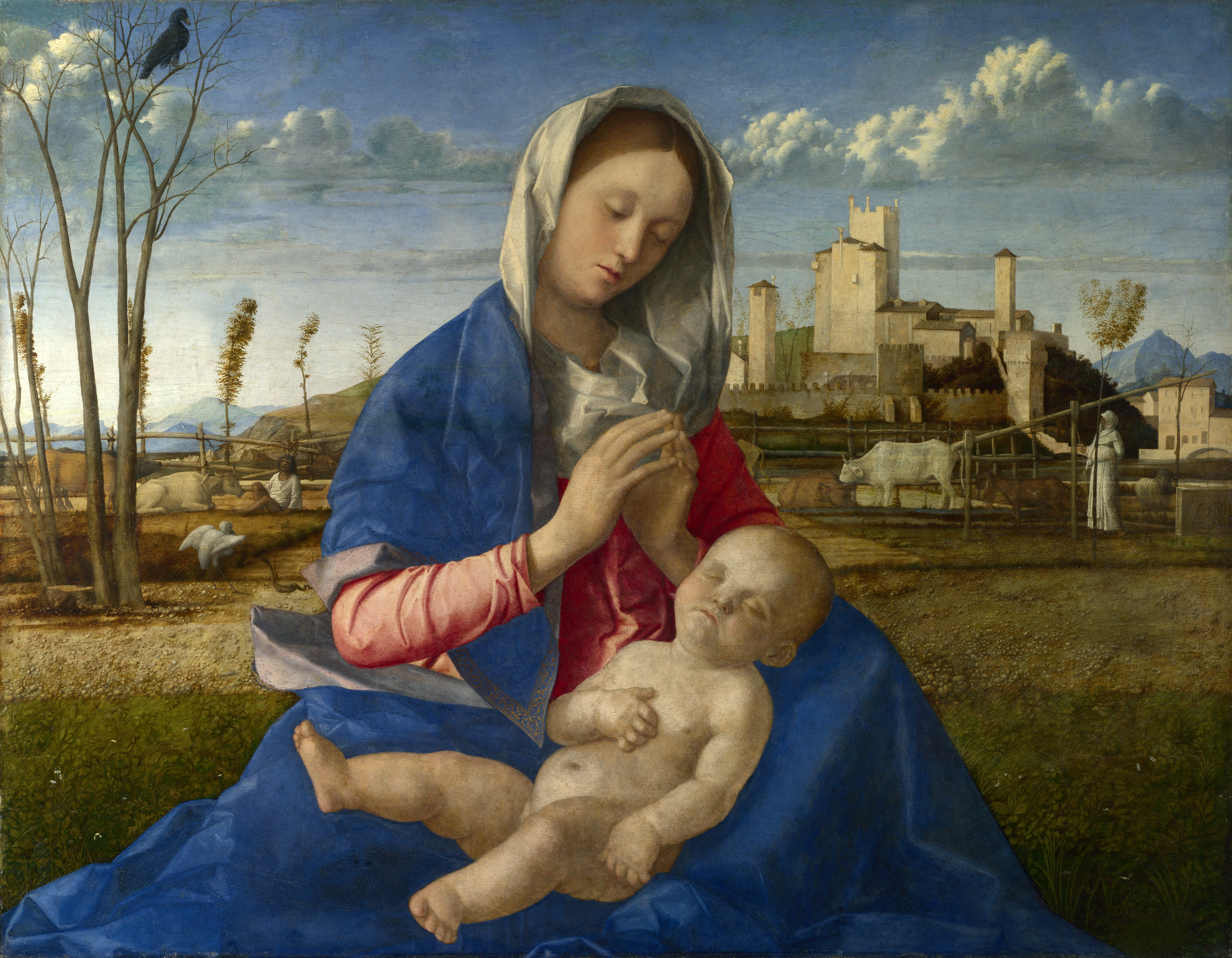
喬瓦尼·貝利尼的《草地上的聖母（英语：Madonna del Prato (Bellini)）》，67.3 × 86.4cm，約作於1500年，自1858年起收藏
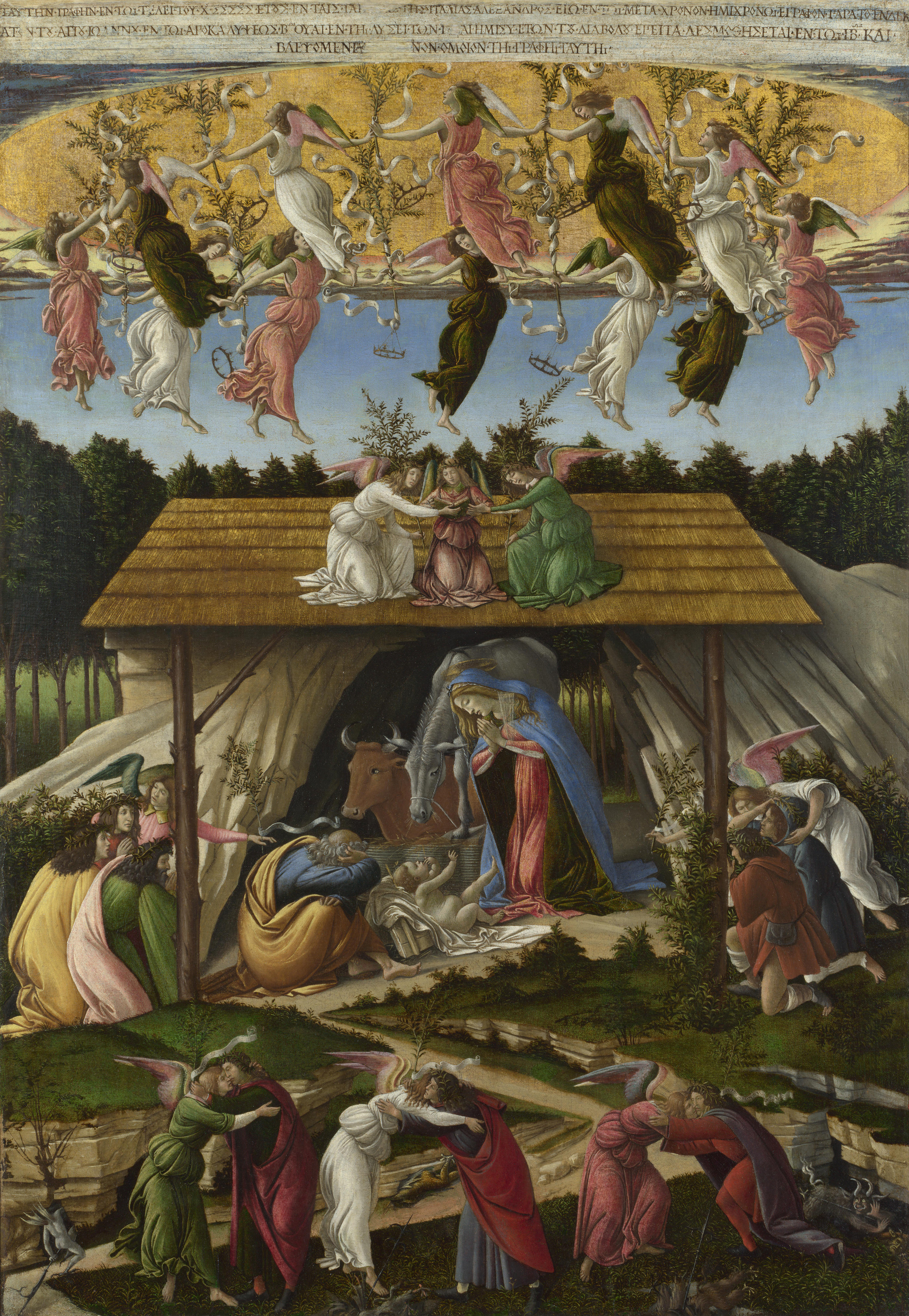
山德羅·波提且利的《降生的奧秘（英语：The Mystical Nativity）》，108.6 × 75cm，約作於1500年，自1878年起收藏
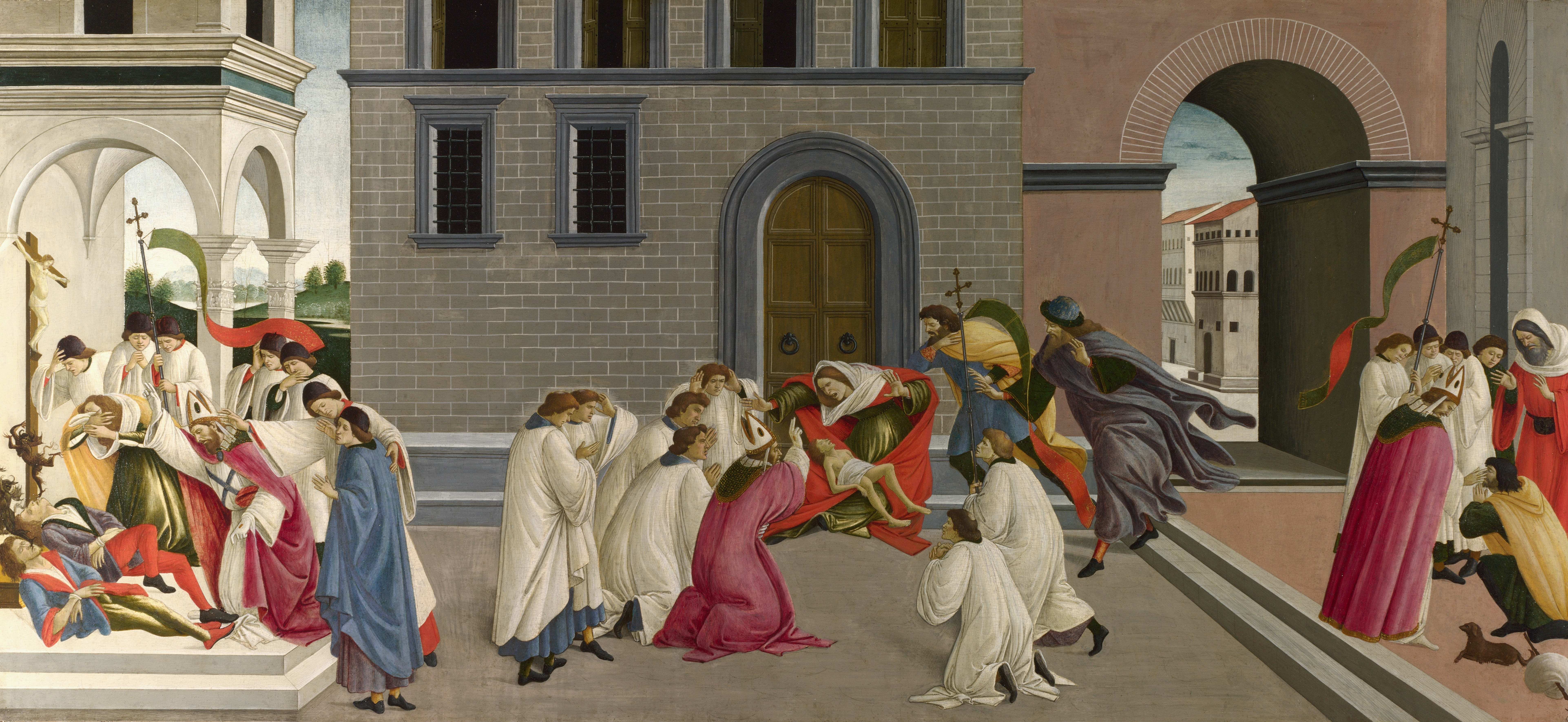
山德羅·波提且利的《聖澤諾比烏斯的三個奇蹟》，64.8 × 139.7cm，約作於1500年，來自1924年路德維希·蒙德的遺贈
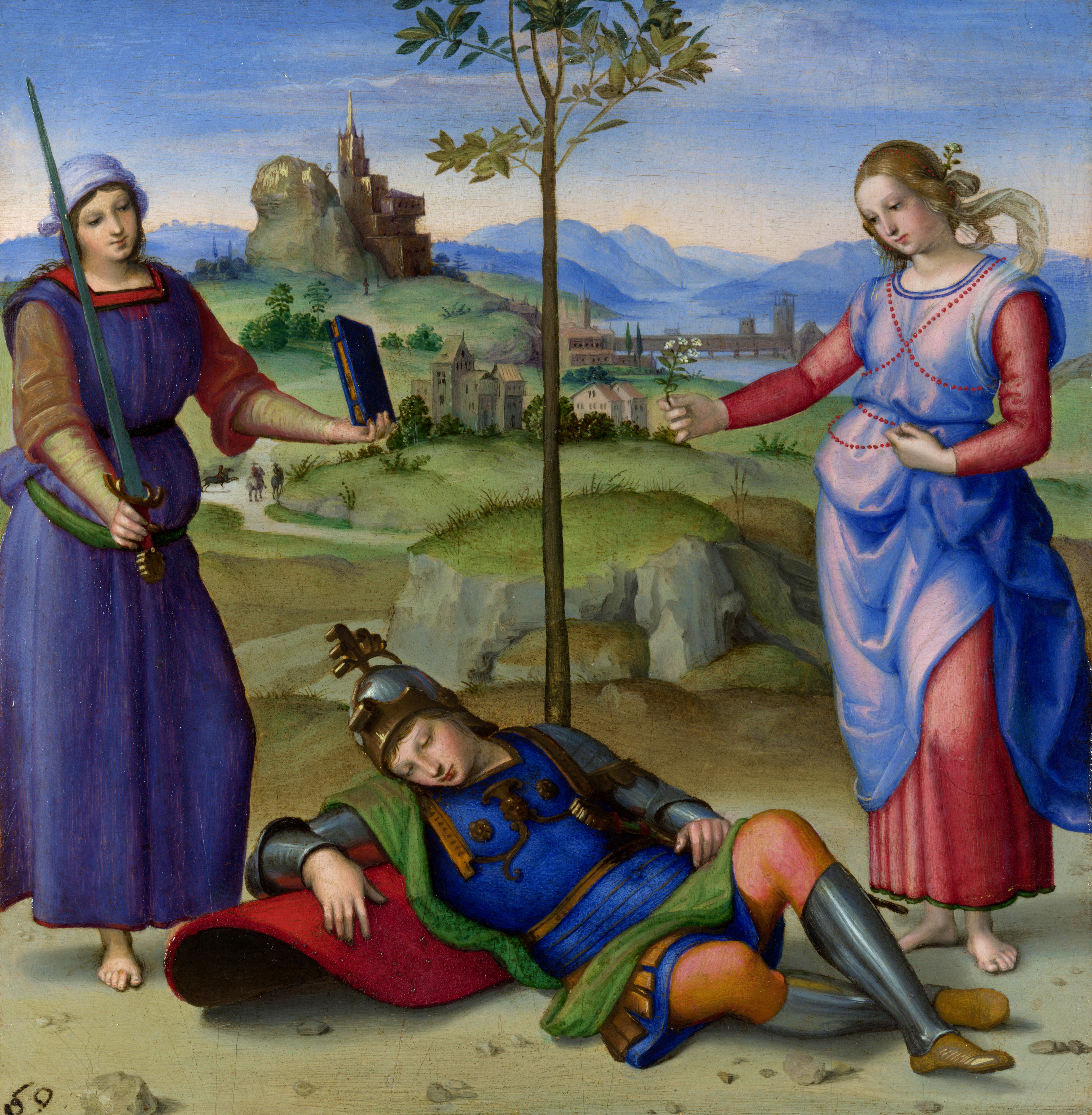
拉斐爾的《騎士的異象（英语：Vision of a Knight (Raphael)）》，17 × 17cm，約作於1504年，自1847年起收藏
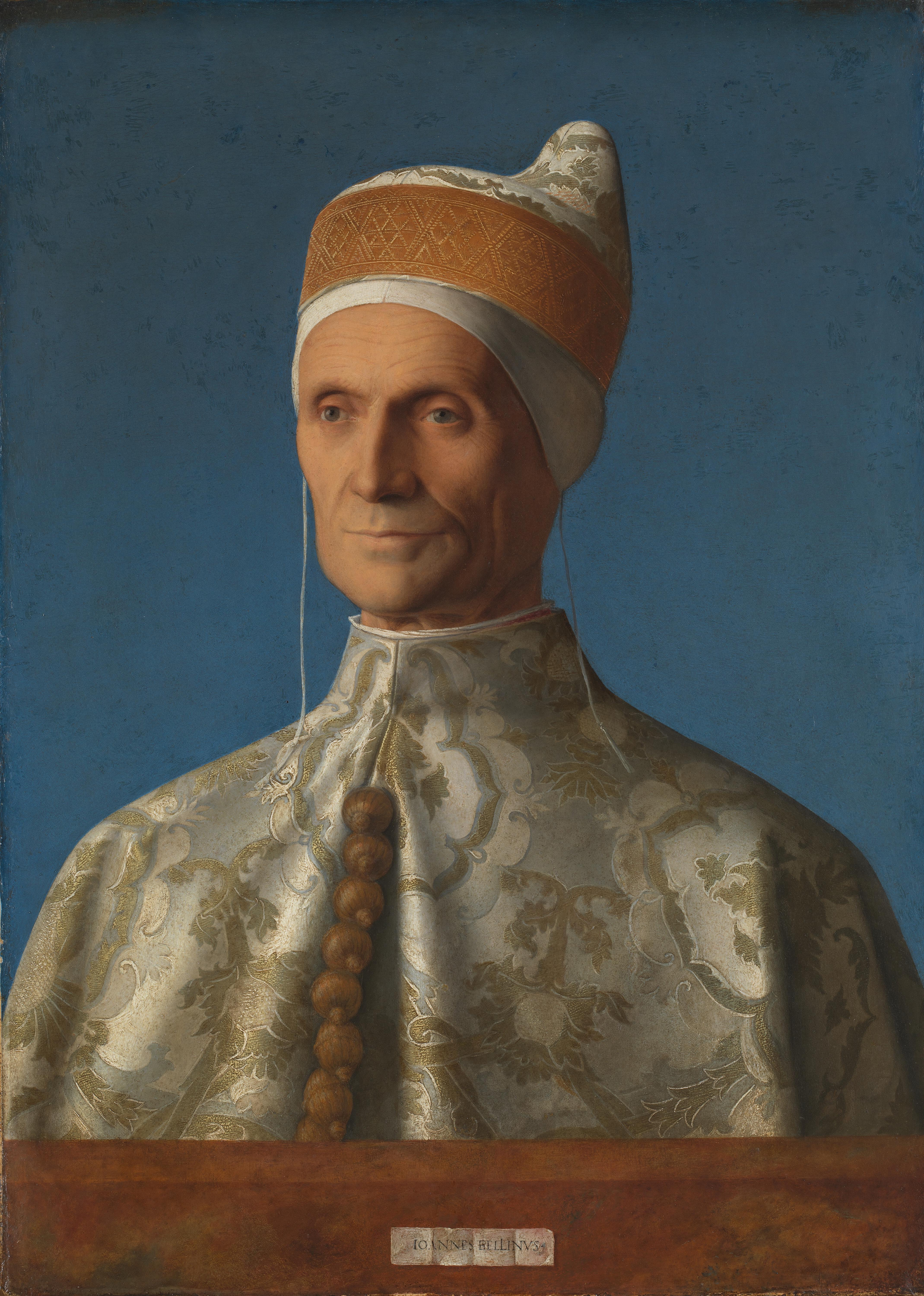
喬瓦尼·貝利尼的《總督李奧納多·羅列丹肖像畫（英语：Portrait of Doge Leonardo Loredan）》，61.6 × 45cm，約作於1501-1504年，自1844年起收藏
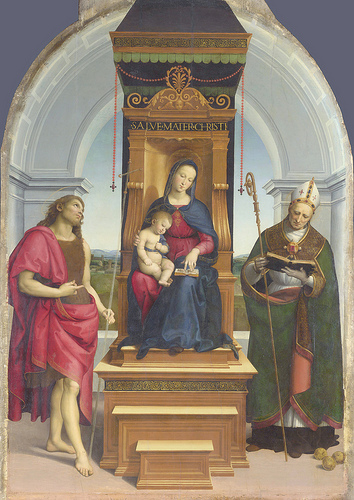
拉斐爾的《安希得伊聖母（英语：Ansidei Madonna）》，209.6 × 148.6cm，約作於1505年，自1885年起收藏
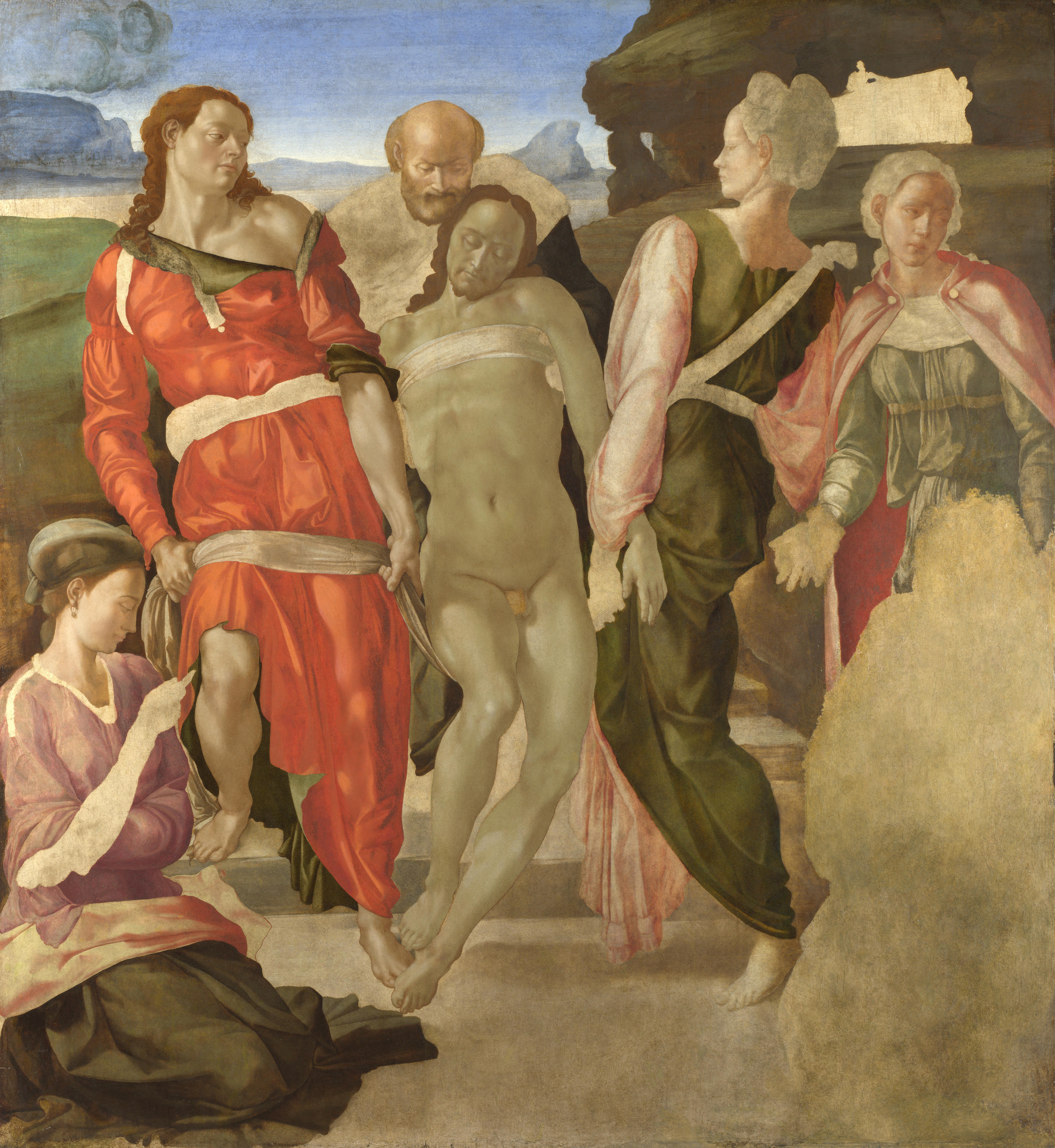
米開朗基羅的《埋葬》，162 × 150cm，約作於1501-1506年，自1868年起收藏
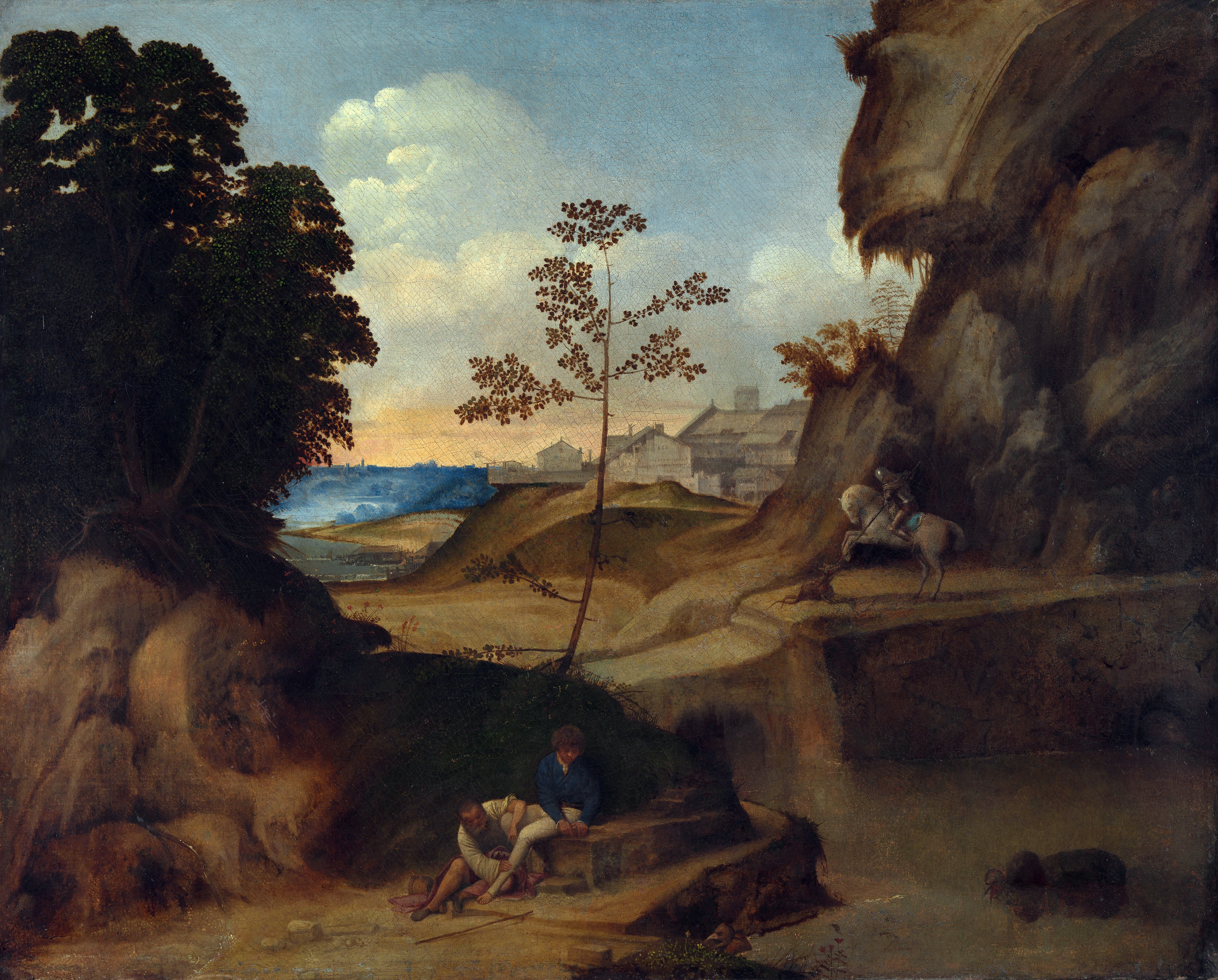
喬爾喬內的《日落（英语：Il Tramonto (The Sunset)）》，73.3 × 91.4cm，約作於1506-1510年，自1961年起收藏
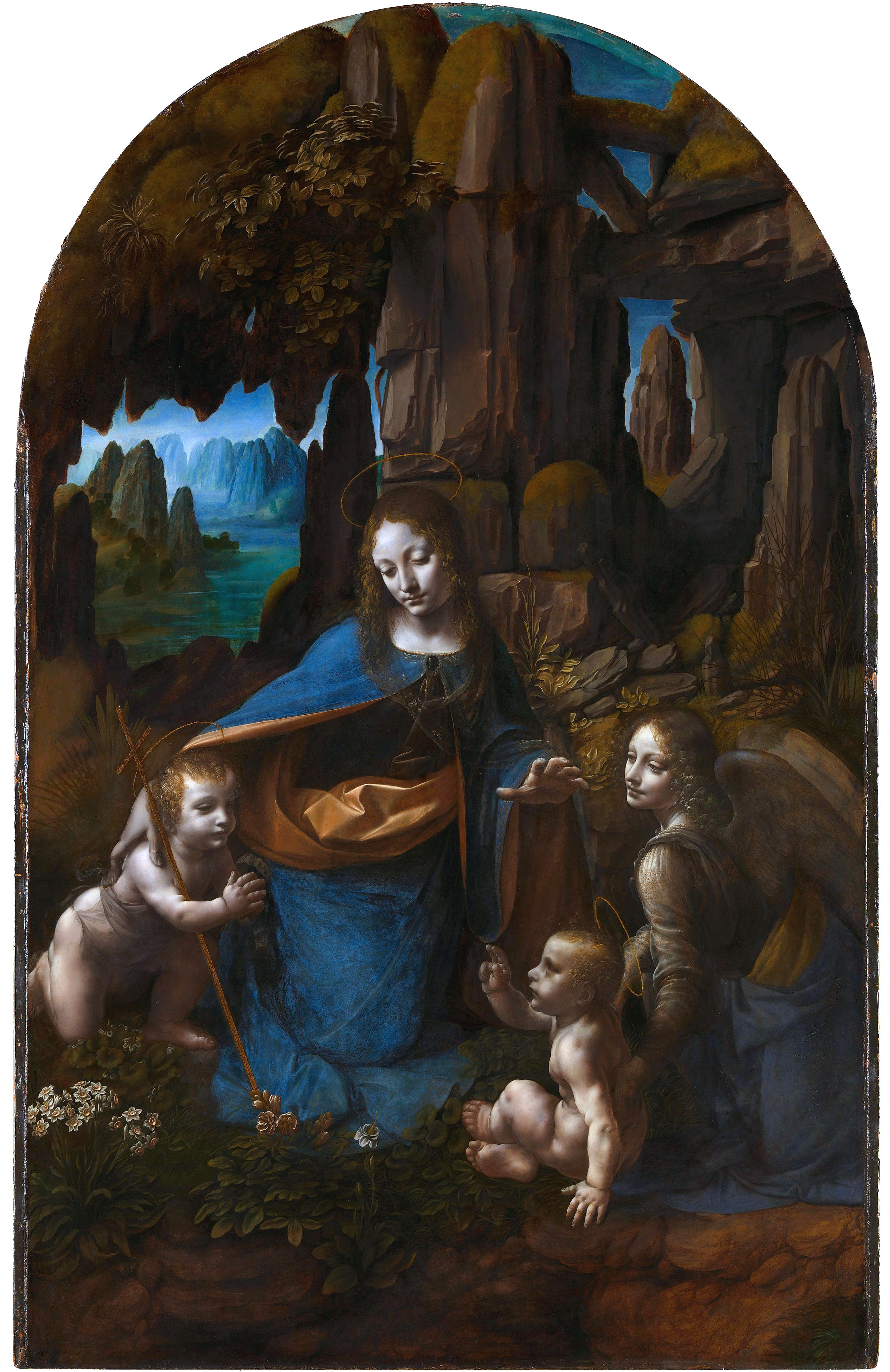
李奧納多·達文西的《岩間聖母》，189.5 × 120cm，約作於1508年，自1880年起收藏
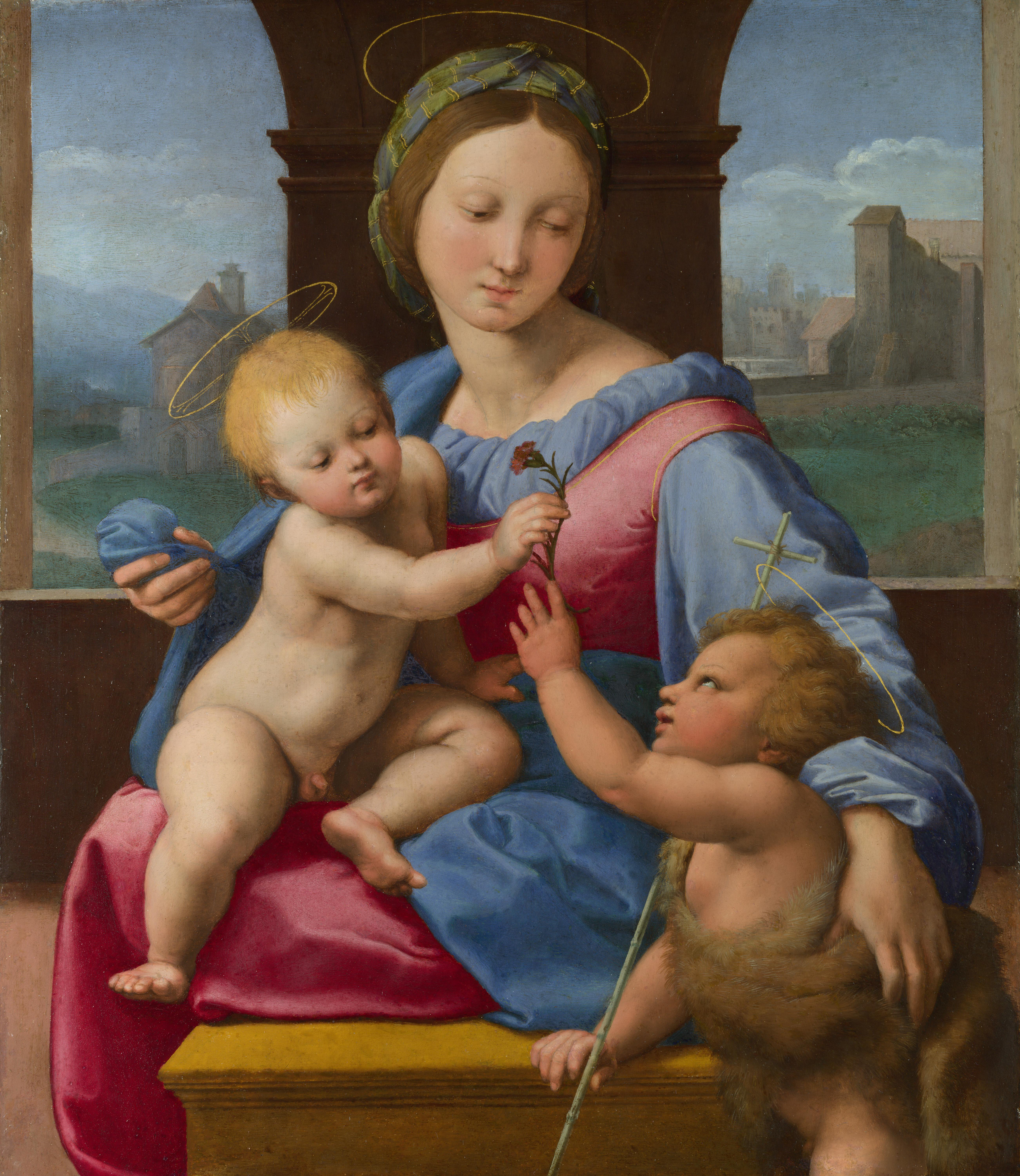
拉斐爾的《加瓦聖母》，38.9 × 32.9cm，約作於1510-1511年，1865年始藏
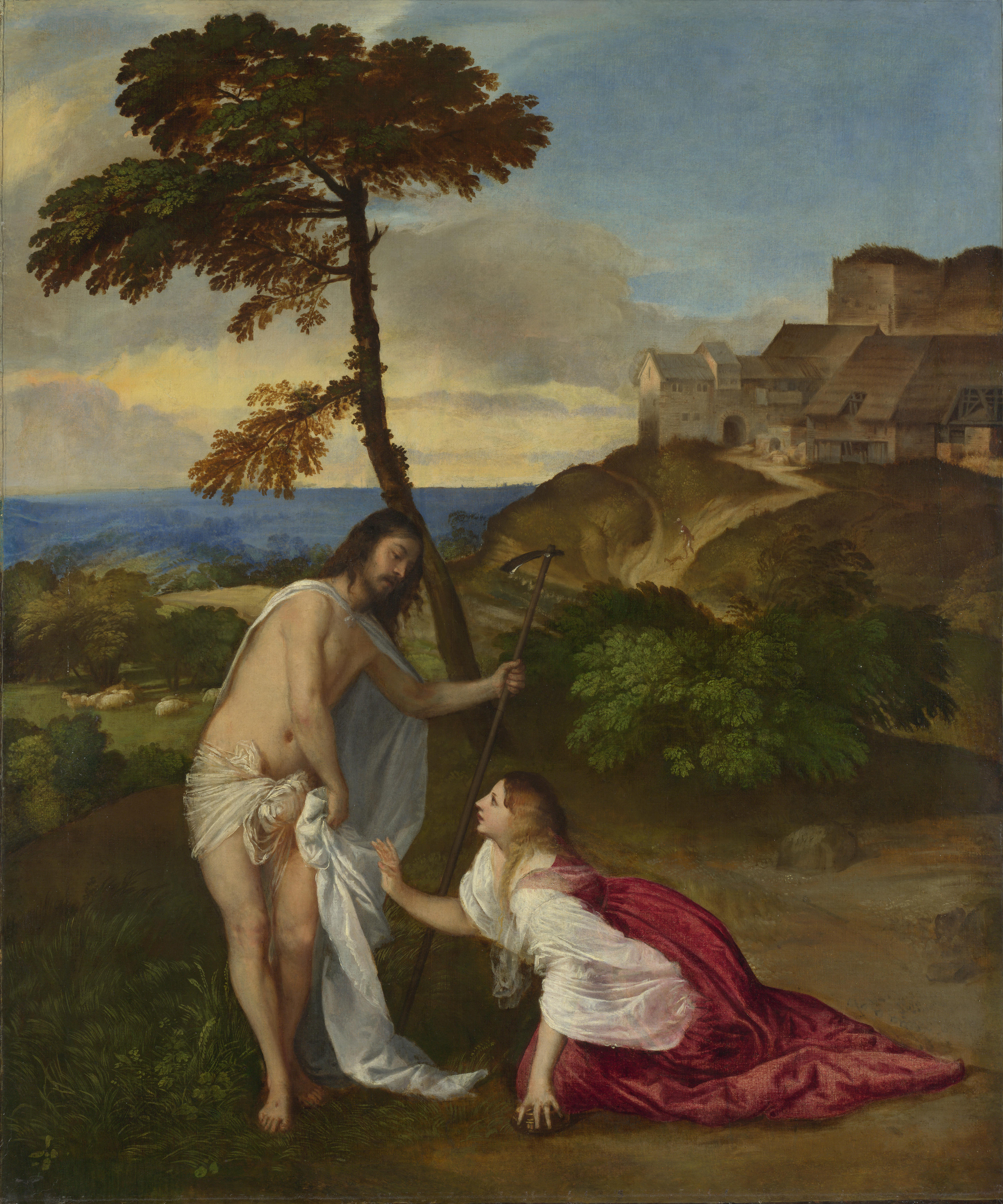
提香的《不要碰我》，108.6 × 90.8cm，約作於1510-1515年，自1856年起收藏
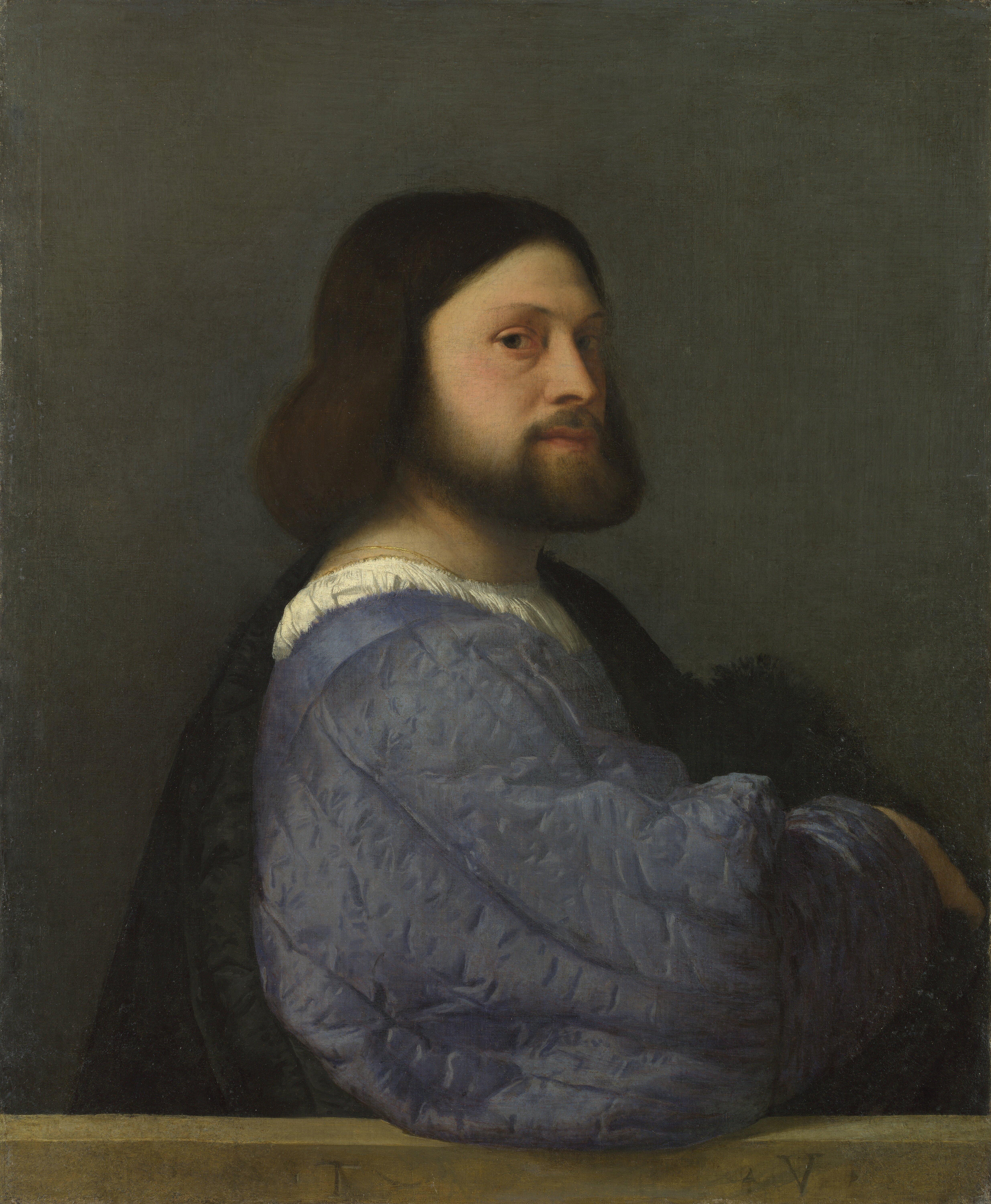
提香的《有绗縫袖子男人肖像畫（英语：A Man with a Quilted Sleeve）》，81 × 66cm，約作於1512年，自1904年起收藏
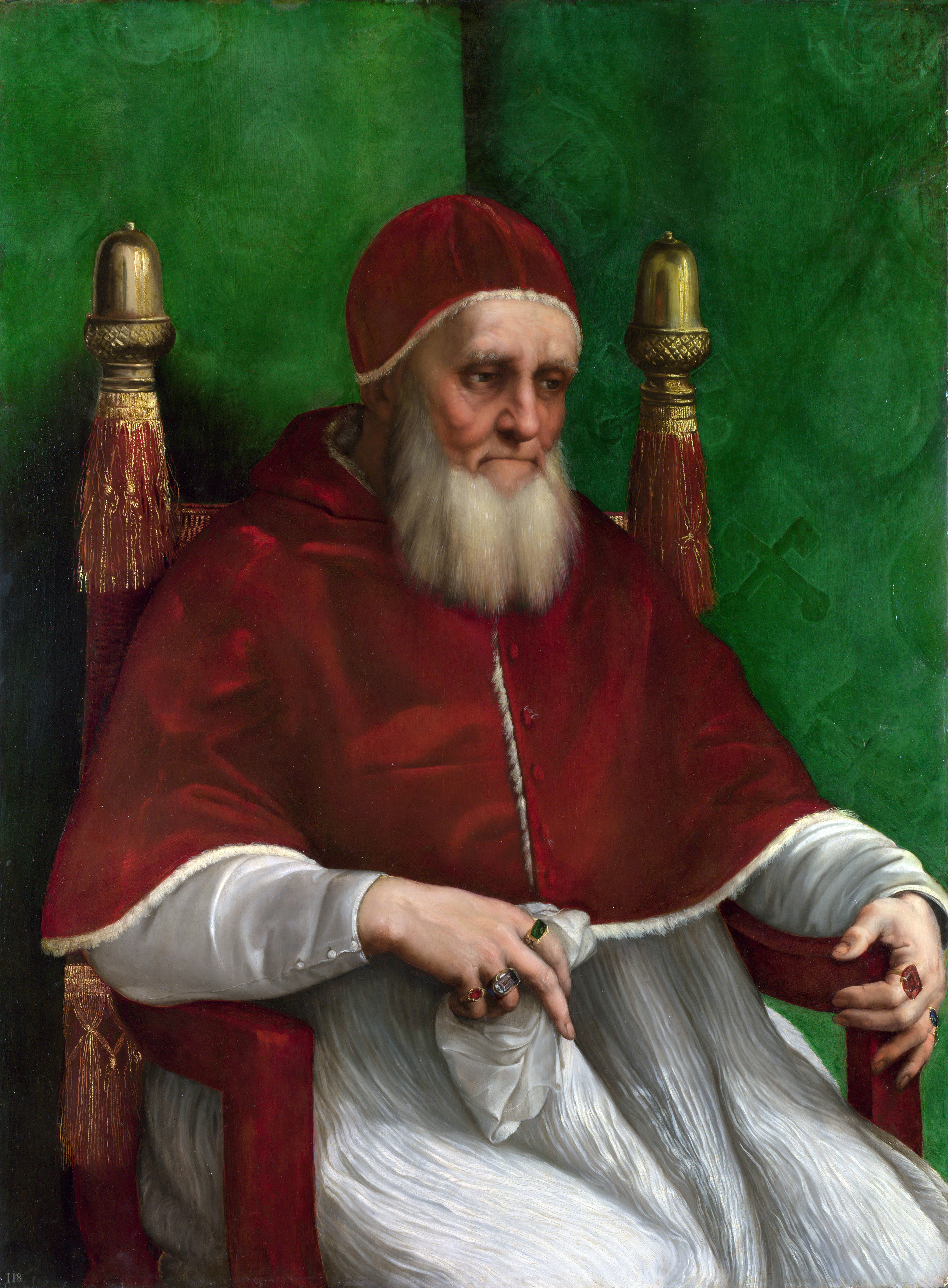
拉斐爾的《儒略二世像》，108 × 81cm，約作於1511-1512年，自1824年起收藏，來自約翰·朱利葉斯·安格斯坦的收藏
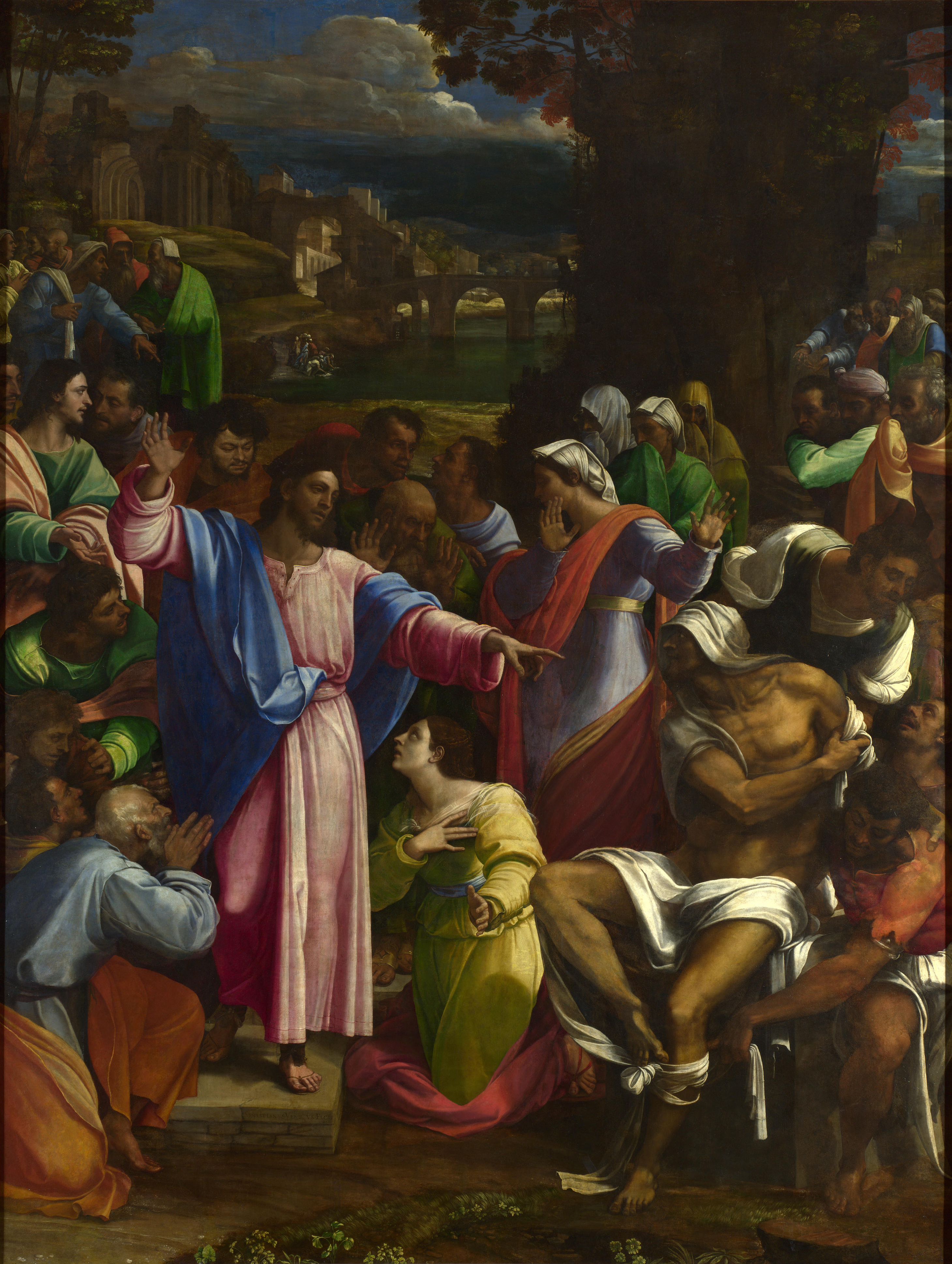
塞巴斯蒂亞諾·德爾·皮翁博的《拉匝祿復活》，381 × 290cm，約作於1517-1519年，自1824年起收藏，來自約翰·朱利葉斯·安格斯坦（英语：John Julius Angerstein）的收藏
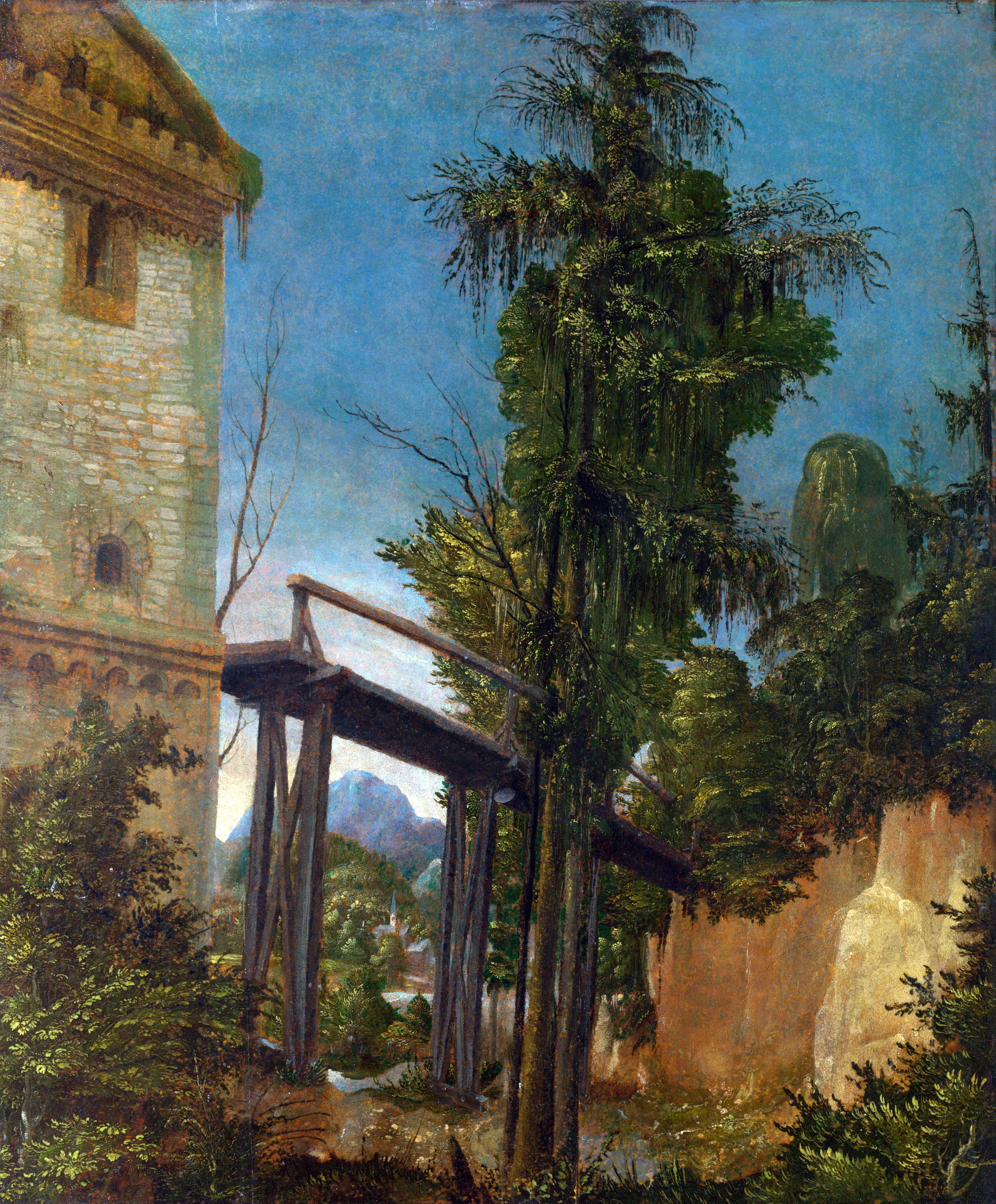
阿爾布雷希特·阿爾特多費的《人行橋的風景》（Landscape with a Footbridge），41 × 35.5cm，約作於1518-1520年，自1961年起收藏
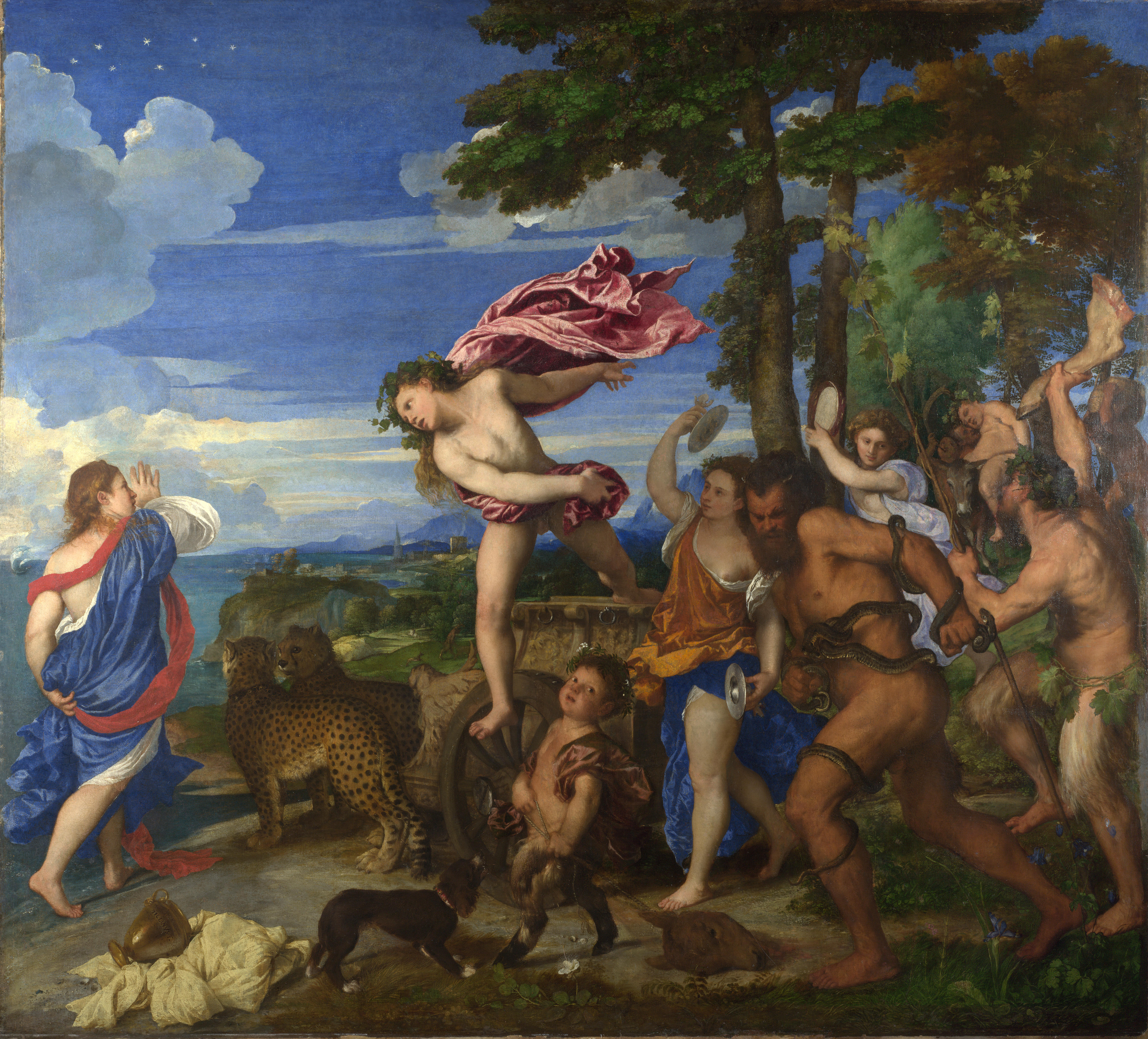
提香的《巴克科斯與阿里阿德涅》，175 × 190cm，約作於1522-1523年，自1826年起收藏
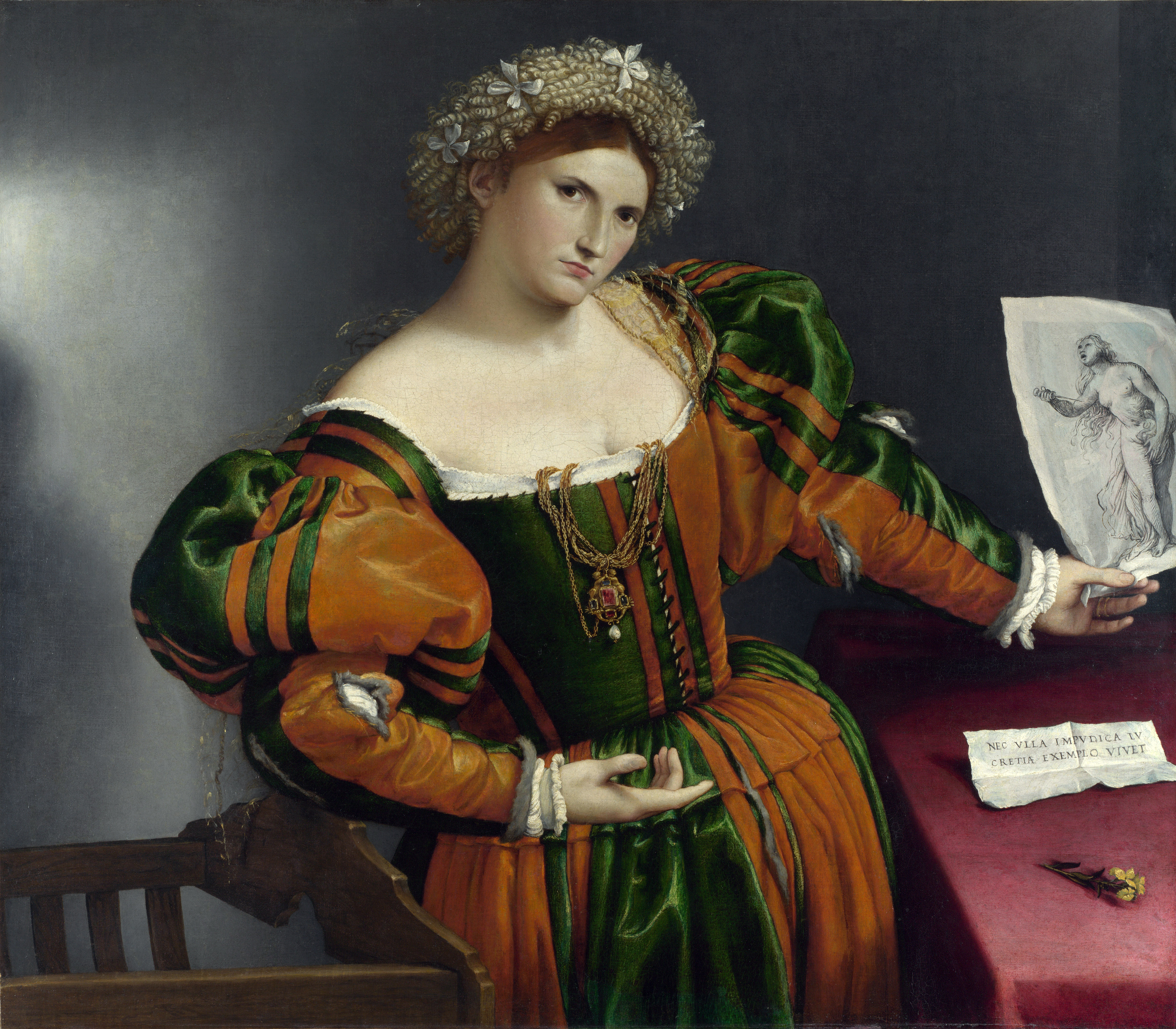
羅倫佐·洛托（英语：Lorenzo Lotto）的《受到盧克麗霞啟發的女人肖像畫（英语：Portrait of a Woman Inspired by Lucretia）》，96 × 110cm，約作於1530-1533年，自1927年起收藏
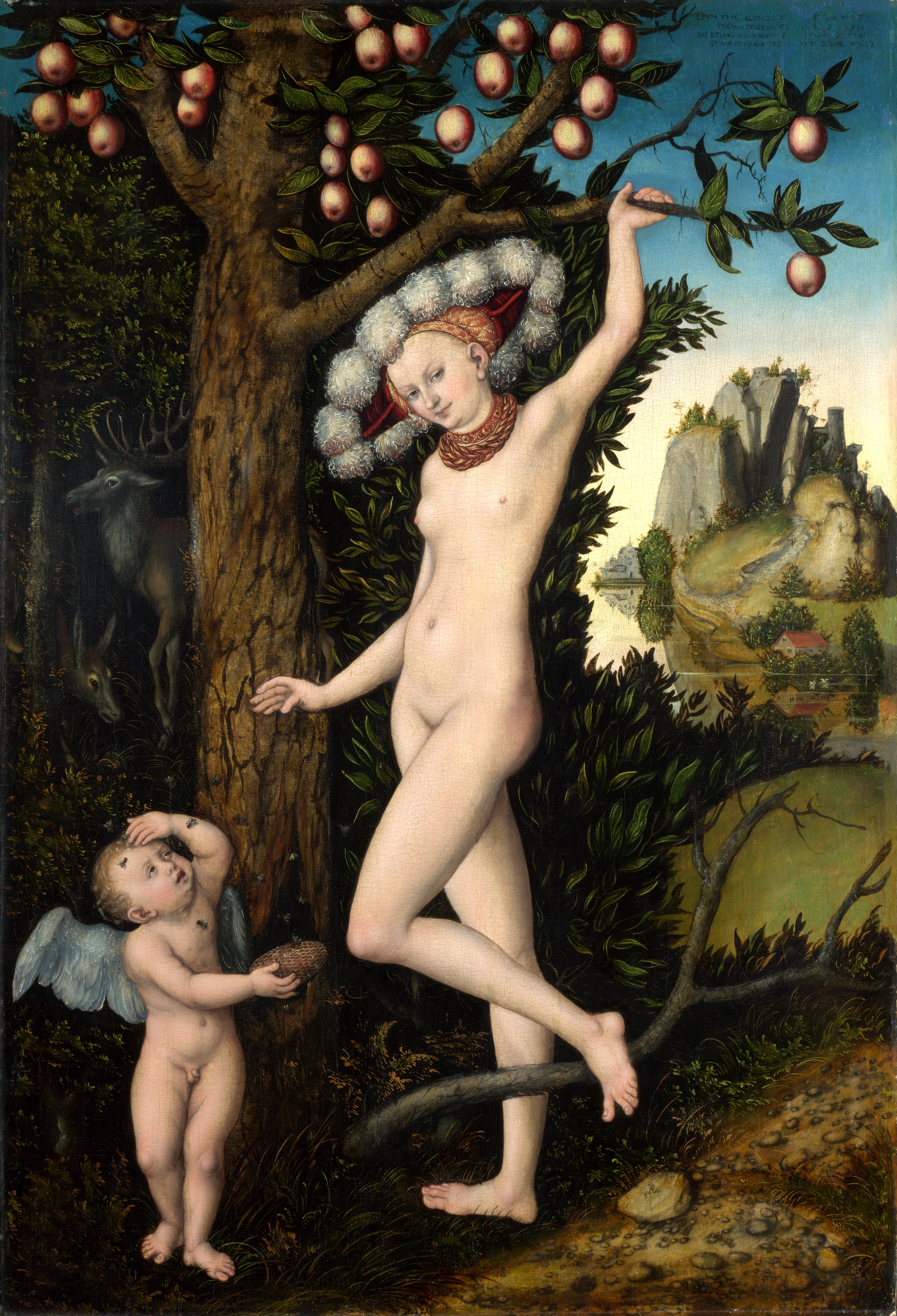
老盧卡斯·克拉納赫的《丘比特向維納斯抱怨》，81.3 × 54.6cm，約作於1530年，自1963年起收藏
小漢斯·霍爾拜因的《出訪英國宮廷的法國大使》，207 × 209.5cm，約作於1533年，自1890年起收藏[53]
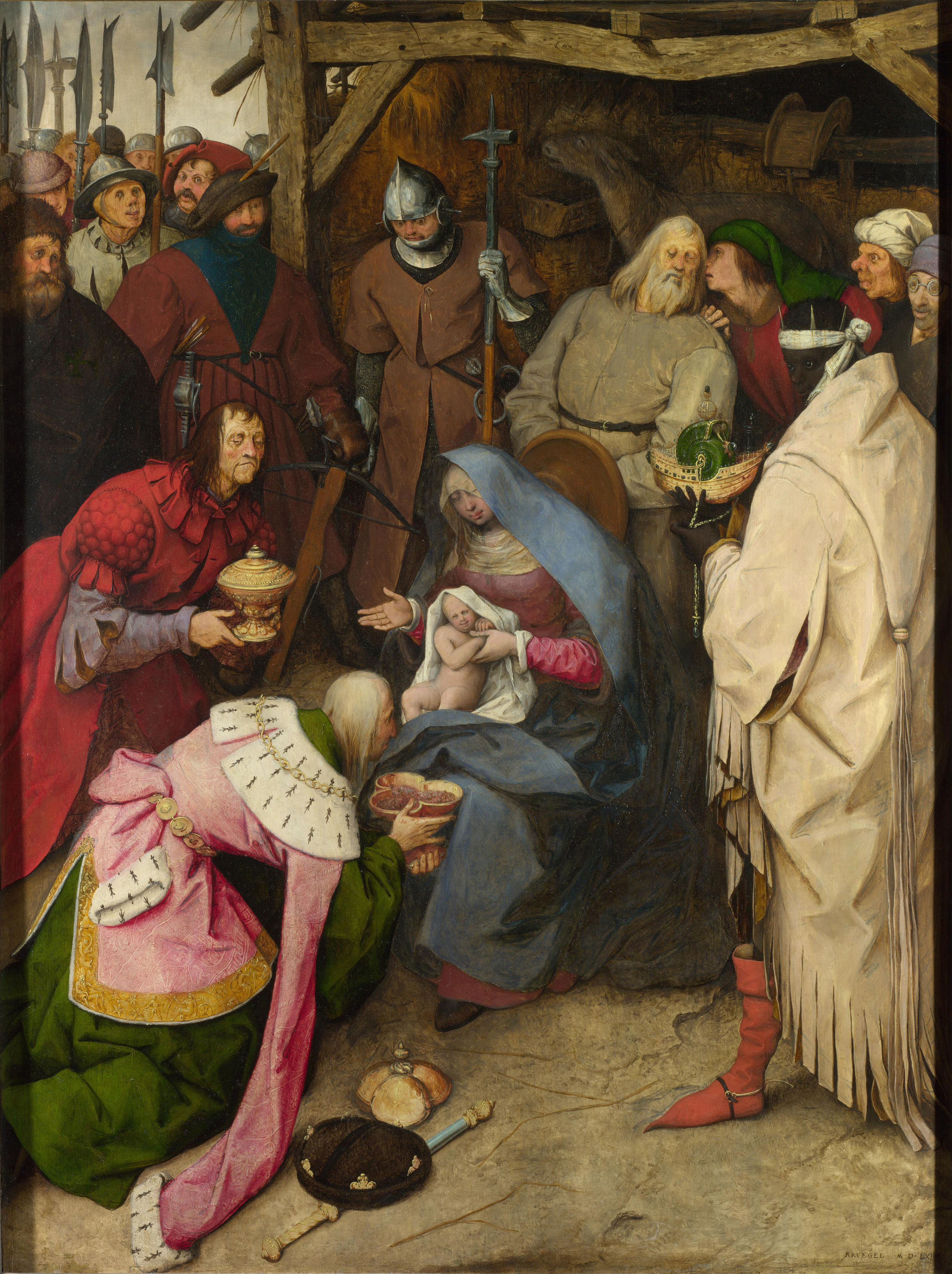
老彼得·布勒哲爾的《三博士來朝（英语：Adoration of the Kings (Bruegel)）》，111 × 83cm，約作於1564年，自1920年起收藏
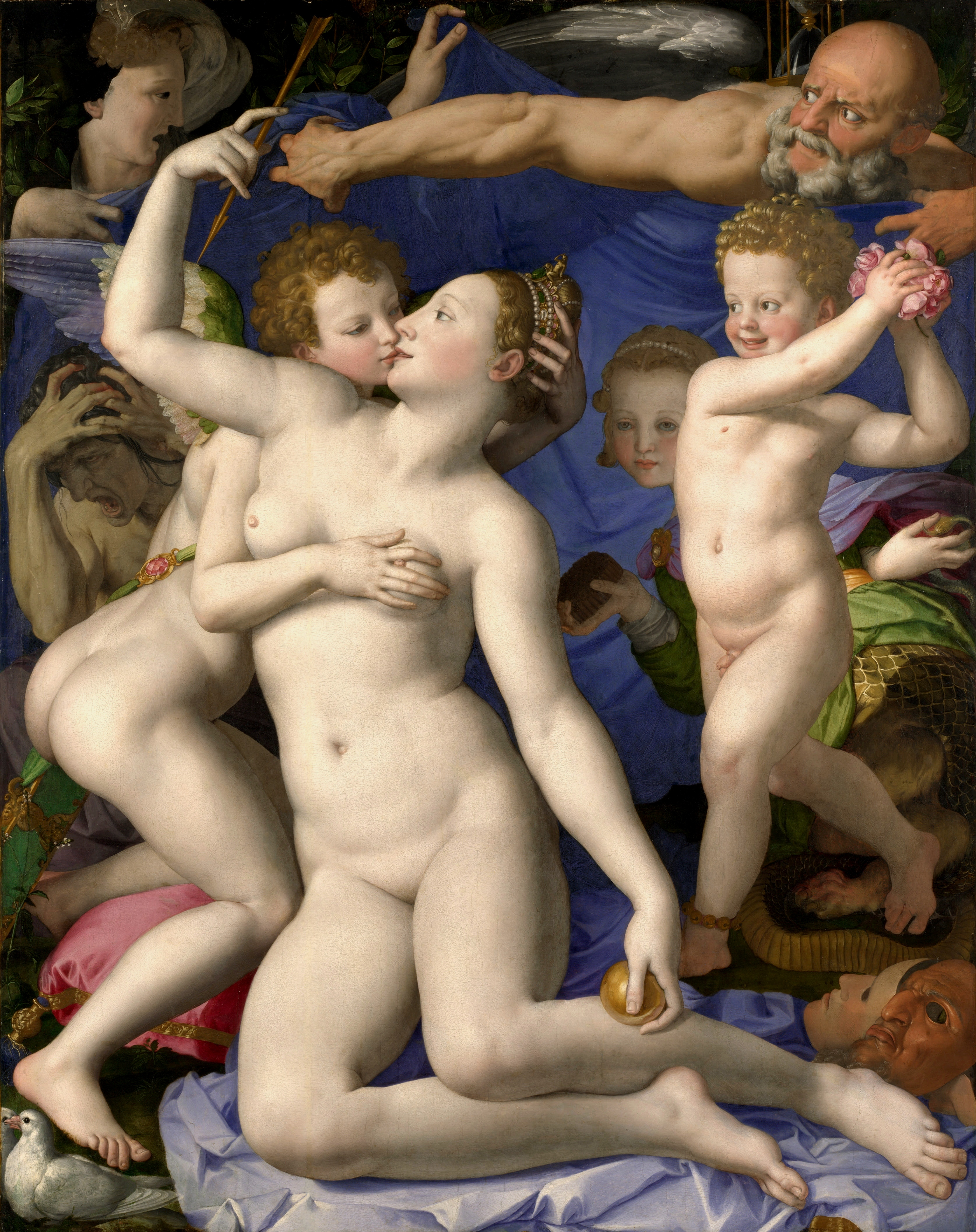
布龍齊諾的《維納斯、丘比特、愚蠢與時間》，146 × 116cm，約作於1545年，自1860年起收藏
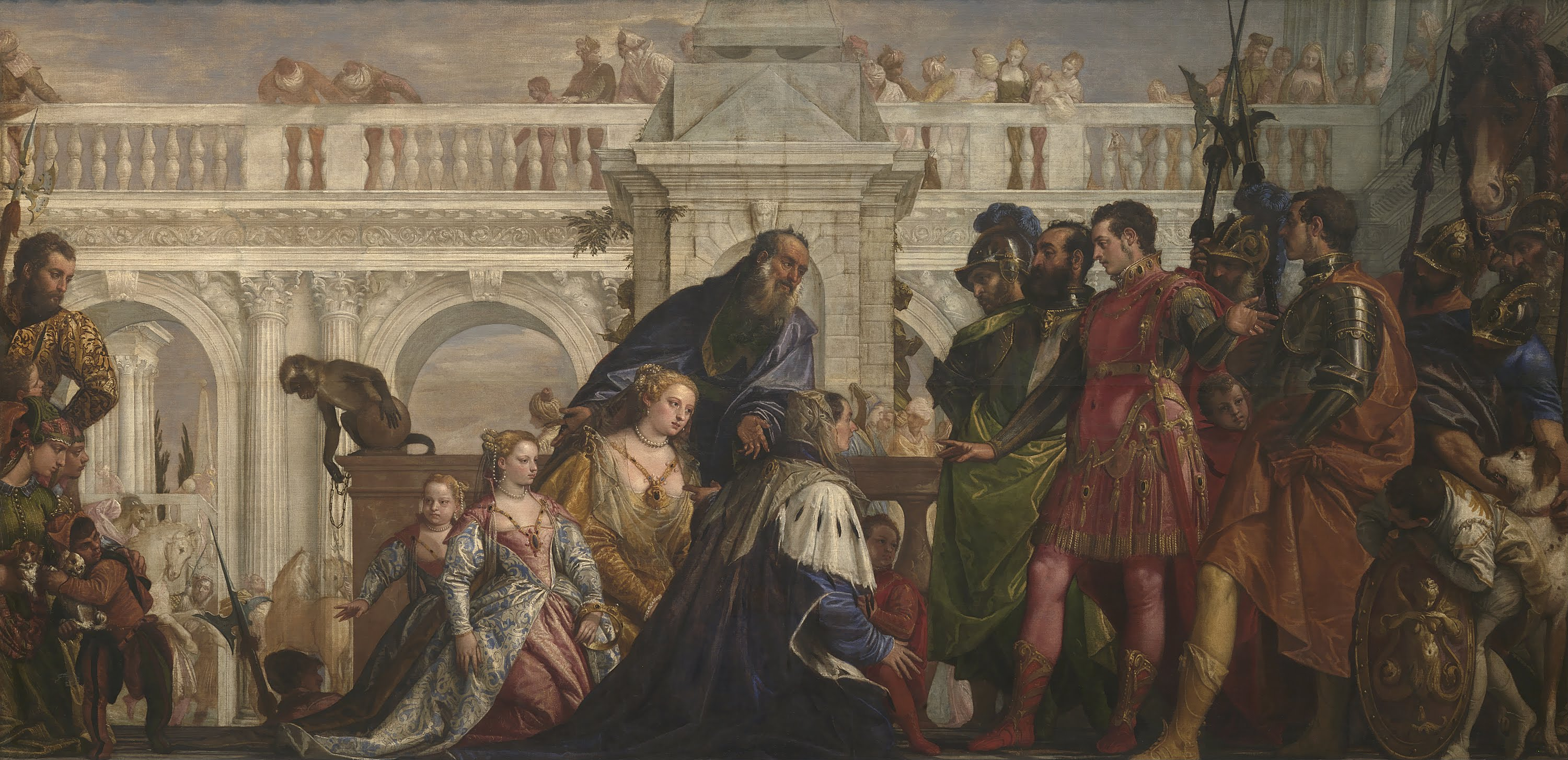
保羅·委羅內塞的《在亞歷山大面前的大流士家族》，236 × 475cm，約作於1565-1570年，自1857年起收藏
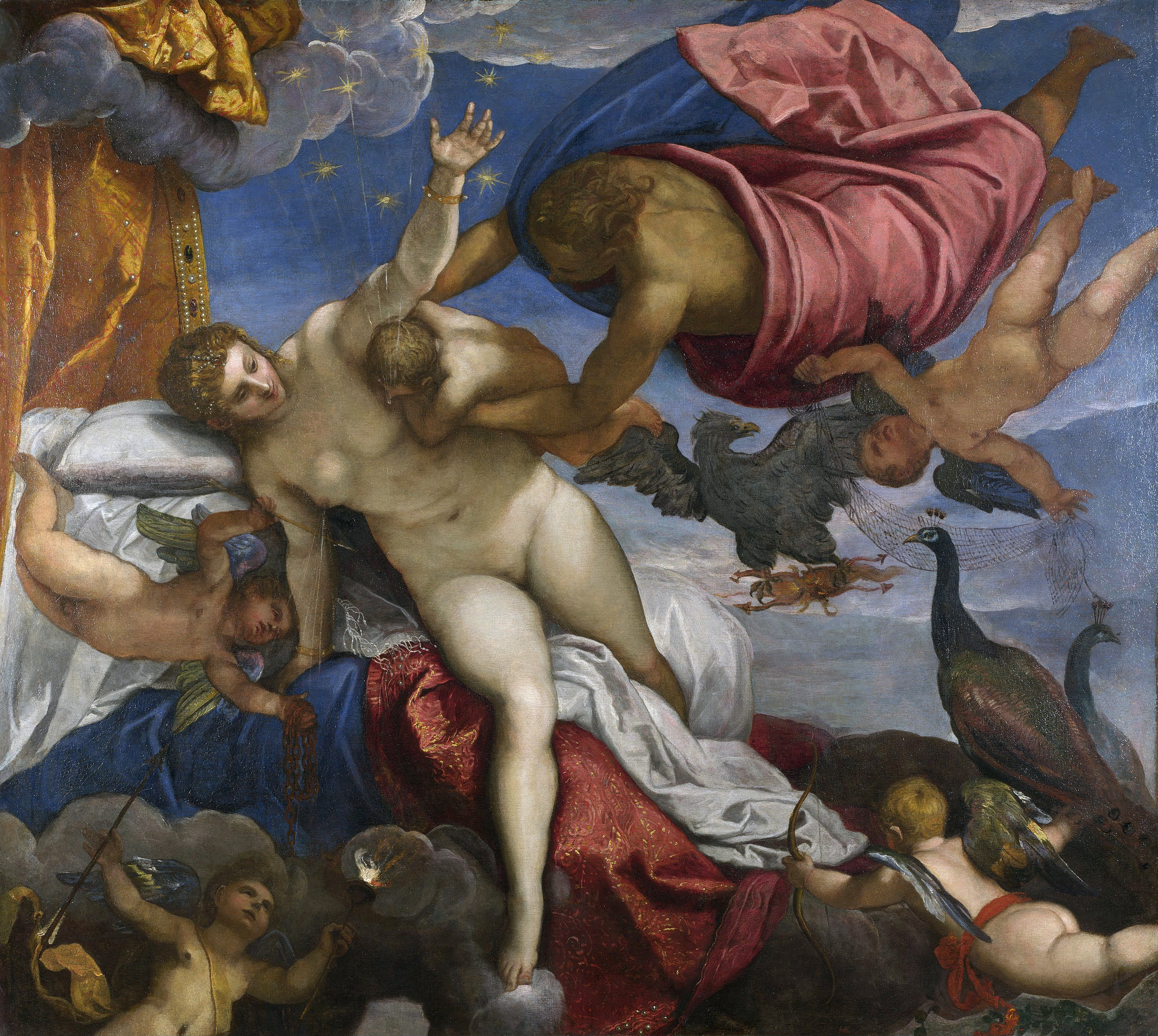
丁托列托的《銀河的起源（英语：The Origin of the Milky Way）》，148 × 165cm，約作於1580年，自1890年起收藏
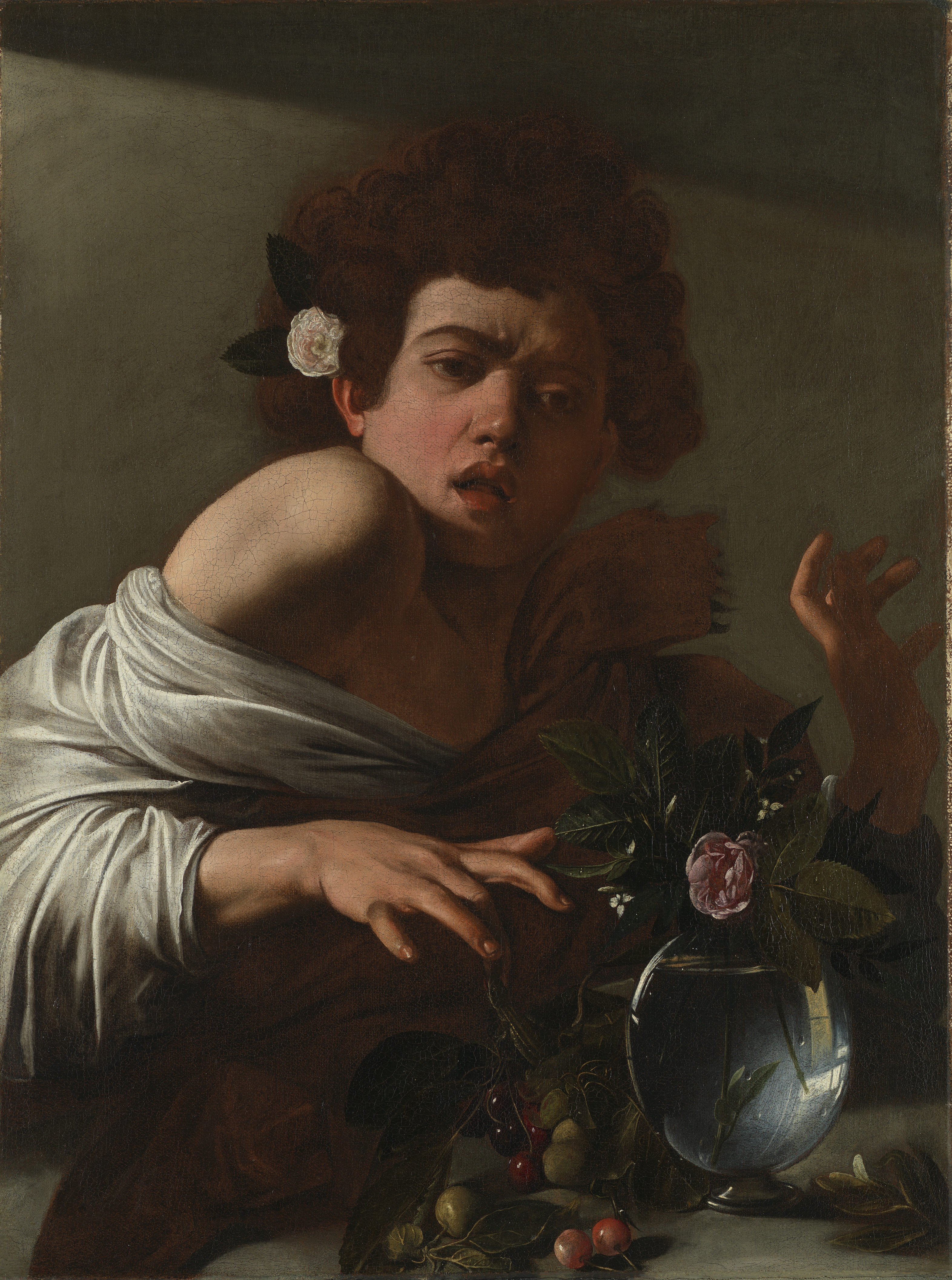
卡拉瓦喬的《被蜥蜴咬傷的男孩》，66 × 49.5cm，約作於1594-1595年，1986年透過小約翰·保羅·蓋蒂（英语：John Paul Getty Jr.）捐贈基金購入
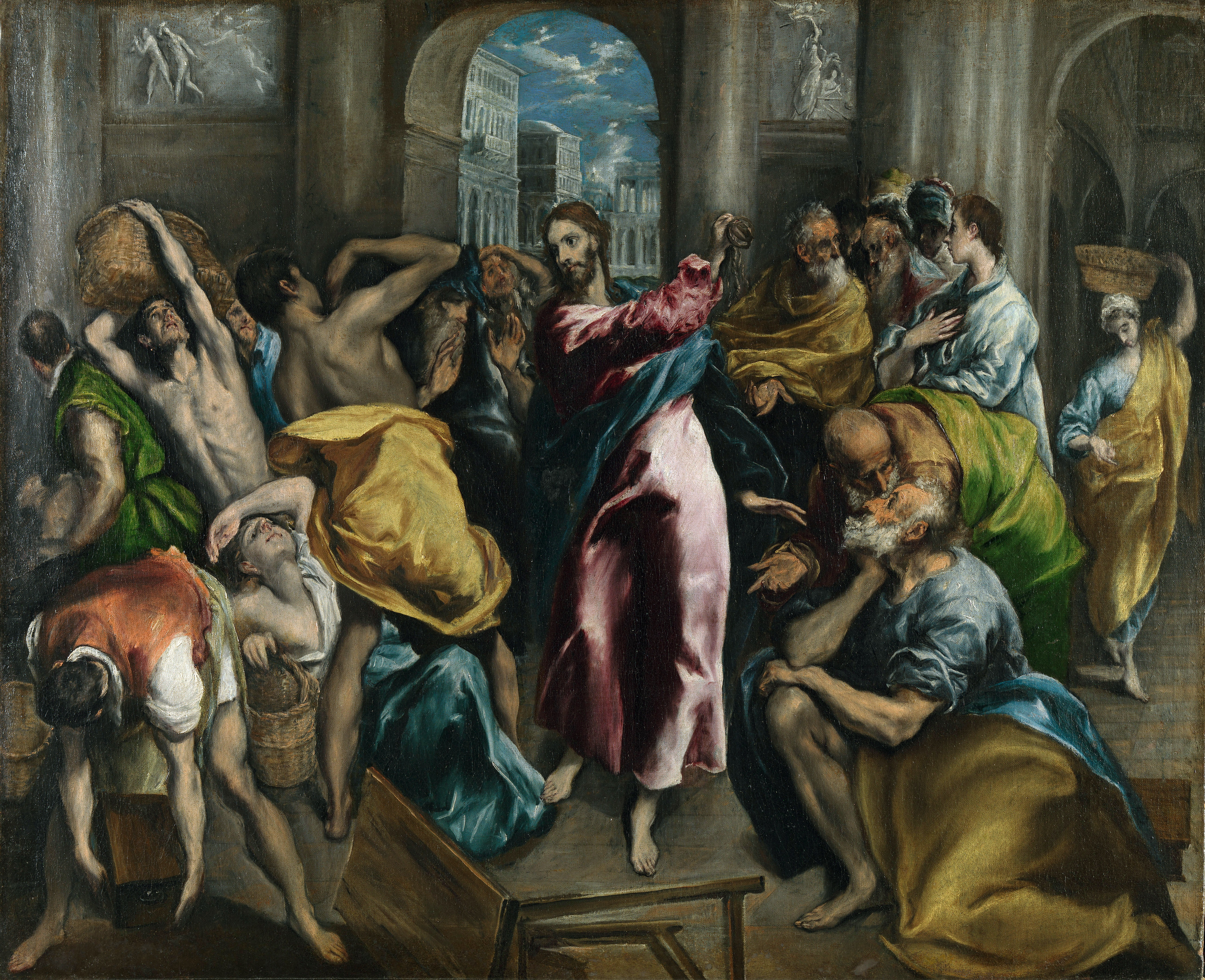
艾爾·葛雷柯的《耶穌驅逐聖殿裡的商人（英语：Christ Driving the Money Changers from the Temple (El Greco, London)）》，106 × 130cm，約作於1600年，自1895年起收藏
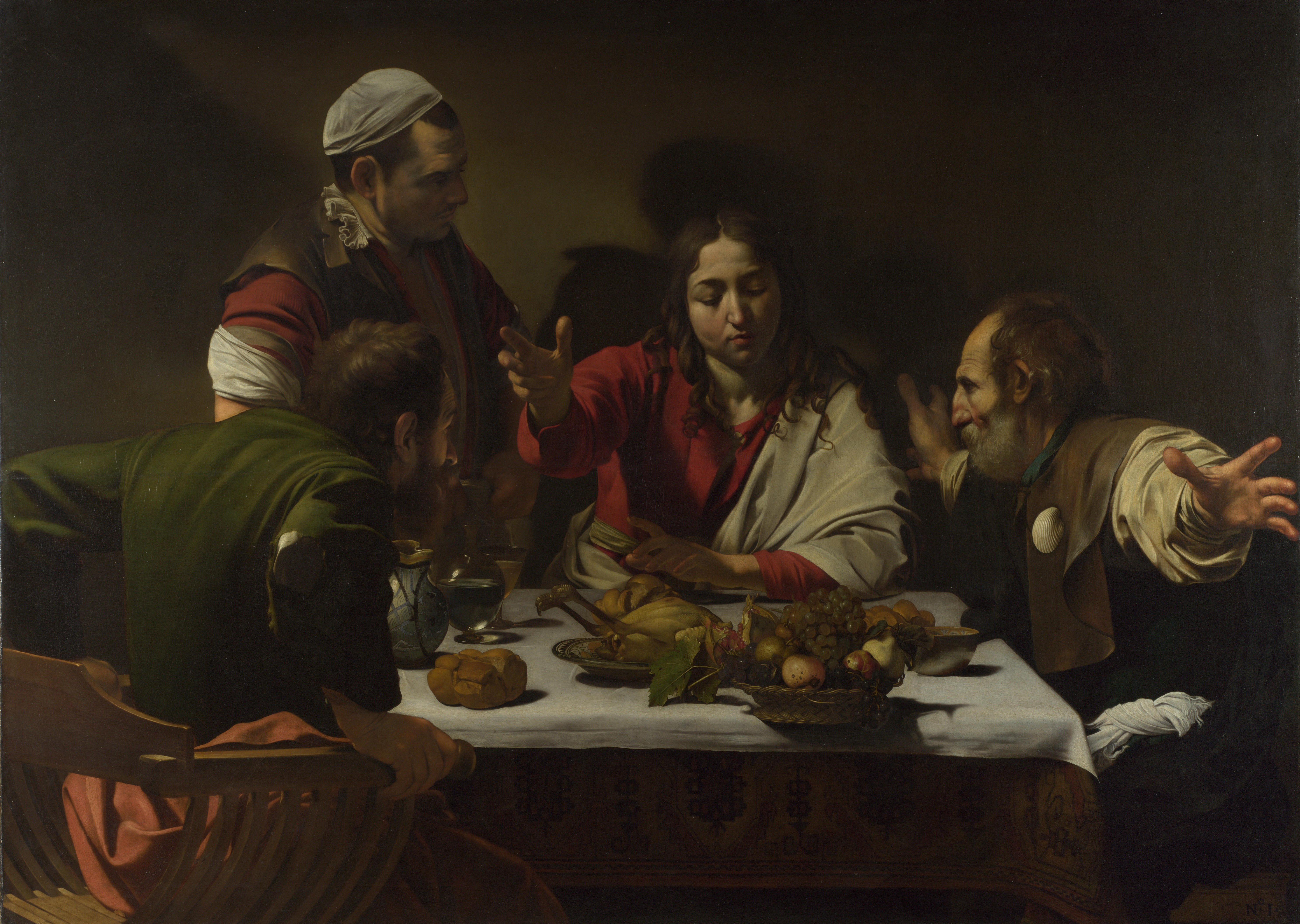
卡拉瓦喬的《以馬忤斯的晚餐》，141 × 196cm，約作於1601年，自1839年起收藏
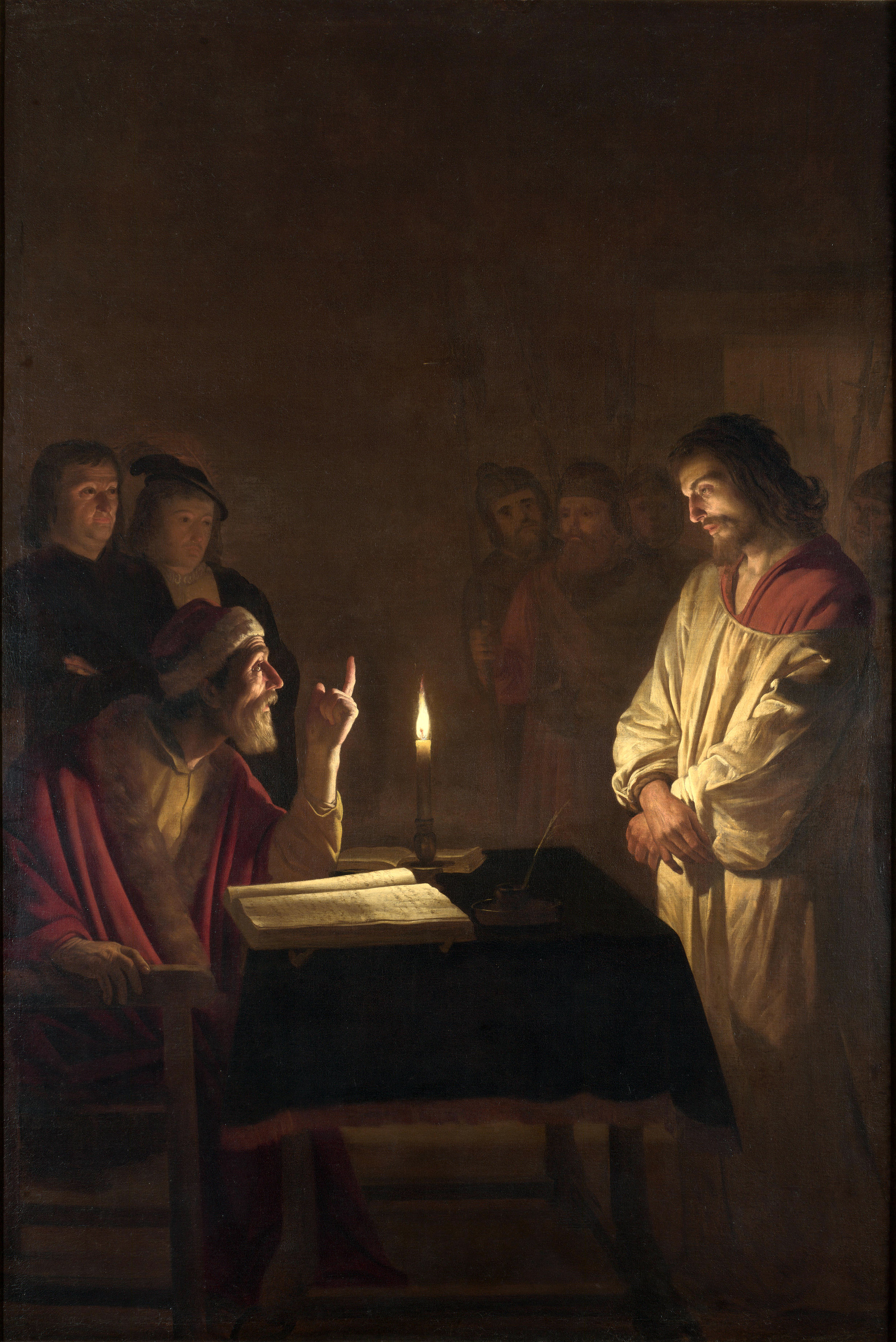
格里特·范·洪特霍斯特的《在大祭司面前的基督（英语：Christ Before the High Priest）》，272 × 183cm，約作於1617年，自1922年起收藏
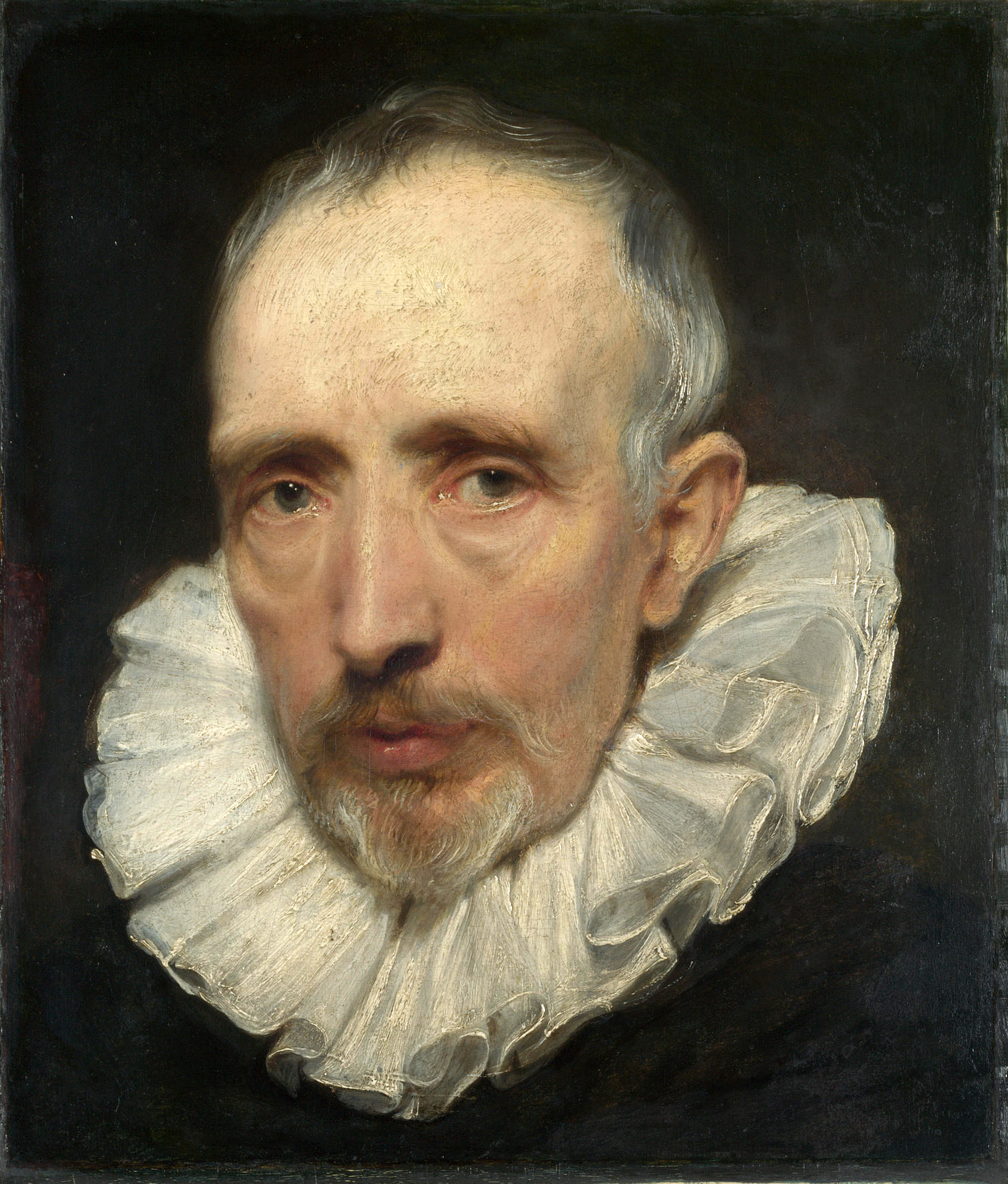
安東尼·范戴克的《科內利斯·范·德·吉斯特肖像畫》（Portrait of Cornelis van der Geest），37.5 × 32.5cm，約作於1620年，自1824年起收藏，來自約翰·朱利葉斯·安格斯坦的收藏
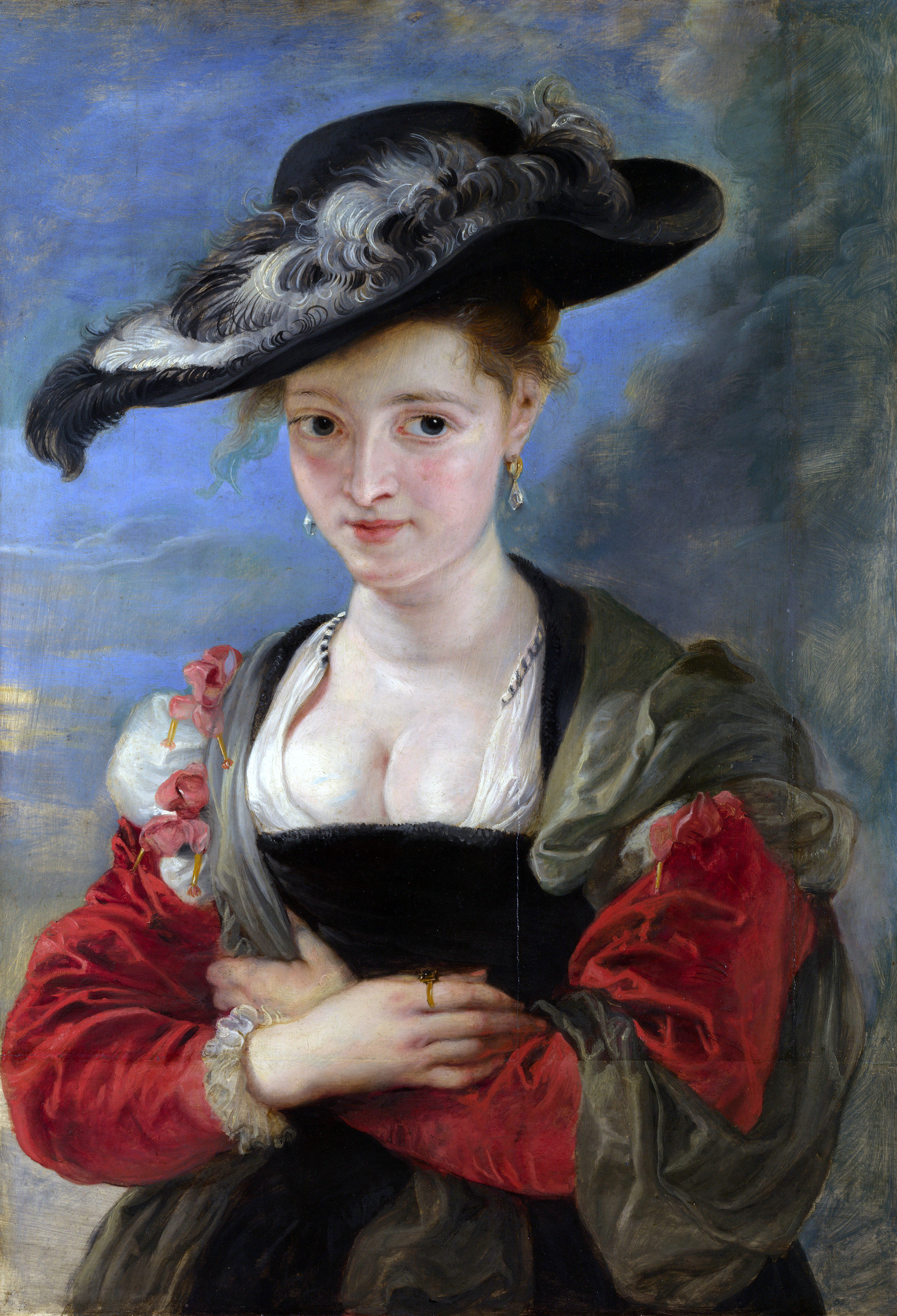
彼得·保羅·魯本斯的《蘇珊娜·倫登肖像畫（英语：Portrait of Susanna Lunden）》，79 × 54.6cm，約作於1622-1625年，自1871年起收藏
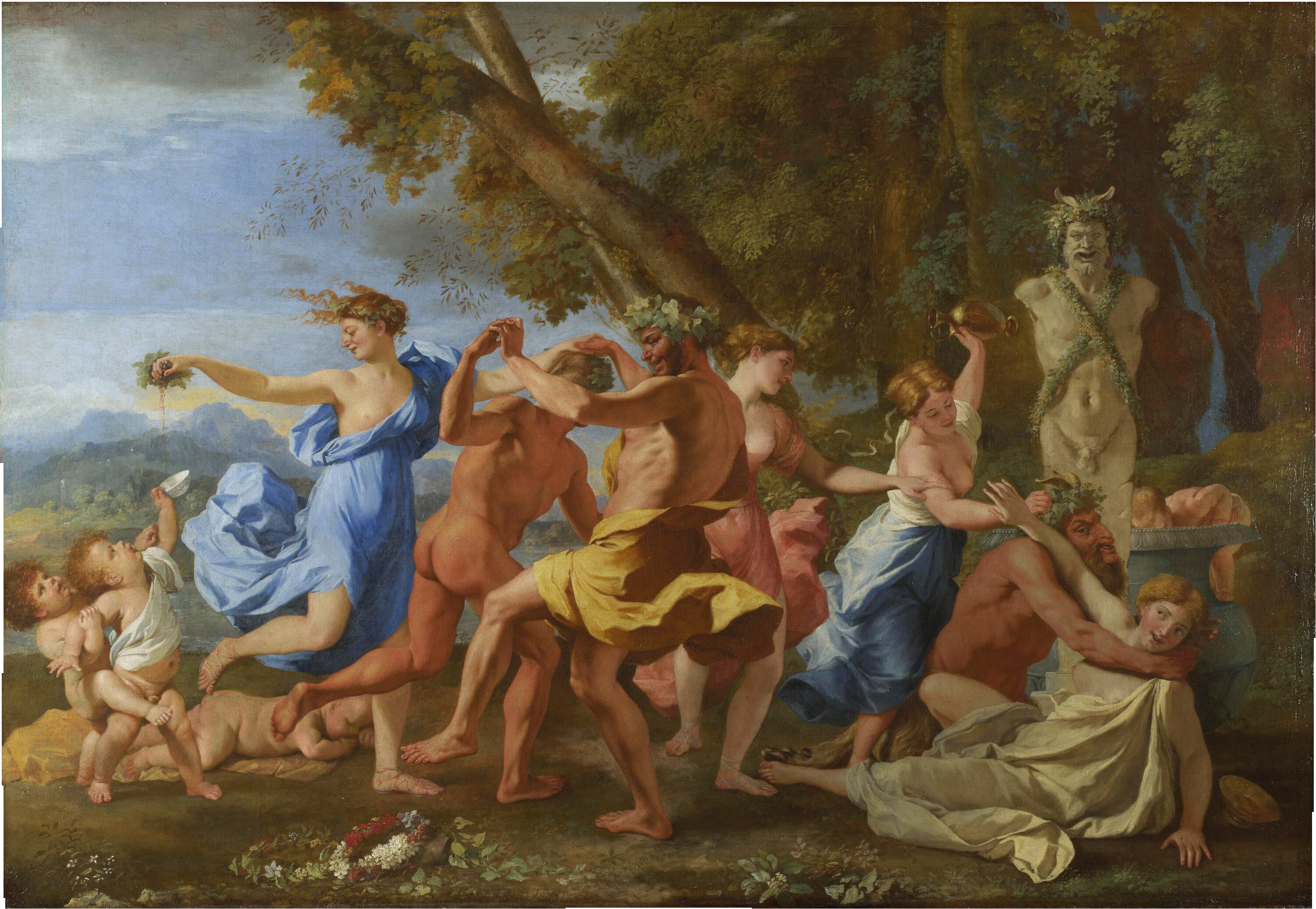
尼古拉·普桑的《在牧神潘雕塑前狂歡（英语：A Bacchanalian Revel Before a Term）》，100 × 143cm，約作於1630-1634年，自1826年起收藏
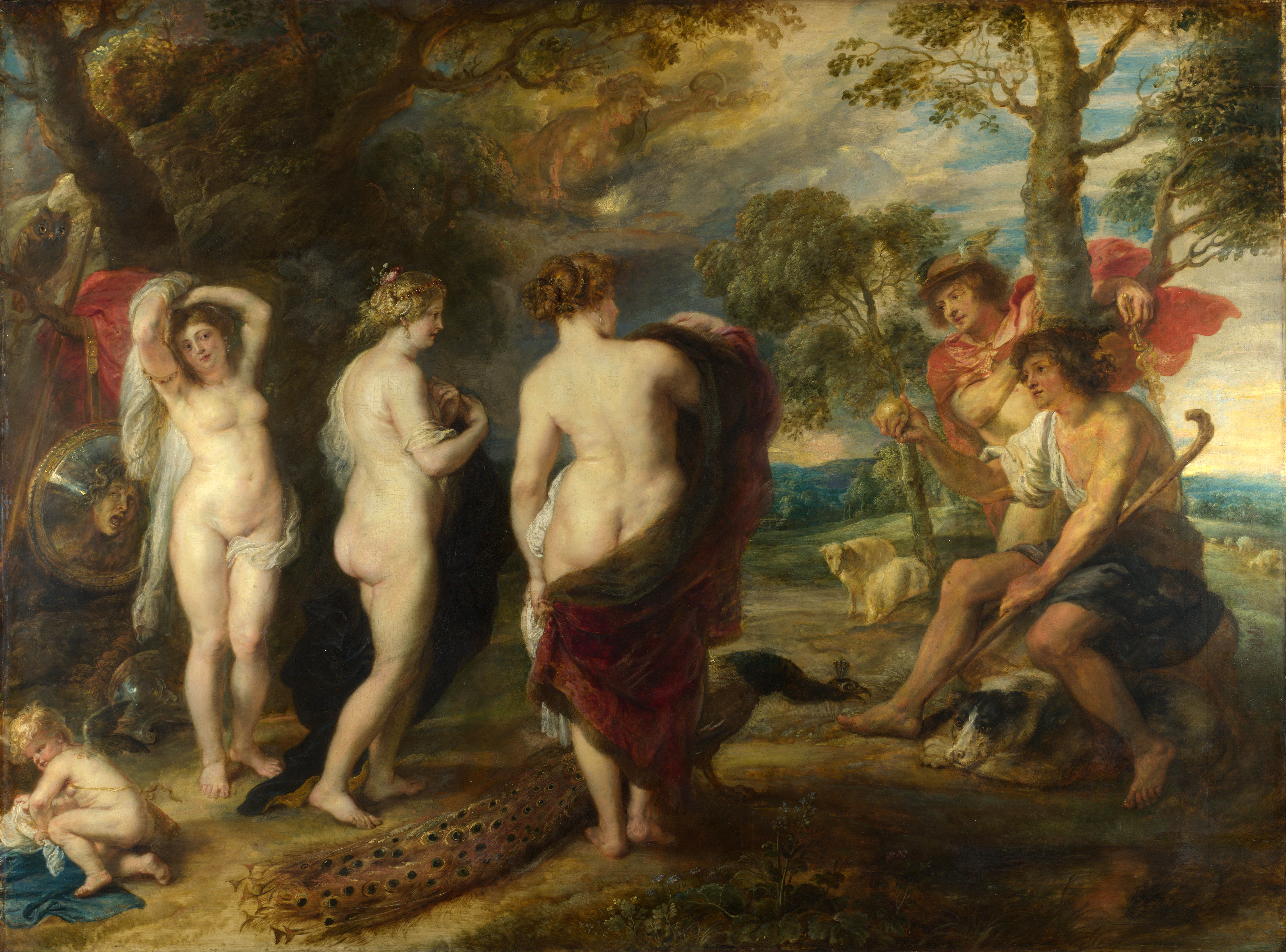
彼得·保羅·魯本斯的《帕里斯的評判（英语：The Judgement of Paris (Rubens)）》，145 × 194cm，約作於1632-1635年，自1844年起收藏
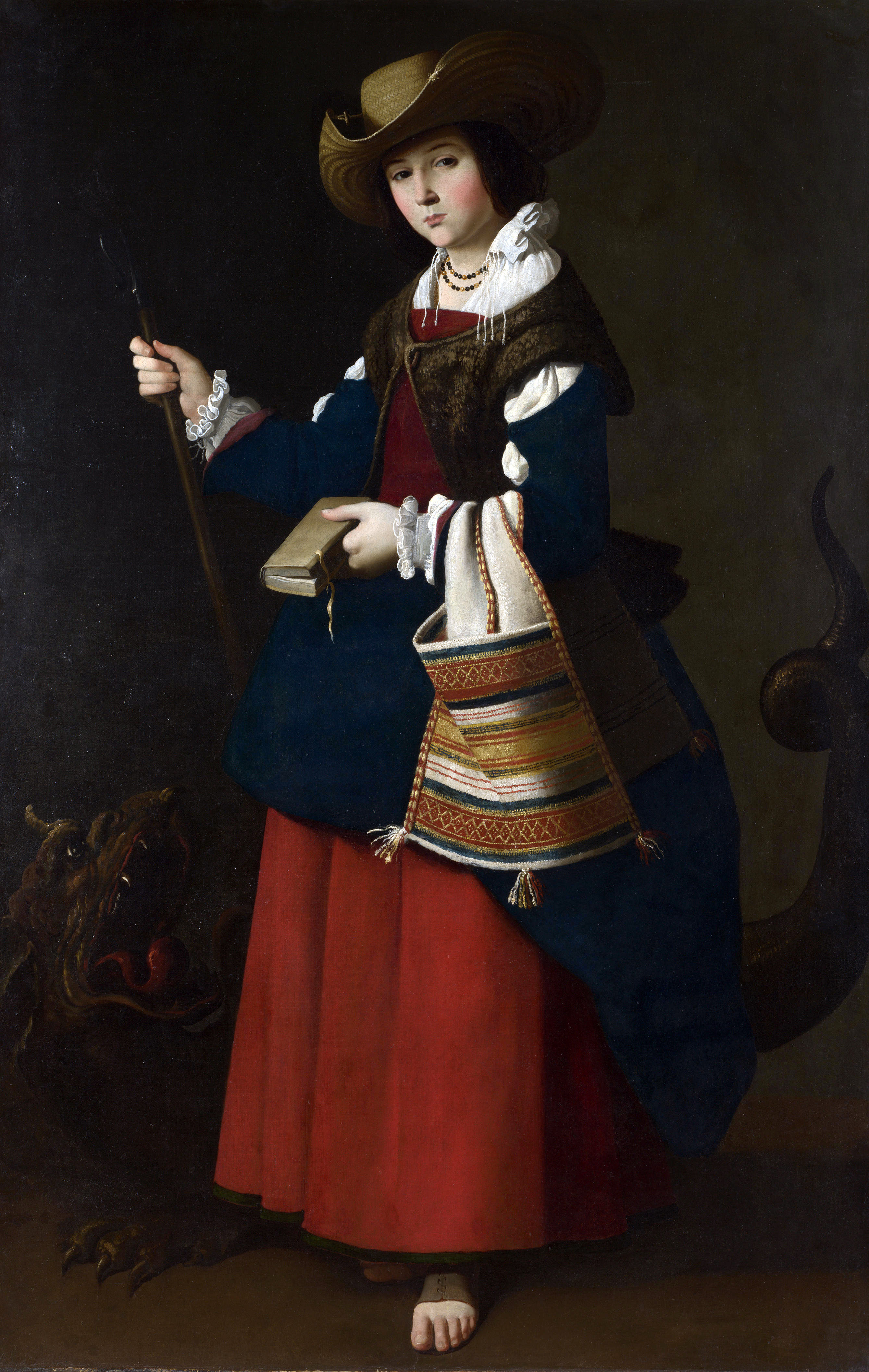
法蘭西斯科·德·祖巴蘭的《童貞瑪加利大（英语：Saint Margaret of Antioch (Zurbarán)）》，163 × 105cm，約作於1630-1634年，自1903年起收藏
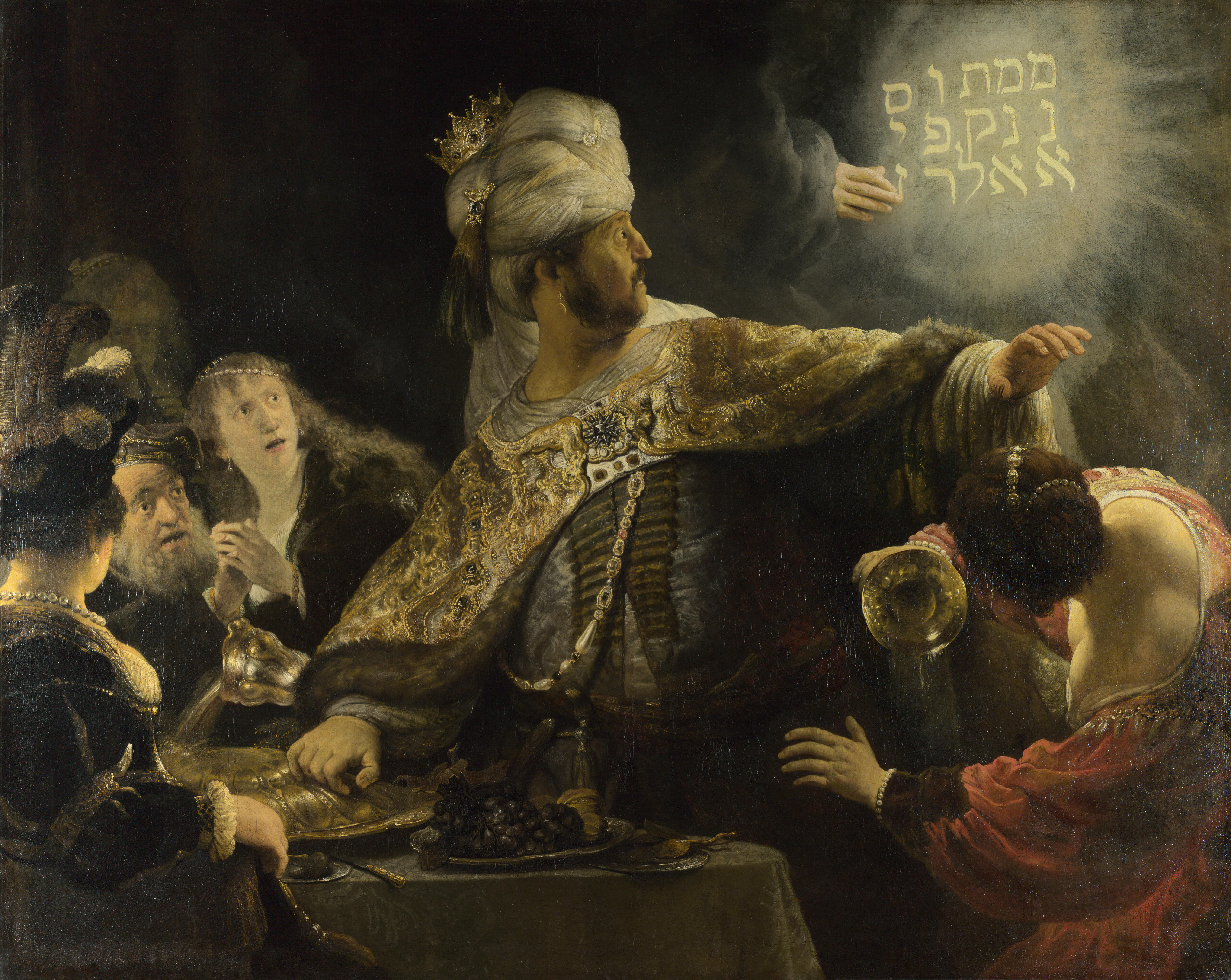
林布蘭的《伯沙撒的盛宴》，168 × 209cm，約作於1636-1638年，自1964年起收藏
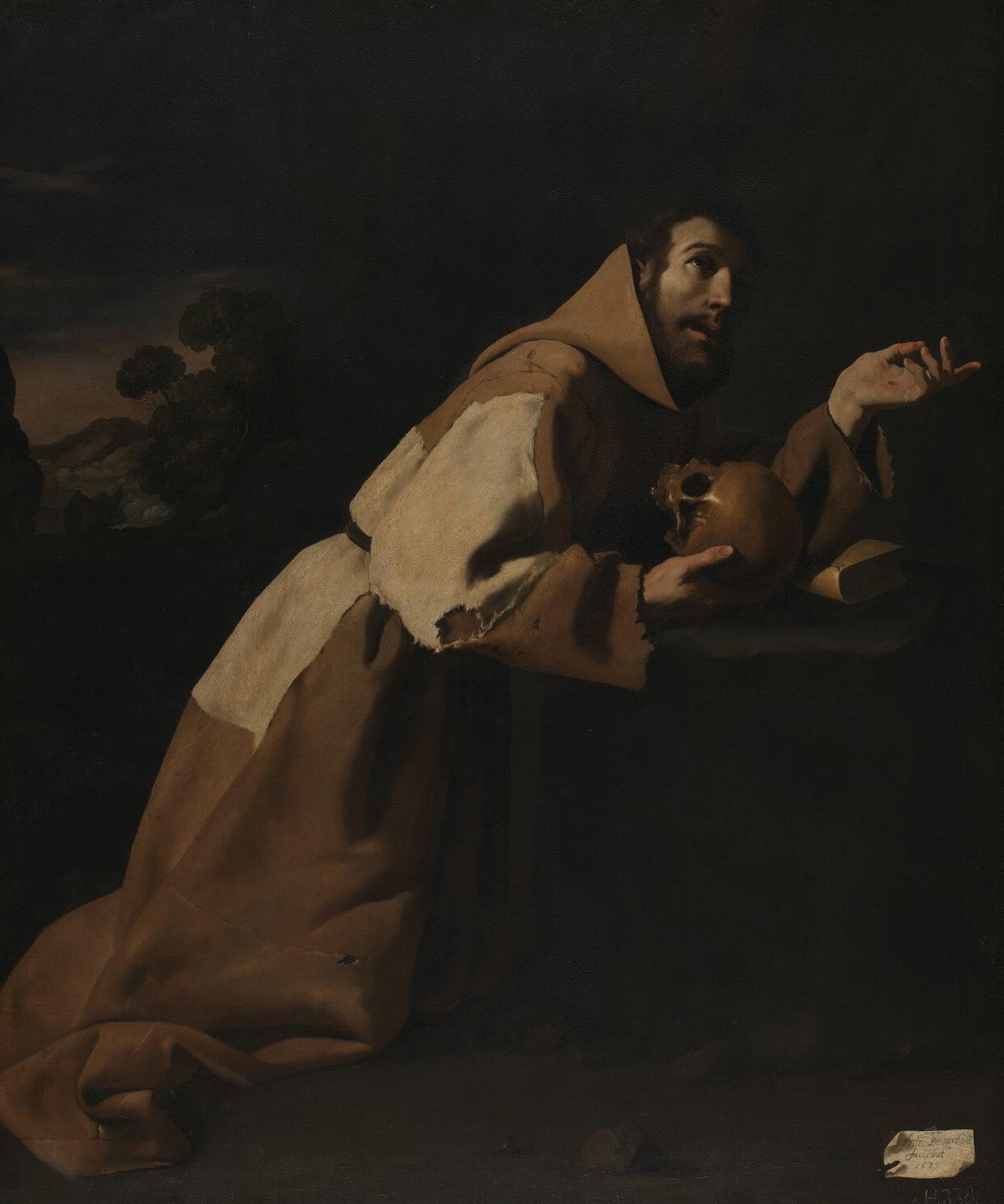
法蘭西斯科·德·祖巴蘭的《冥想中的聖方濟各（西班牙语：San Francisco en meditación (Zurbarán)）》，162 × 137cm，約作於1639年，自1946年起收藏
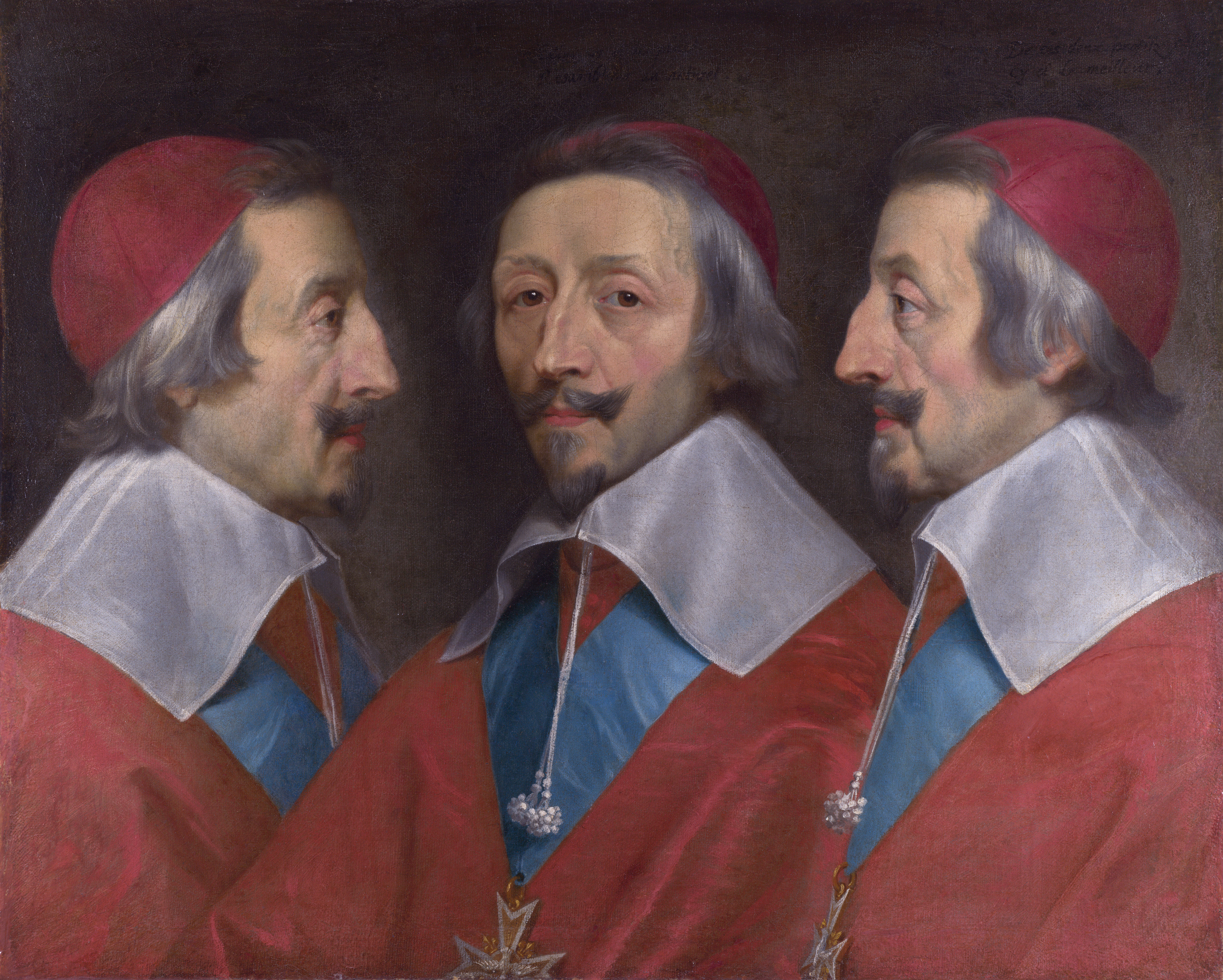
費利佩·德·香拜涅（英语：Philippe de Champaigne）的《黎胥留樞機三重肖像畫（英语：Triple Portrait of Cardinal de Richelieu）》，58.4 × 72.4cm，約作於1642年，自1869年起收藏
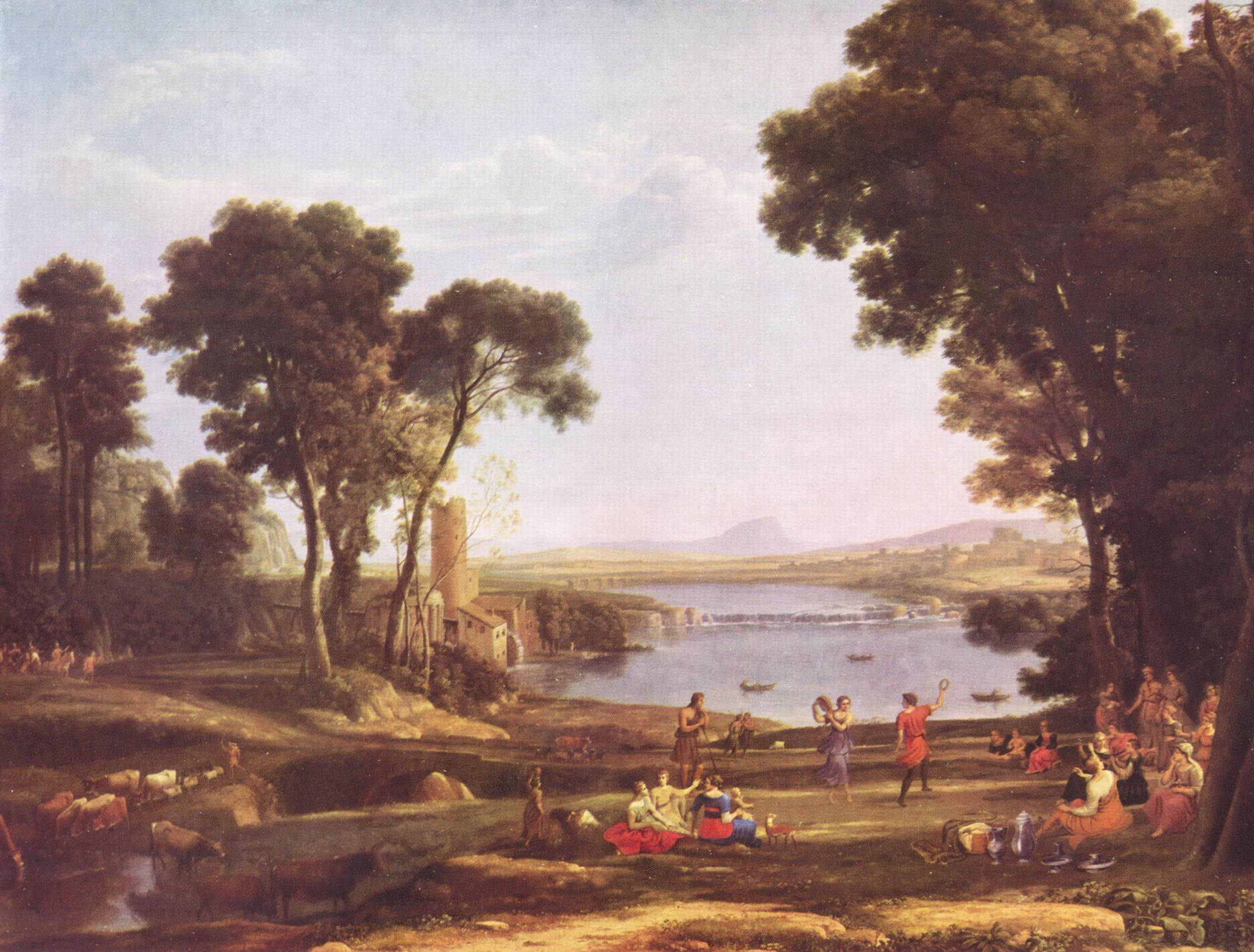
克勞德·洛蘭的《以撒和利百加的婚禮》（Marriage of Isaac and Rebekah），149 × 197cm，約作於1648年，自1824年起收藏
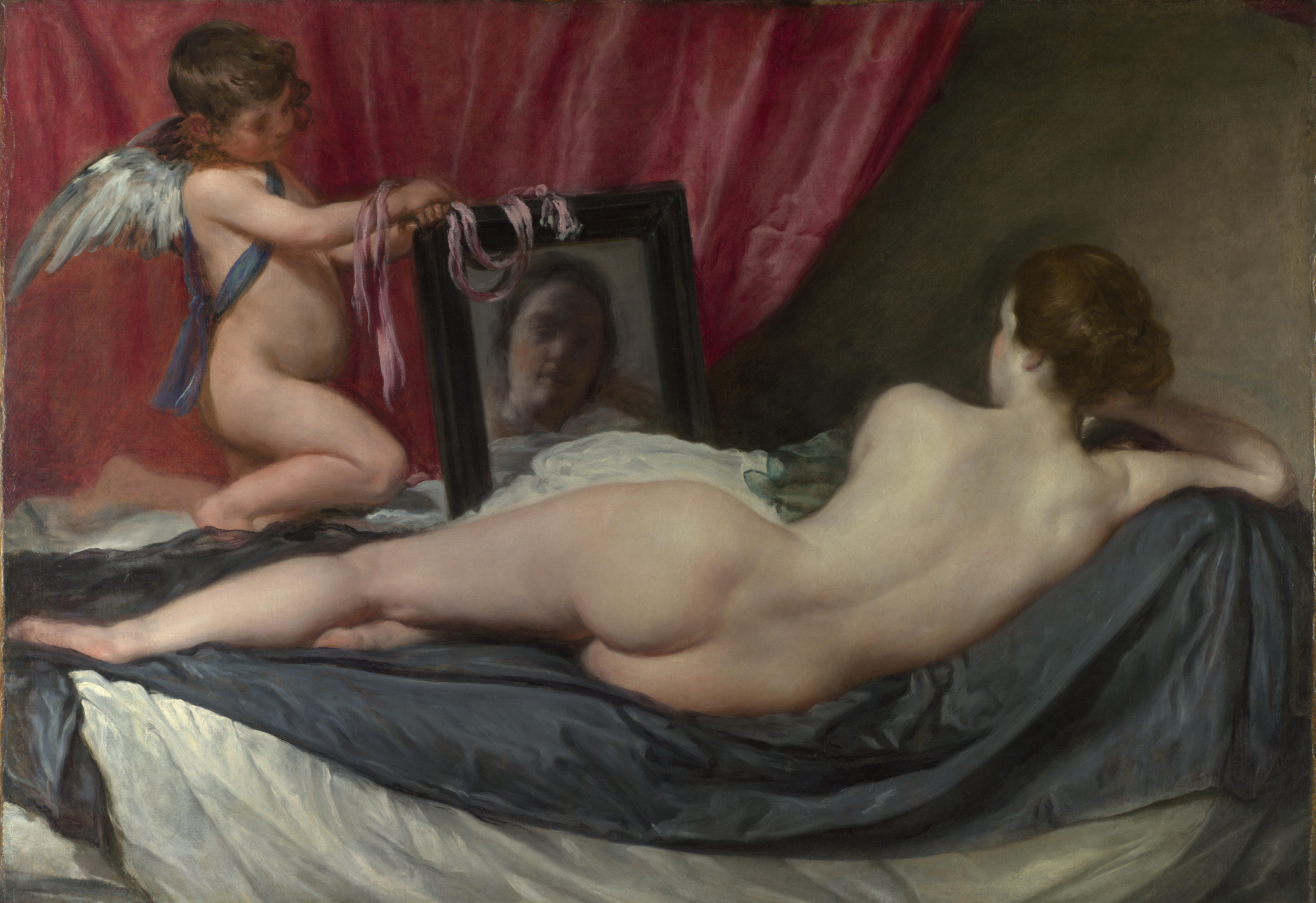
維拉斯奎茲的《鏡前的維納斯》，122.5 × 177cm，約作於1647-1651年，自1906年起收藏
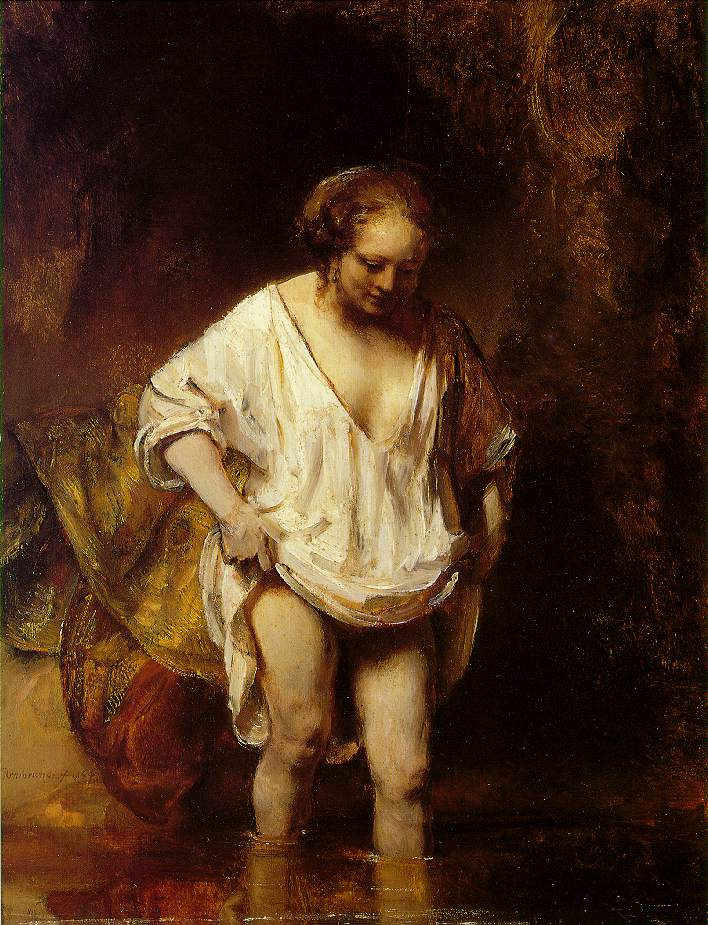
林布蘭的《在小溪沐浴的女子》（A Woman Bathing in a Stream），62 × 47cm，約作於1654年，自1831年起收藏
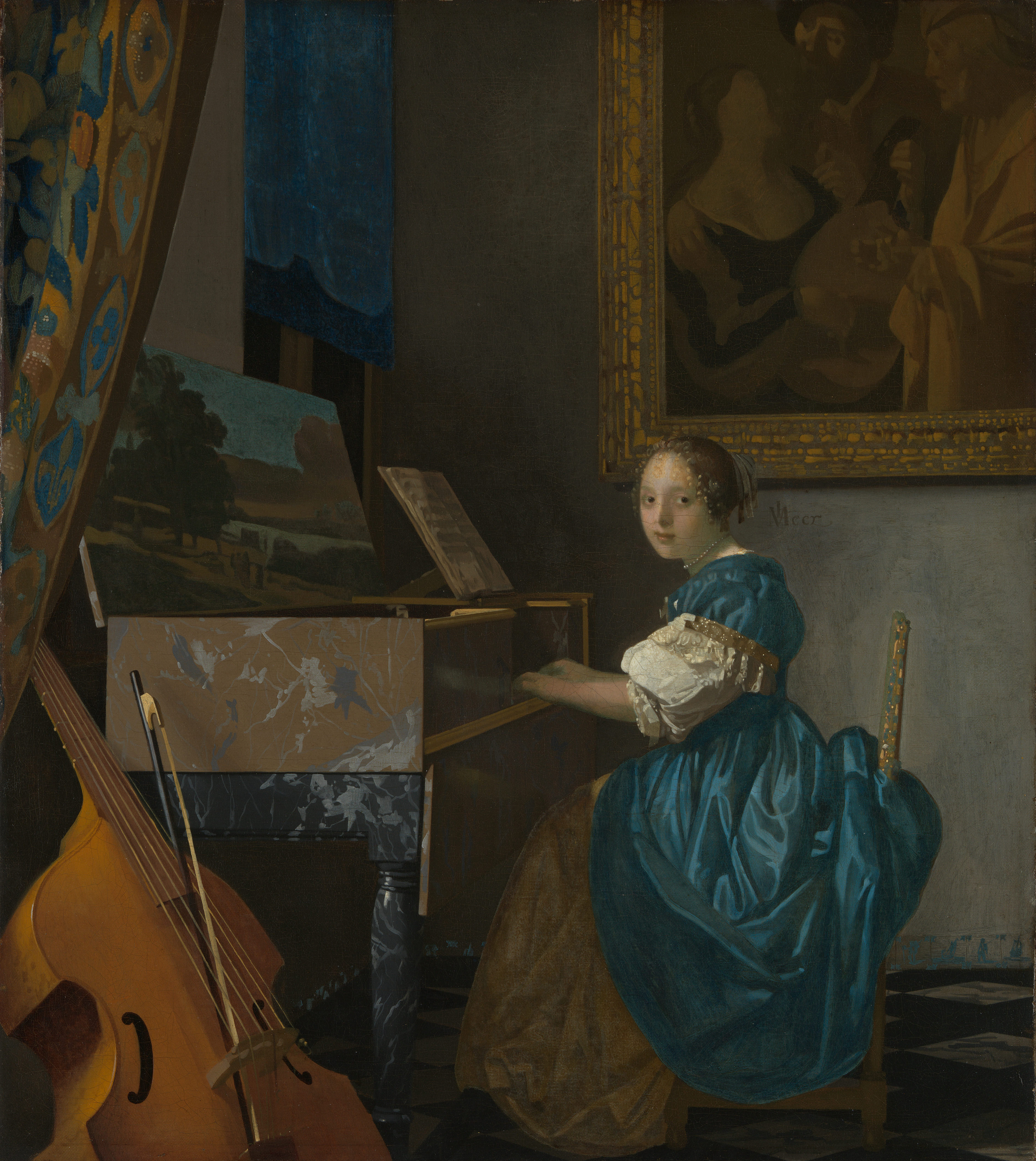
楊·維梅爾的《坐在維金納琴前的女子（英语：Lady Seated at a Virginal）》，51.5 × 45.5cm，約作於1670年，自1910年起收藏
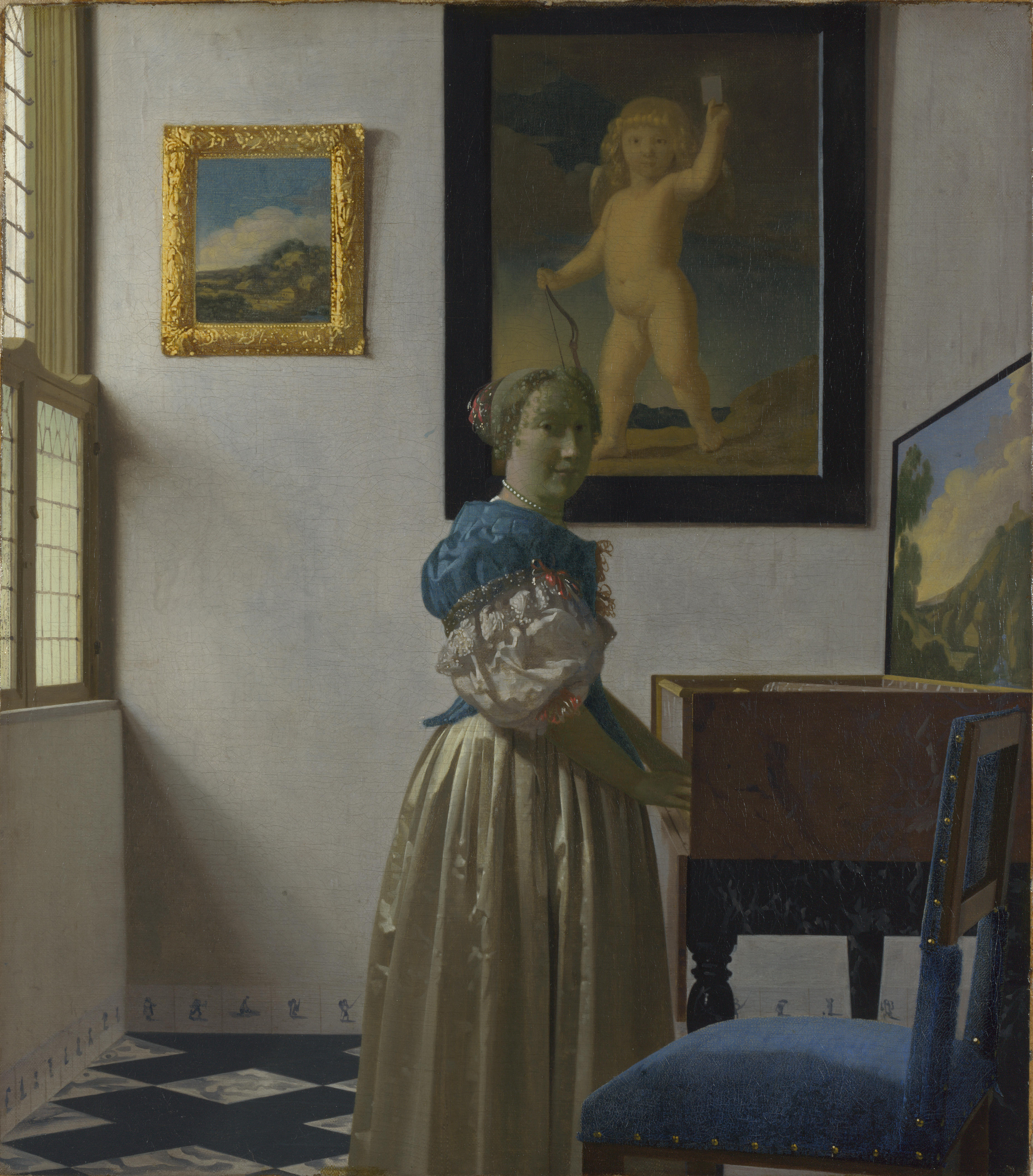
楊·維梅爾的《站在維金納琴前的女子（英语：Lady Standing at a Virginal）》，51.7 × 45cm，約作於1670年，自1892年起收藏
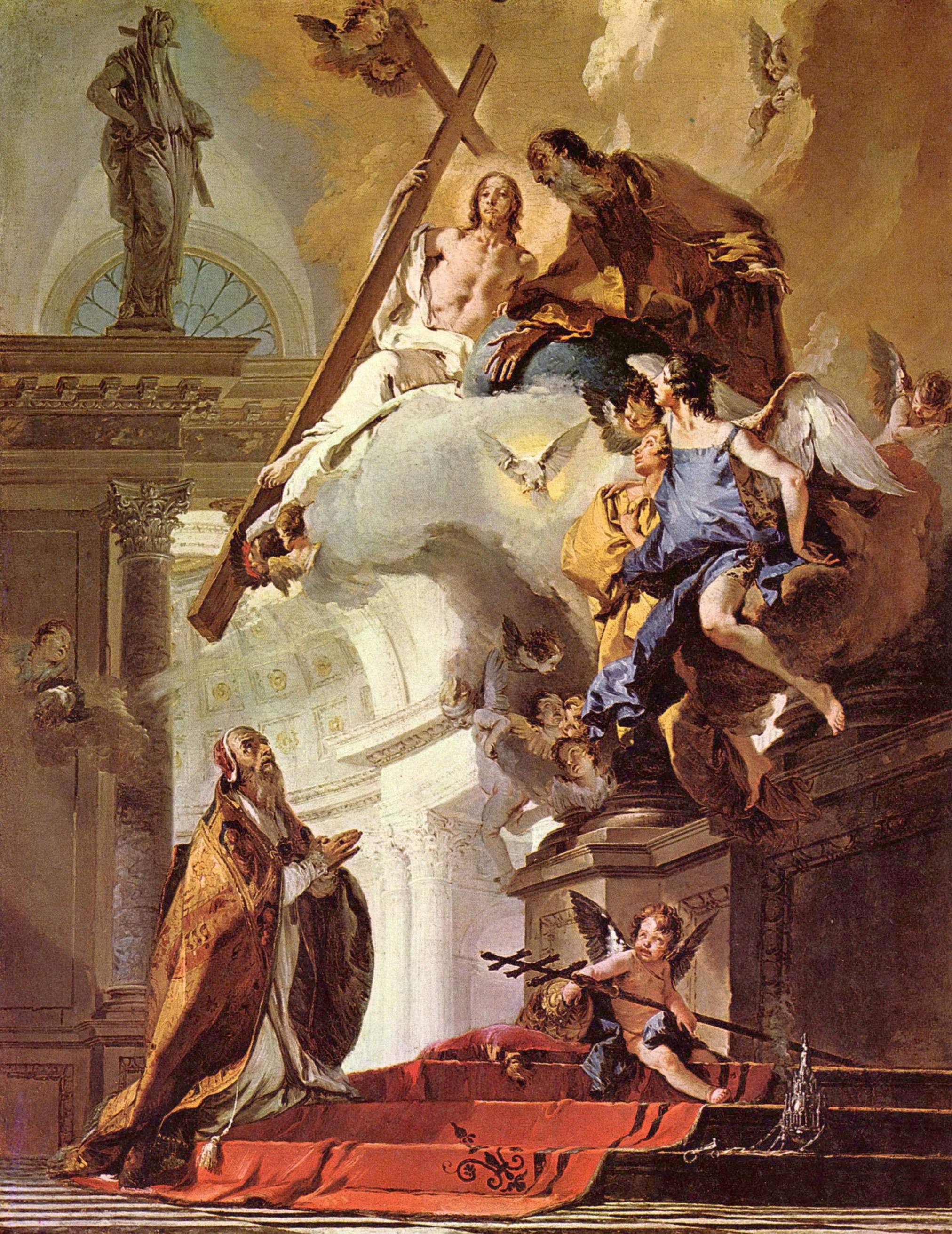
喬瓦尼·巴提斯塔·提也波洛的《三位一體出現在聖克萊門特面前》（Apparizione della Trinità a papa Clemente I），69 × 55cm，約作於1737-1739年，自1957年起收藏
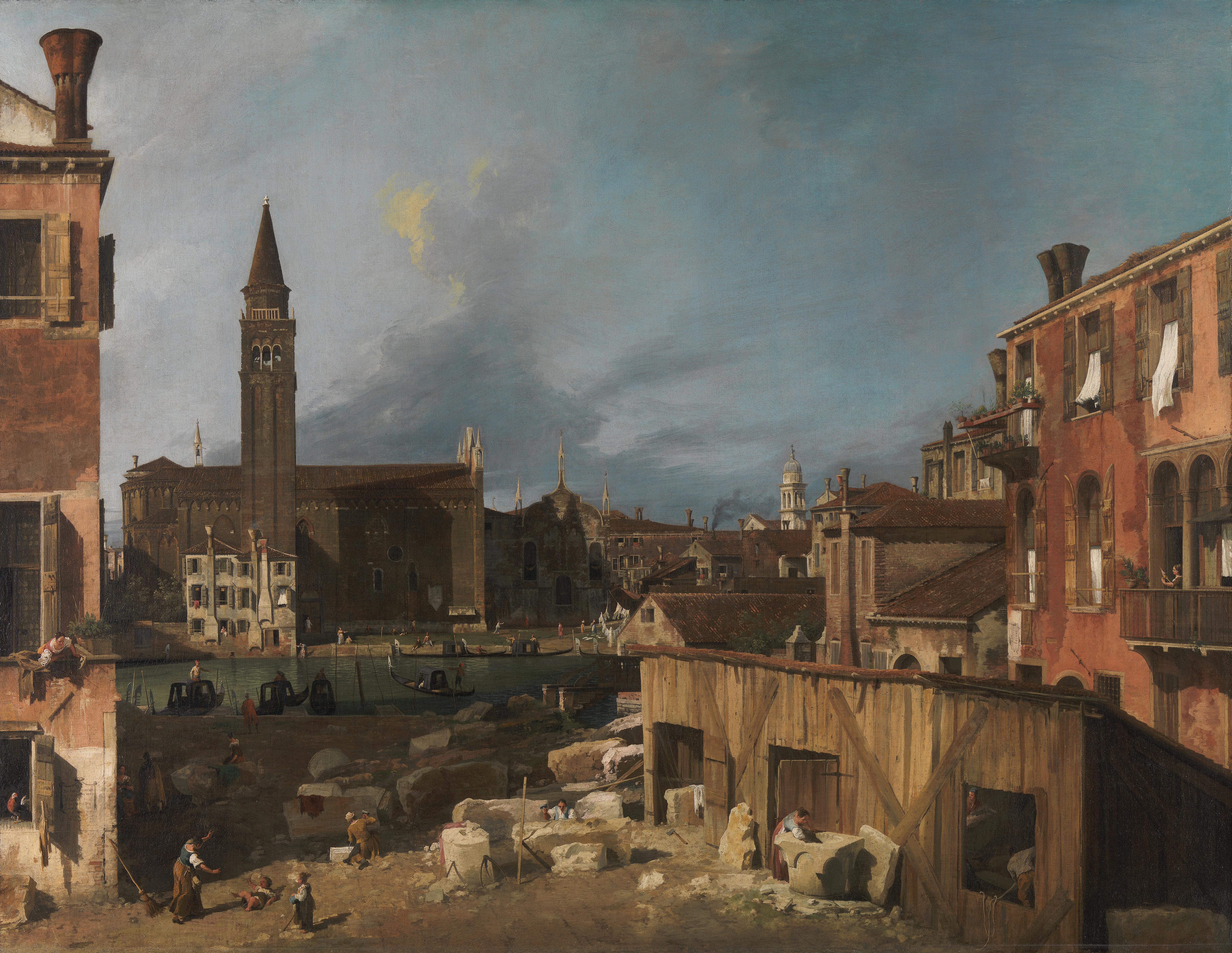
卡納萊托的《石匠的庭院》，124 × 163cm，約作於1725年，自1828年起收藏
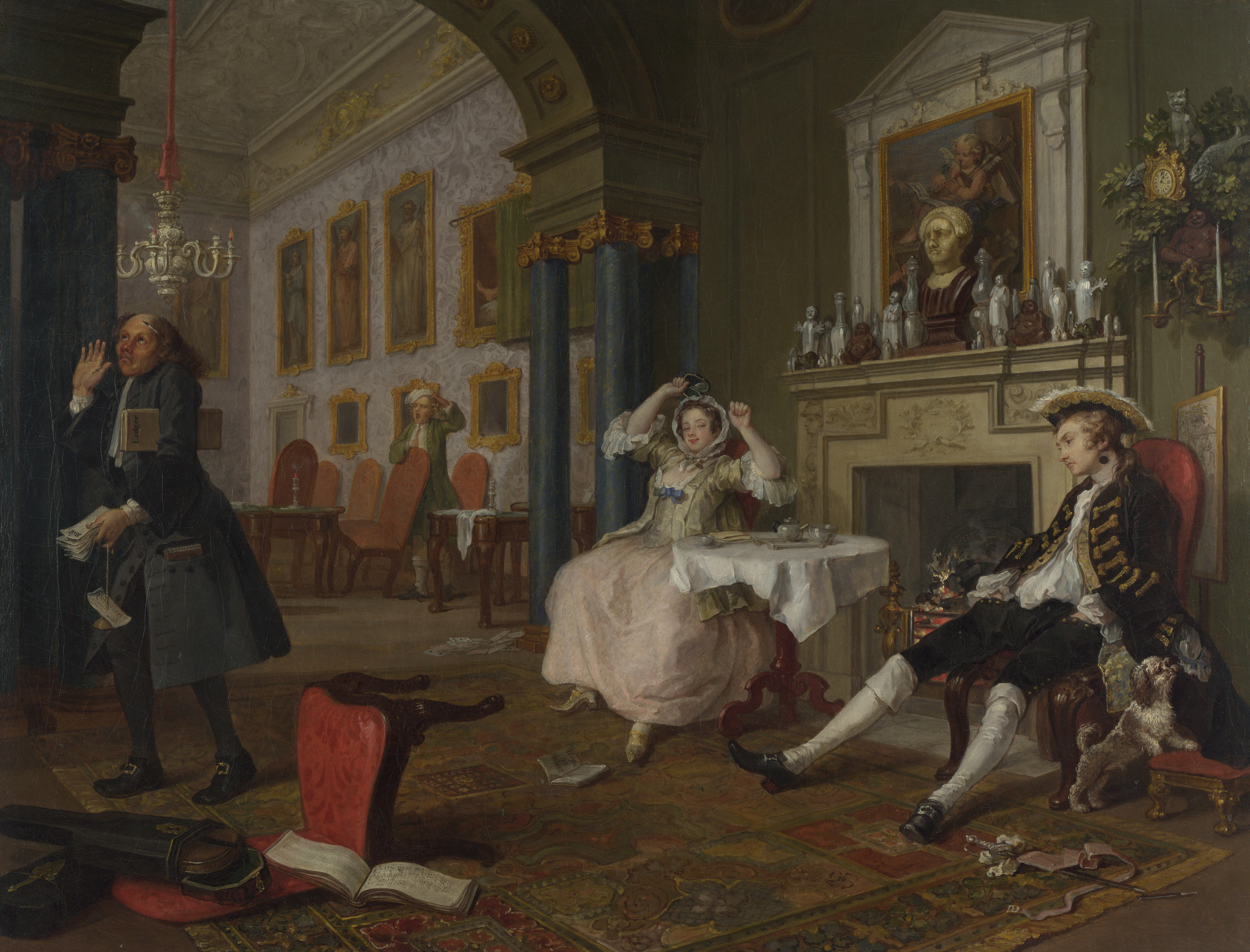
威廉·賀加斯的《時髦的婚姻：2.婚禮之後（英语：Marriage A-la-Mode: 2. The Tête à Tête）》，70 × 91cm，約作於1743年，自1824年起收藏，來自約翰·朱利葉斯·安格斯坦的收藏
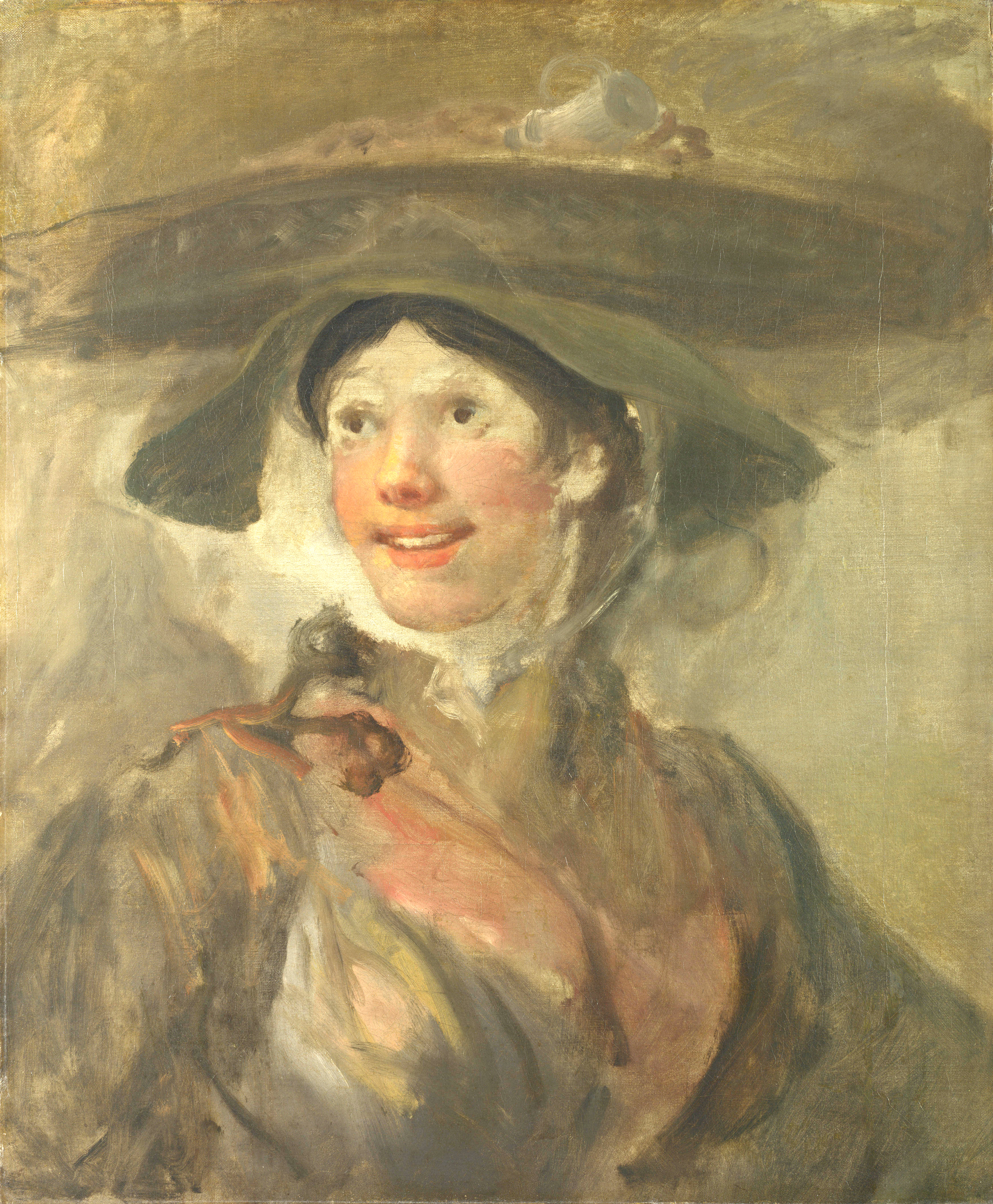
威廉·賀加斯的《賣蝦女孩（英语：The Shrimp Girl）》，63.5 × 51cm，約作於1745年，自1884年起收藏
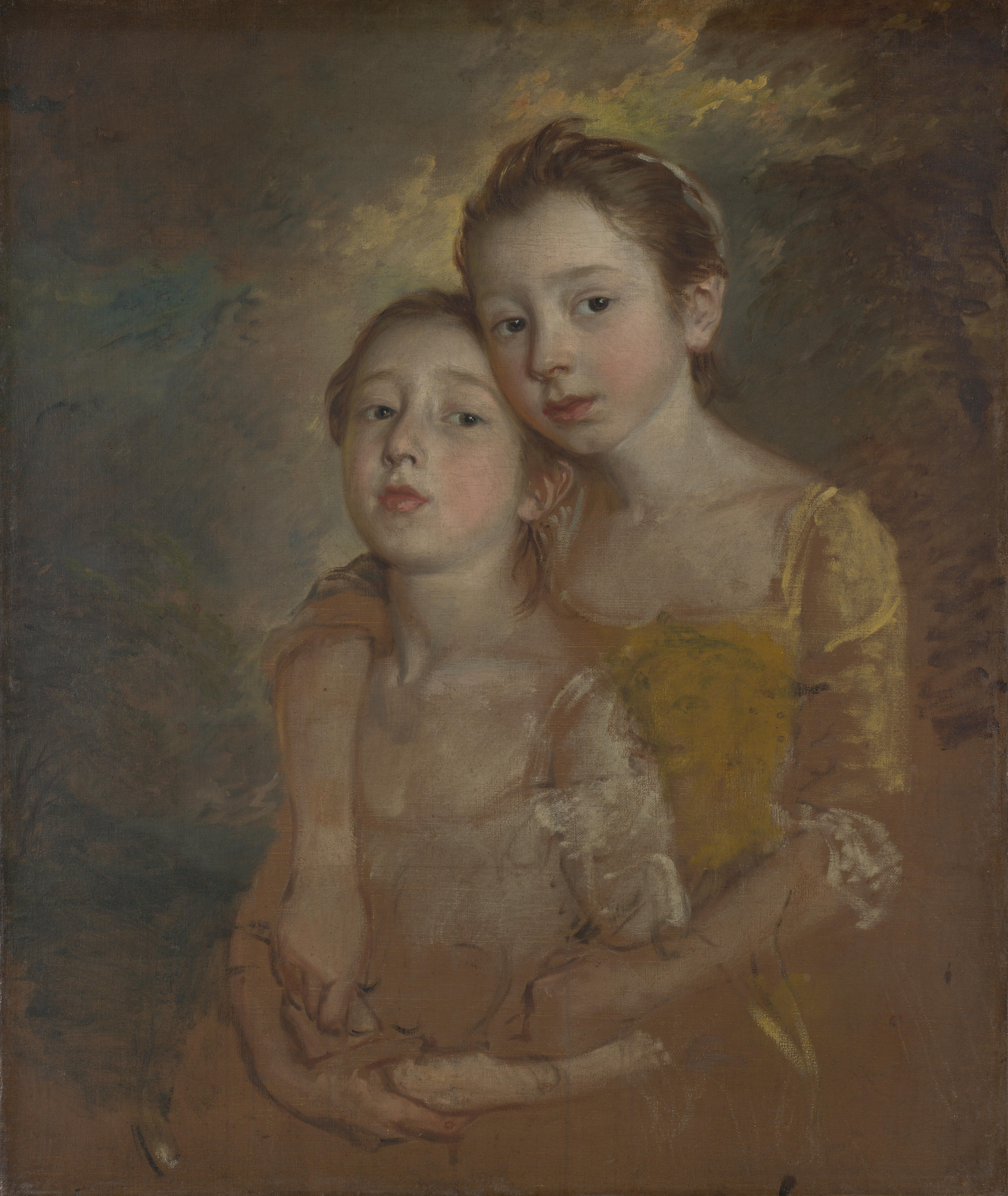
湯瑪斯·根茲巴羅的《藝術家的女兒們》（The Artist's Daughters），75.6 × 63cm，約作於1760-1761年，自1923年起收藏
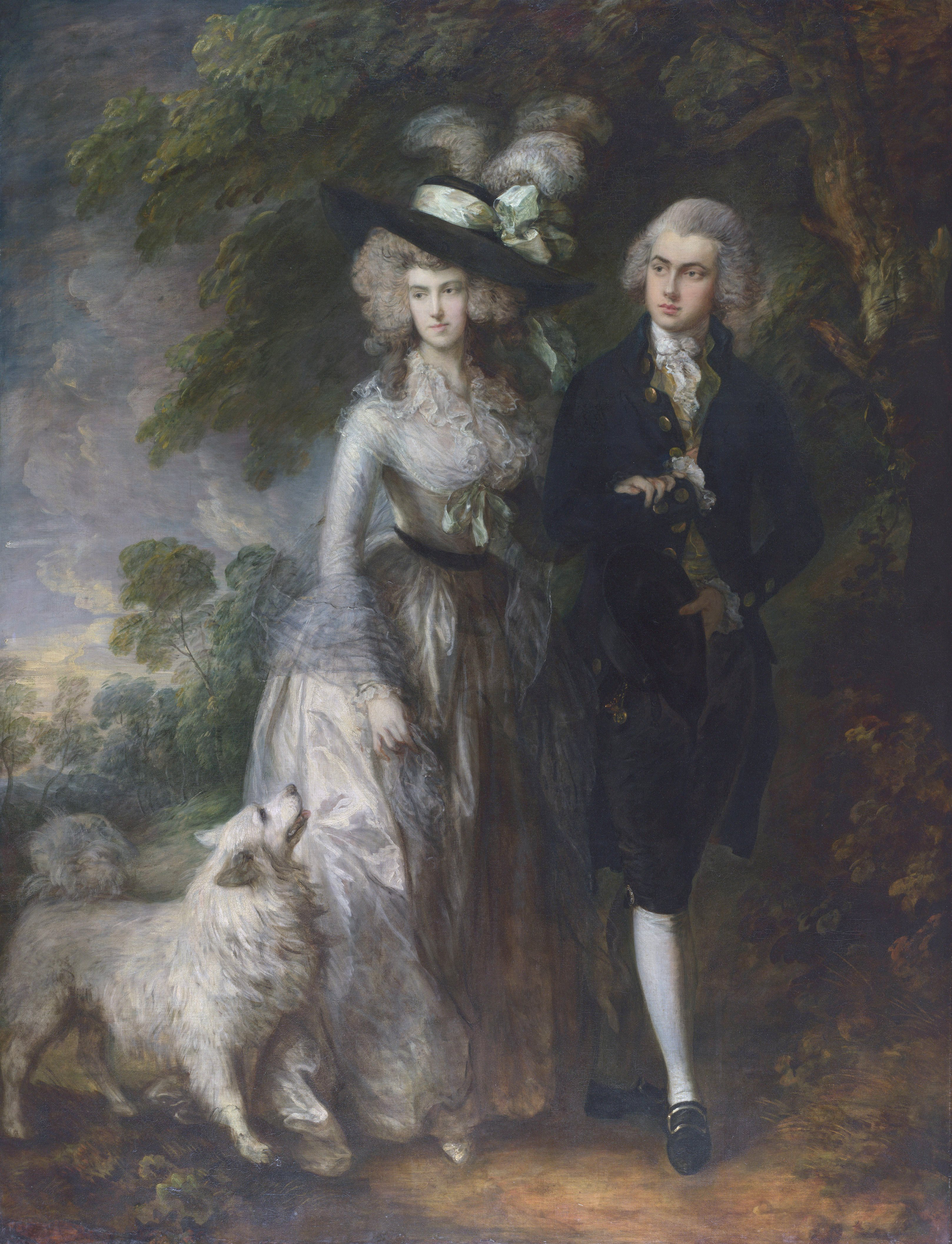
湯瑪斯·根茲巴羅的《威廉·哈萊特夫婦（英语：Mr and Mrs William Hallett）》，236 × 179cm，約作於1785年，自1954年起收藏
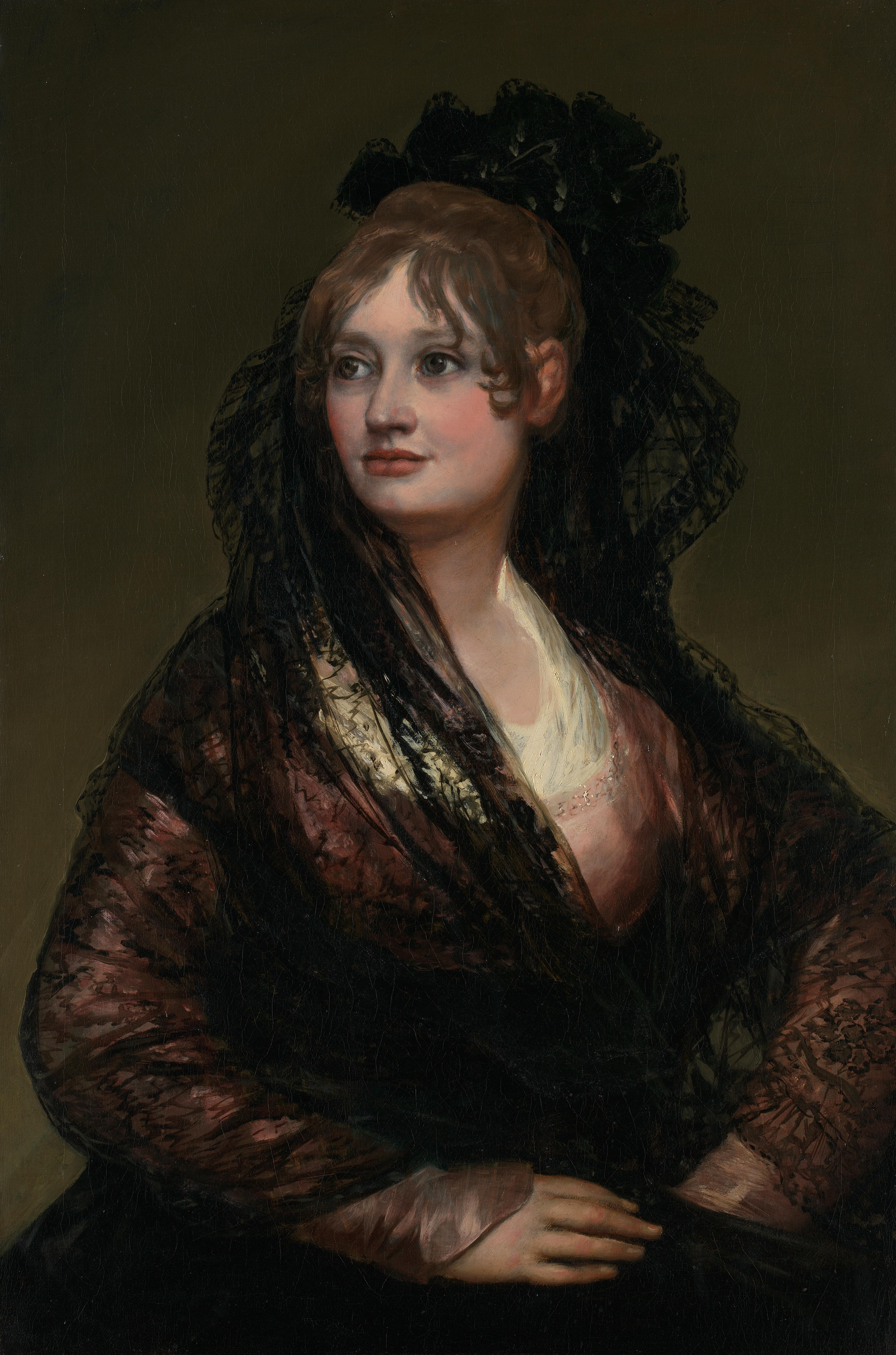
法蘭西斯科·哥雅的《伊莎貝爾·德·波爾賽爾肖像畫》，82 × 54.6cm，約作於1805年前，自1896年起收藏
約翰·康斯特勃的《韋茅斯海灘：鮑利茲灣及喬丹山丘（英语：Weymouth Bay: Bowleaze Cove and Jordon Hill）》，53 × 75cm，約作於1816年，自1910年起收藏[82]
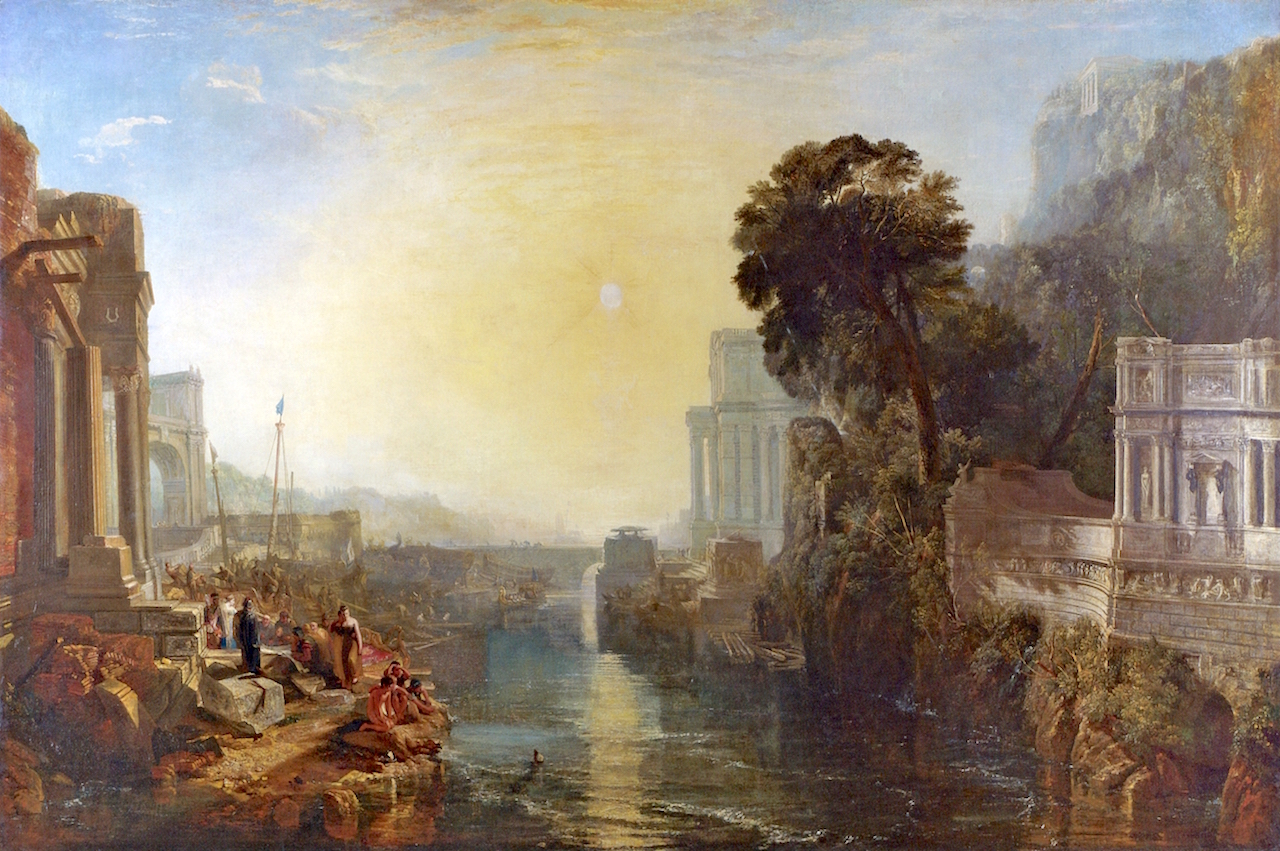
約瑟夫·馬洛德·威廉·透納的《蒂朵建立迦太基（英语：Dido building Carthage）》，155.6 × 232cm，約作於1815年，自1856年起收藏
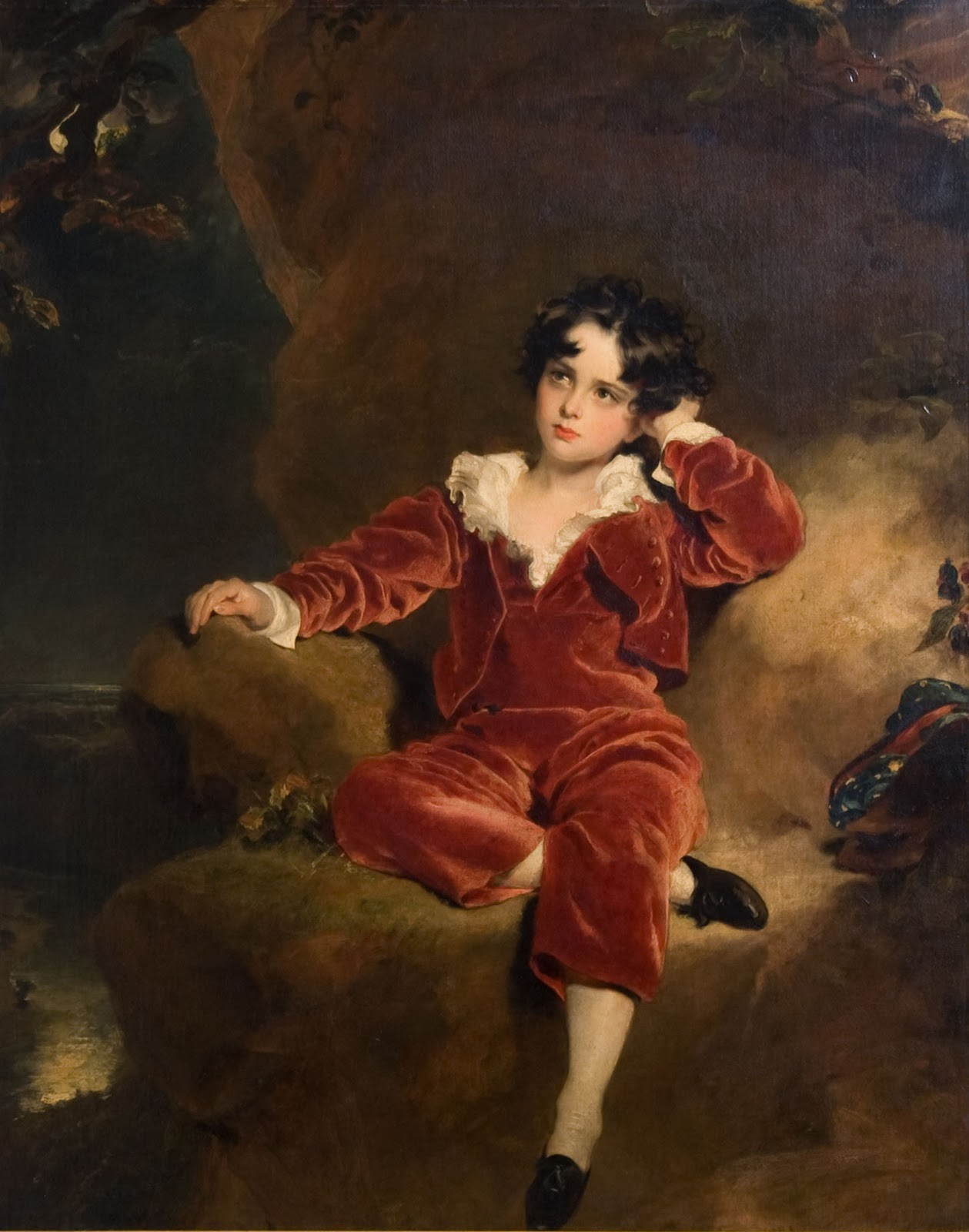
湯馬士·勞倫斯的《紅衣男孩》，140.5 × 110.6cm，約作於1825年，2021年始藏
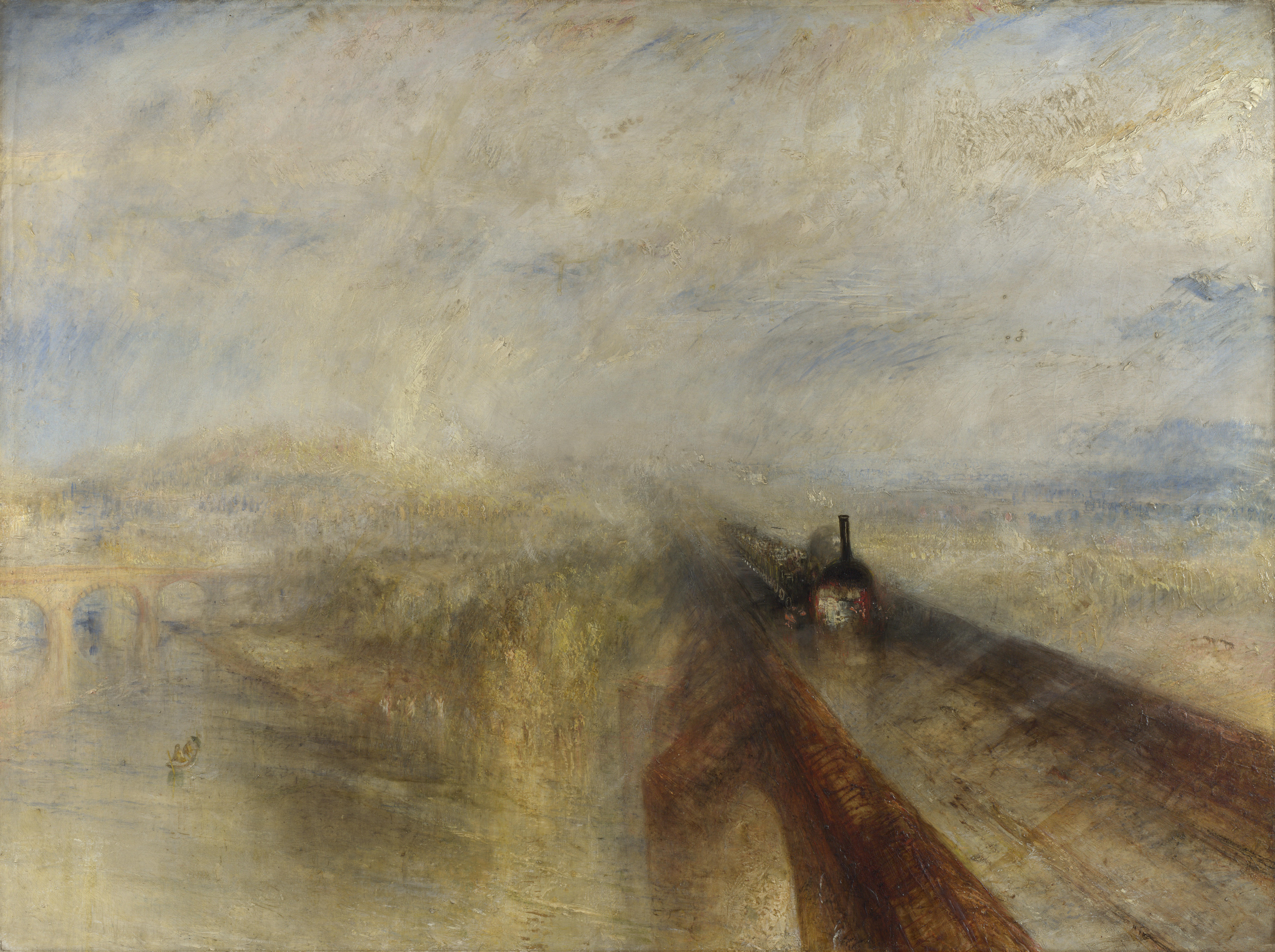
約瑟夫·馬洛德·威廉·透納的《雨、蒸氣與速度——大西部鐵路》，91 × 122cm，約作於1844年，自1856年起收藏
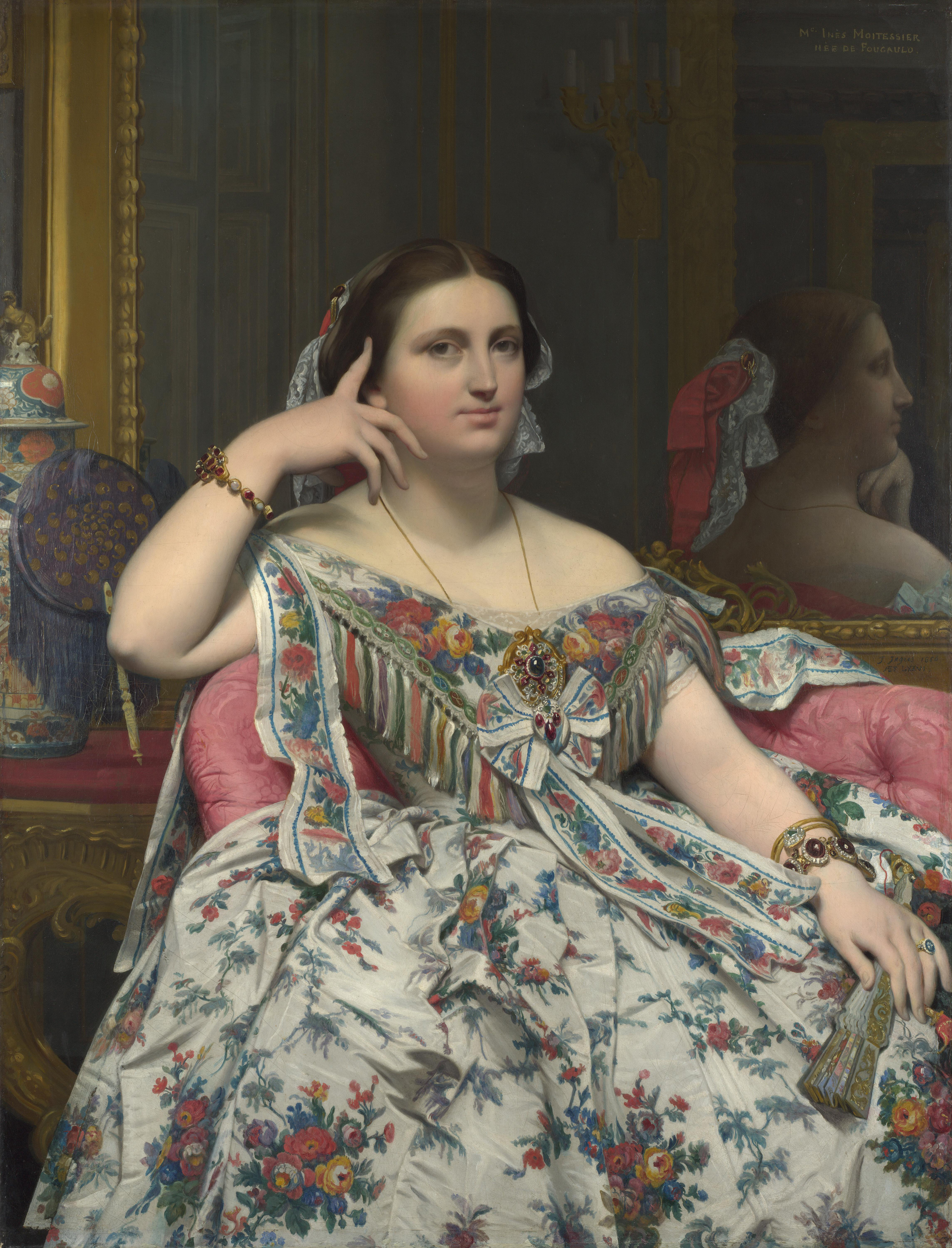
尚·奧古斯特·多米尼克·安格爾的《莫特謝夫人肖像畫（英语：Portrait of Madame Moitessier）》，120 × 92cm，約作於1856年，自1936年起收藏
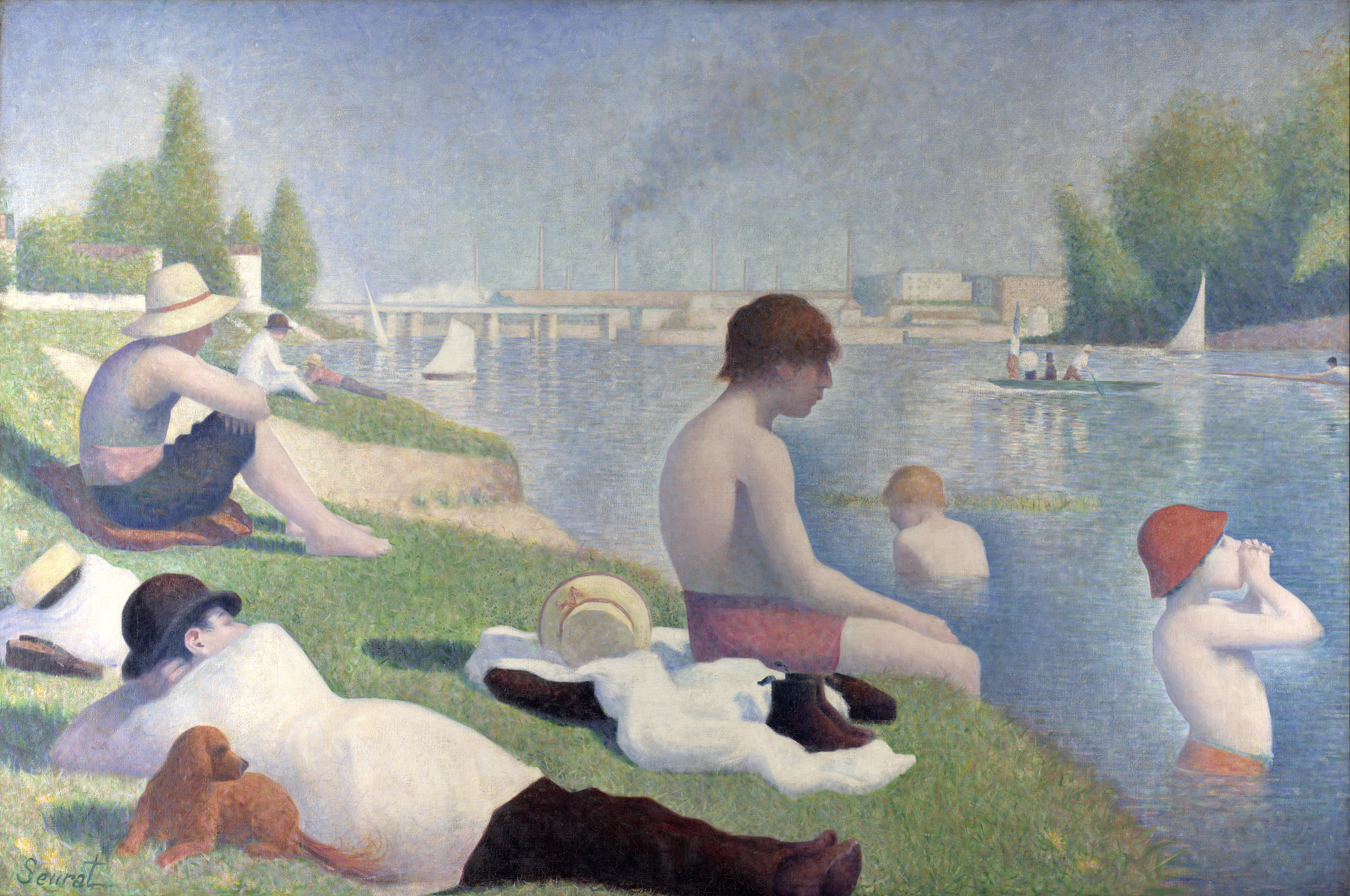
喬治·秀拉的《阿尼埃爾浴場》，201 × 300cm，約作於1884年，自1924年起收藏
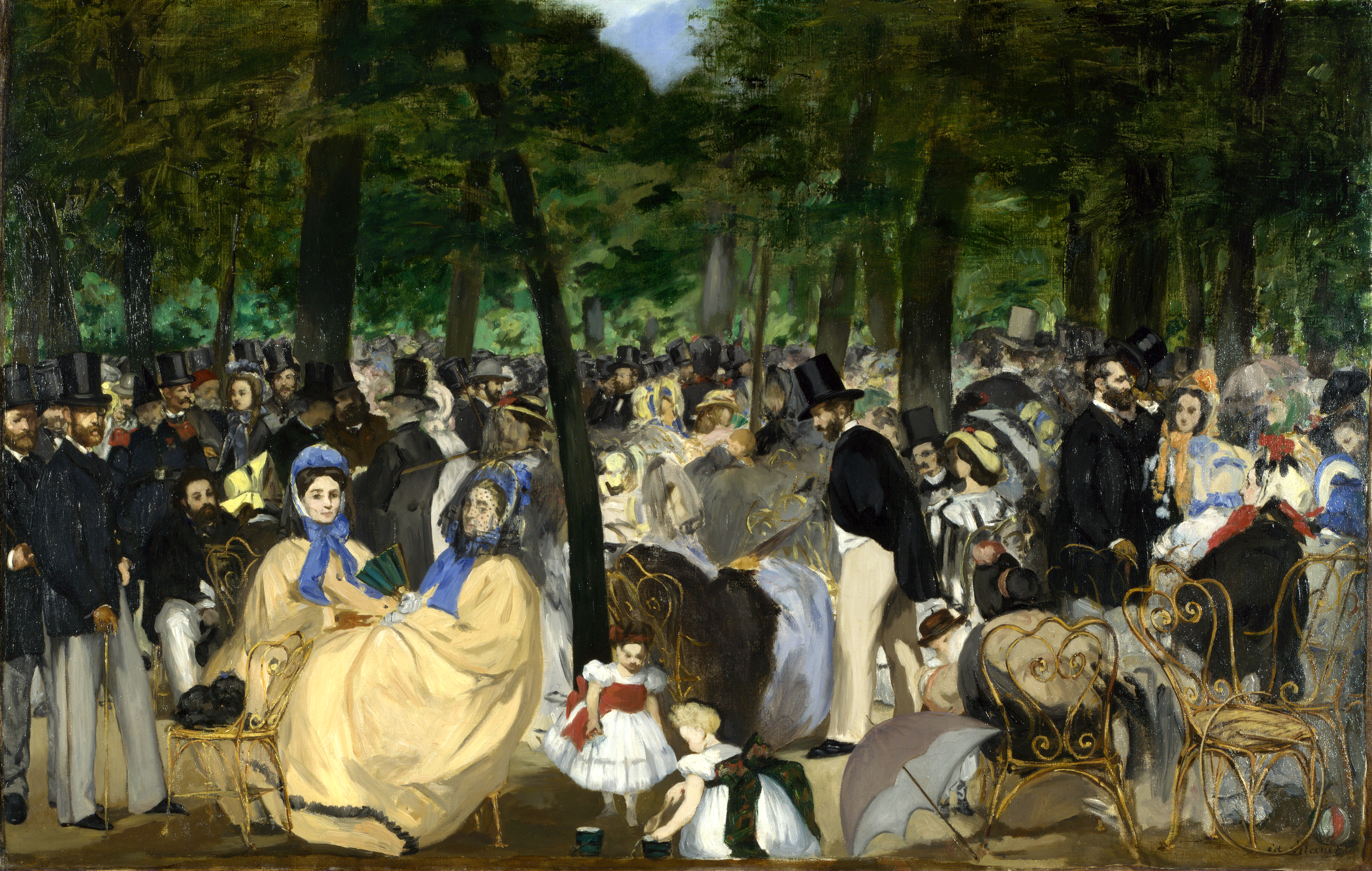
愛德華·馬奈的《杜伊勒里花園音樂會》，76 × 118cm，約作於1862年，自1917年起收藏
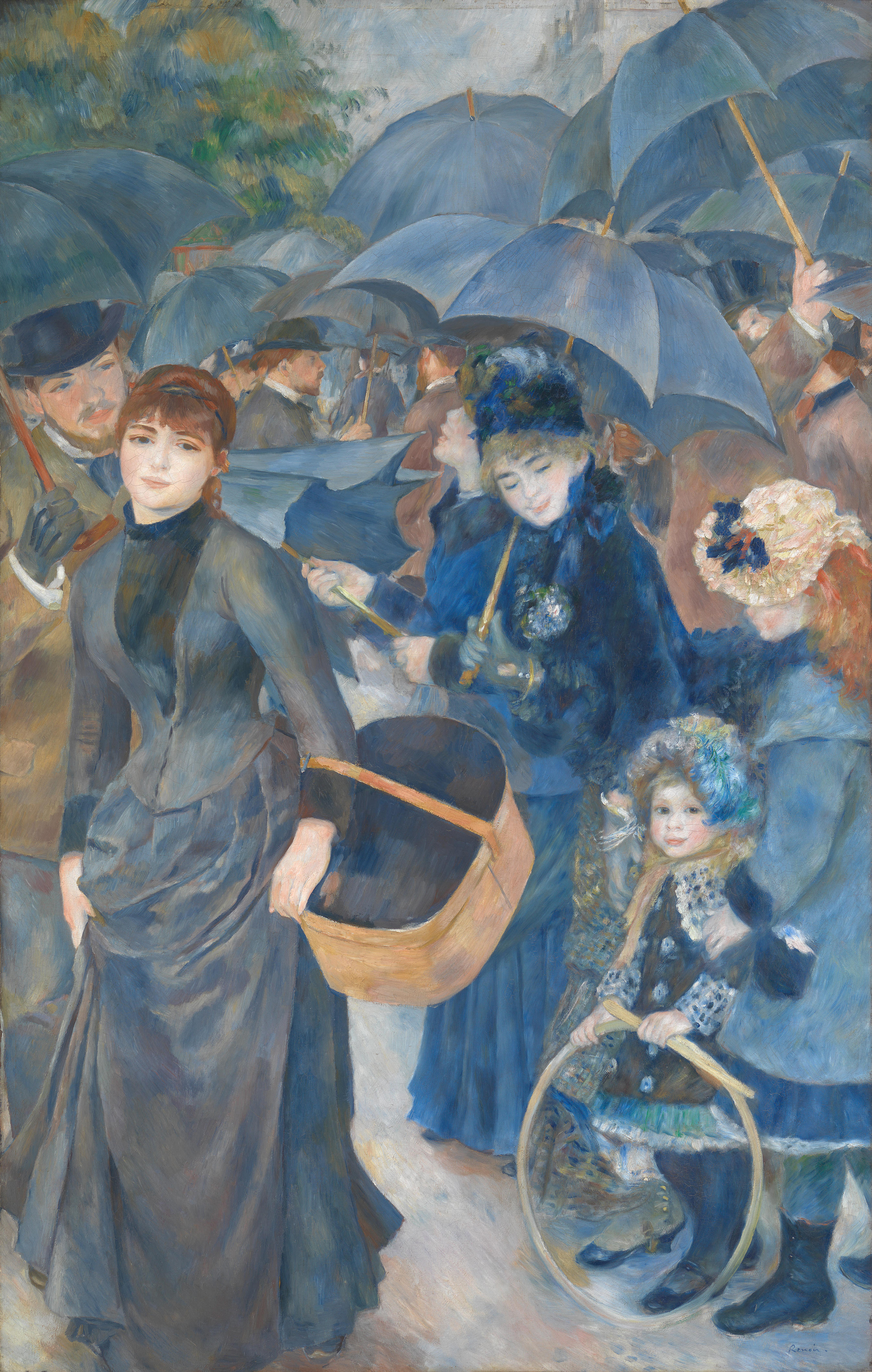
皮耶-奧古斯特·雷諾瓦的《雨傘（英语：The Umbrellas (Renoir)）》，180 × 115cm，約作於1885年，自1917年起收藏
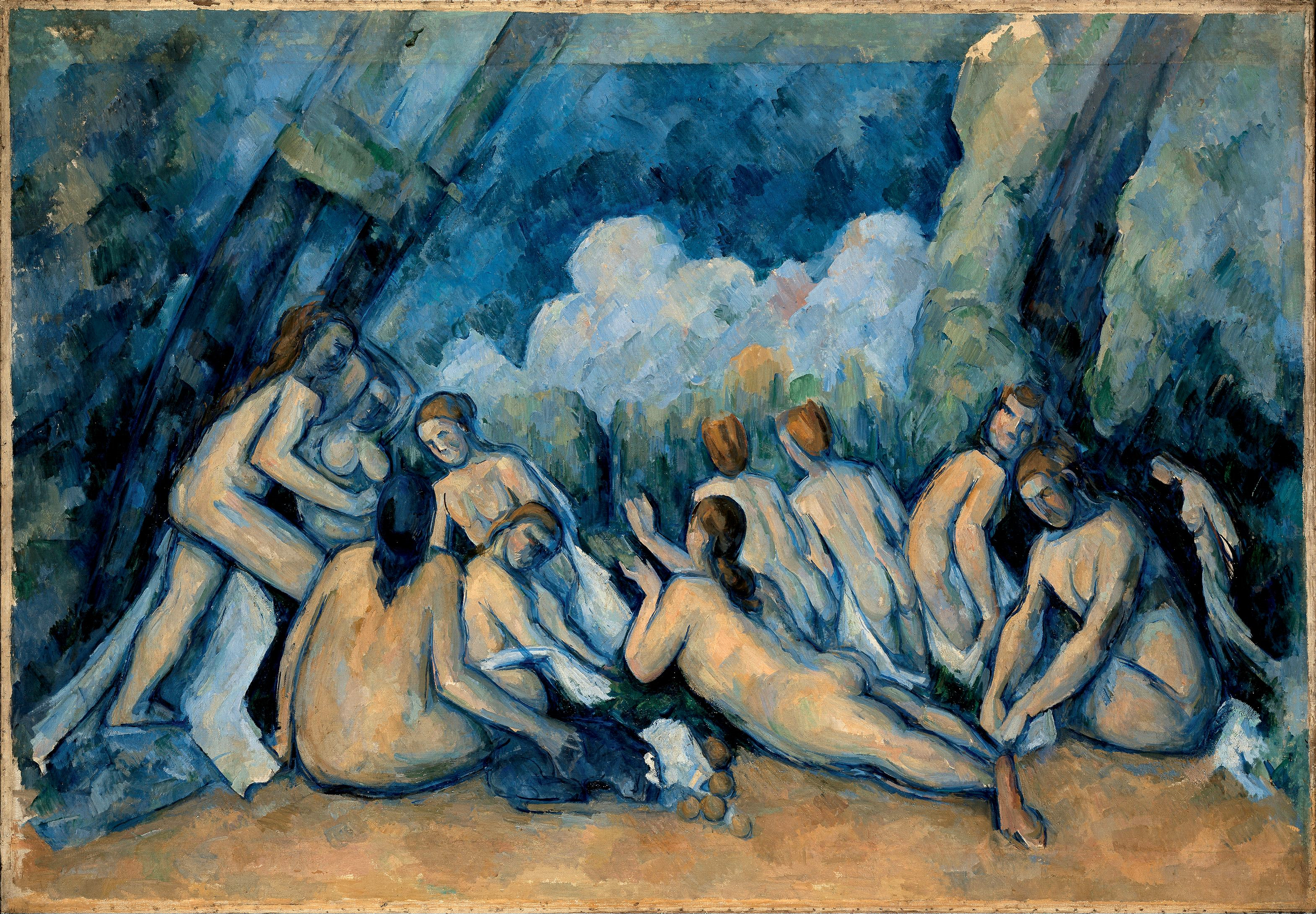
保羅·塞尚的《泳客（英语：The Bathers (Cézanne)）》，127 × 196cm，約作於1900-1906年，自1964年起收藏

### 引用
1. ↑  Frequently Asked Questions: Facts and Figures （页面存档备份，存于） (Official NG website)
2. ↑  . BBC News. 18 March 2024  [18 March 2024]. （原始内容存档于2024-03-18）.
3. ↑  . The National Gallery. （原始内容存档于2010-04-06）.
4. ↑  Gentili, Barcham & Whiteley 2000，第7頁
5. ↑  Conlin, p.51.
6. ↑  Bosman, p.25.
7. ↑  MacGregor, p.43.
8. ↑  Conlin, p.17.
9. ↑  Tarabra, p.11-18.
10. ↑  Conlin, p.107.
11. ↑  Tarabra, p.17.
12. ↑  Gaskell, p.179-182.
13. ↑  Tarabra, p.23.
14. ↑  Tarabra, p.24.
15. ↑  Tarabra, p.26.
16. ↑  Tarabra, p.27.
17. ↑  Tarabra, p.28.
18. ↑  Tarabra, p.32.
19. ↑  Tarabra, p.34.
20. ↑  Tarabra, p.38.
21. ↑  Tarabra, p.39.
22. ↑  Tarabra, p.42.
23. ↑  Tarabra, p.43.
24. ↑  Tarabra, p.46.
25. ↑  Tarabra, p.48.
26. ↑  Tarabra, p.50.
27. ↑  Tarabra, p.52.
28. ↑  Tarabra, p.54.
29. ↑  Tarabra, p.58.
30. ↑  Tarabra, p.62.
31. ↑  Tarabra, p.64.
32. ↑  Tarabra, p.65.
33. ↑  Tarabra, p.66.
34. ↑  Tarabra, p.68.
35. ↑  Tarabra, p.72.
36. ↑  Tarabra, p.74.
37. ↑  許家彰, p.22.
38. ↑  Tarabra, p.75.
39. ↑  Tarabra, p.76.
40. ↑  Tarabra, p.78.
41. ↑  Tarabra, p.80.
42. ↑  Tarabra, p.81.
43. ↑  Tarabra, p.82.
44. ↑  許家彰, p.27.
45. ↑  Tarabra, p.84.
46. ↑  Tarabra, p.85.
47. ↑  Tarabra, p.86.
48. ↑  Tarabra, p.88.
49. ↑  Tarabra, p.89.
50. ↑  Tarabra, p.90.
51. ↑  Tarabra, p.92.
52. ↑  Tarabra, p.96.
53. ↑  Tarabra, p.98.
54. ↑  Tarabra, p.99.
55. ↑  Tarabra, p.100.
56. ↑  Tarabra, p.104.
57. ↑  Tarabra, p.108.
58. ↑  許家彰, p.41.
59. ↑  Tarabra, p.110.
60. ↑  Tarabra, p.111.
61. ↑  Tarabra, p.114.
62. ↑  Tarabra, p.115.
63. ↑  Tarabra, p.116.
64. ↑  Tarabra, p.117.
65. ↑  Tarabra, p.118.
66. ↑  Tarabra, p.120.
67. ↑  Tarabra, p.121.
68. ↑  Tarabra, p.122.
69. ↑  Tarabra, p.124.
70. ↑  Tarabra, p.125.
71. ↑  Tarabra, p.126.
72. ↑  Tarabra, p.130.
73. ↑  Tarabra, p.132.
74. ↑  Tarabra, p.134.
75. ↑  Tarabra, p.135.
76. ↑  Tarabra, p.136.
77. ↑  Tarabra, p.138.
78. ↑  Tarabra, p.139.
79. ↑  Tarabra, p.140.
80. ↑  Tarabra, p.141.
81. ↑  Tarabra, p.142.
82. ↑  Tarabra, p.143.
83. ↑  Tarabra, p.144.
84. ↑  許家彰, p.65.
85. ↑  Tarabra, p.146.
86. ↑  Tarabra, p.148.
87. ↑  Tarabra, p.149.
88. ↑  Tarabra, p.150.
89. ↑  Tarabra, p.152.
90. ↑  Tarabra, p.153.